# Ford Motor Company
Ford Motor Company – amerykański koncern, producent samochodów osobowych, dostawczych i ciężarowych, z siedzibą w Dearborn, działający od 1903 roku.

## Skrót

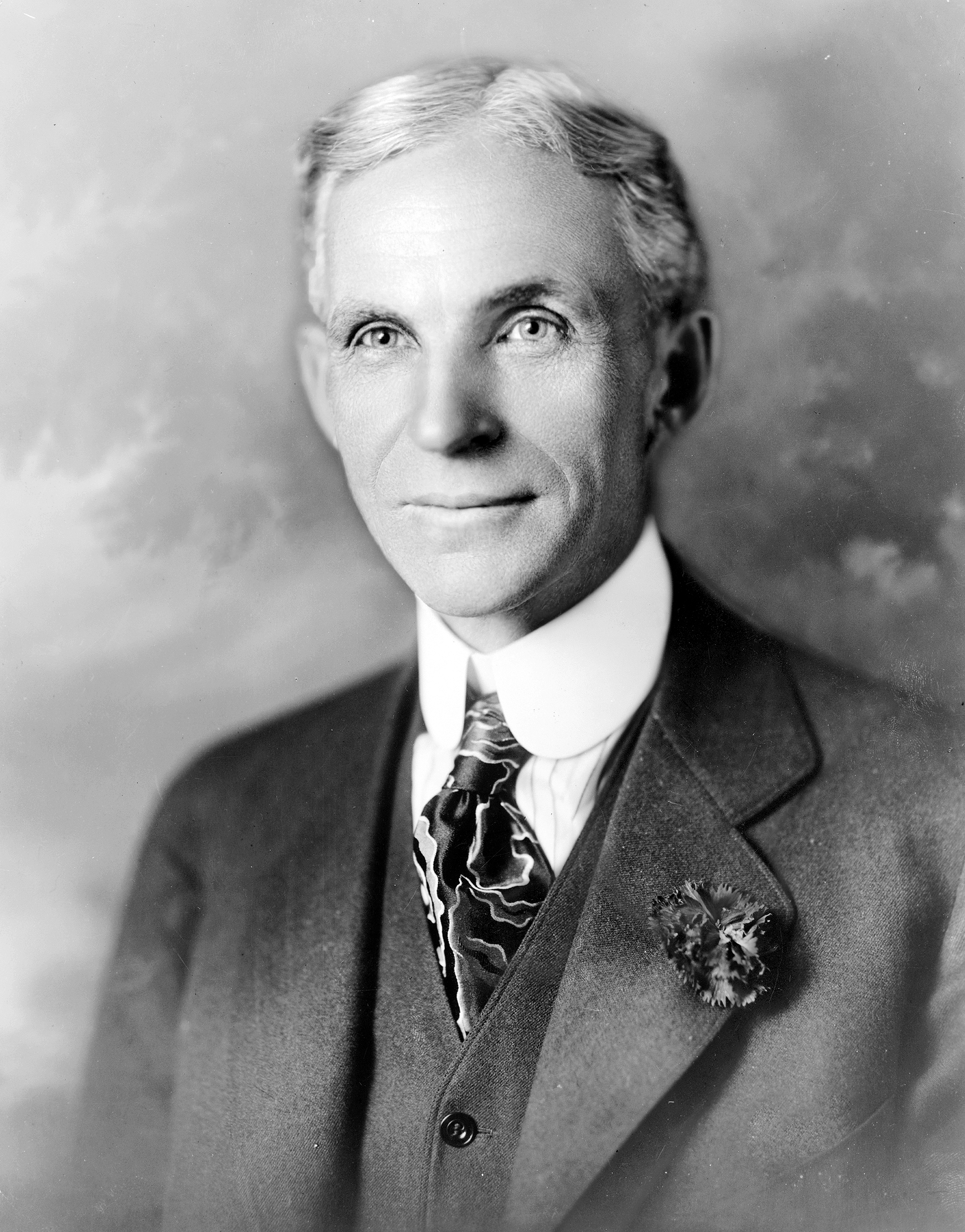
Henry Ford – założyciel koncernu

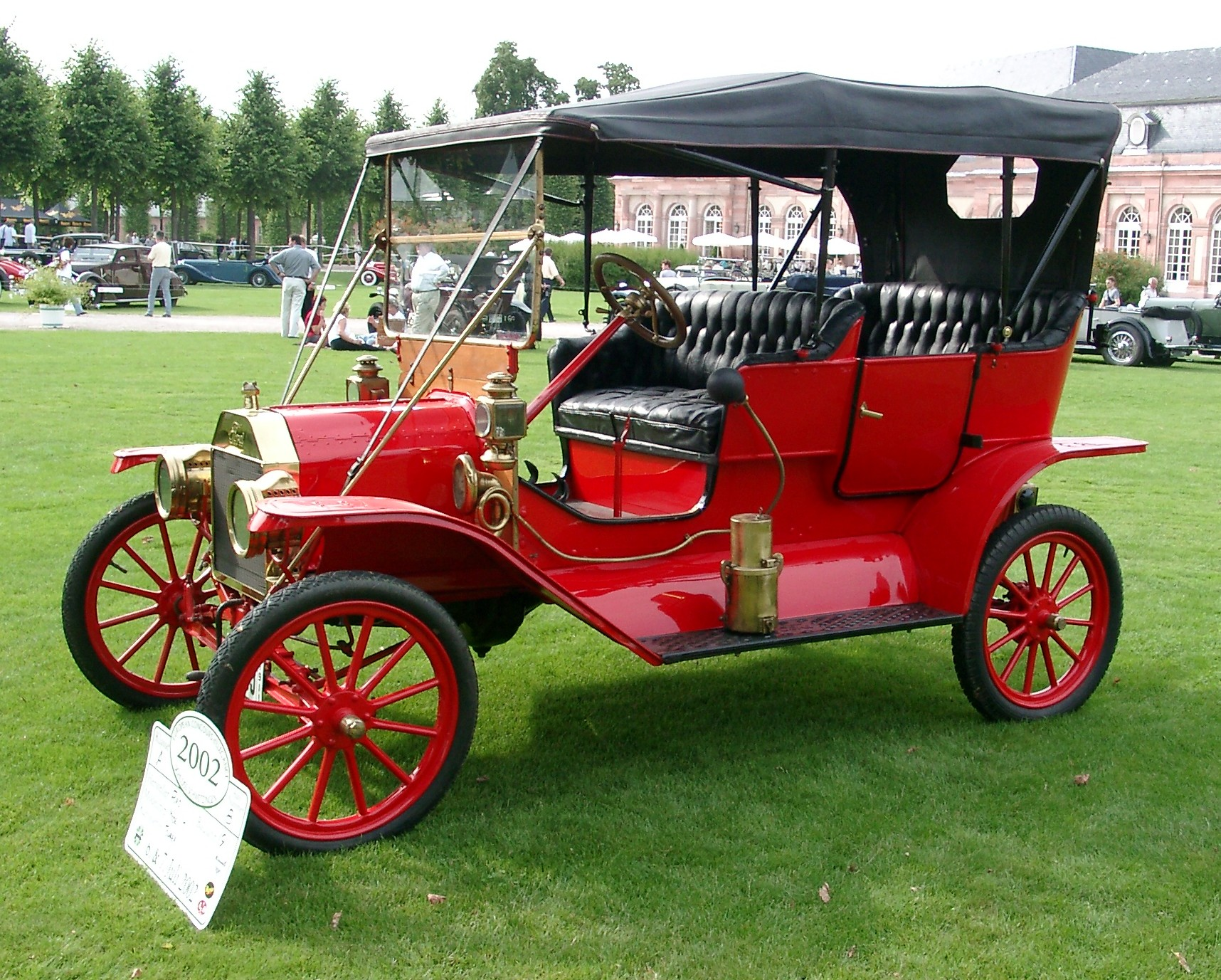
Ford Model T

Ford został założony 16 czerwca 1903 roku przez Henry’ego Forda w Detroit. Firma dysponowała własnymi lasami, kopalniami, hutami, transportem wodnym, lotniczym i kolejowym. W pewnym okresie fabryka w Dearborn zatrudniała około 100 tys. osób. Obecnie jest to duży koncern branży motoryzacyjnej produkujący samochody osobowe, ciężarowe, autobusy, pojazdy i maszyny rolnicze, sprzęt informatyczny i inne wyroby. Koncern zatrudnia około 246 tys. pracowników (czerwiec 2008). Ford jest drugim co do wielkości producentem samochodów w USA i piątym pod względem wielkości na świecie. W 2015 roku z fabryk Forda wyjechało około 6 mln 635 tys. pojazdów.

## Struktura koncernu

### Marki

#### Obecne
- Ford – amerykańska marka powstała w 1903 roku,
- Lincoln – amerykańska marka powstała w 1917 roku, należąca do Forda od 1922 roku.

#### Zlikwidowane
- Continental – amerykańska marka istniejąca w latach 1952–1956,
- Edsel – marka istniejąca w latach 1957–1959,
- Frontenac(inne języki) – kanadyjska marka sprzedawana wyłącznie w roku 1960,
- Fordson(inne języki) – amerykańska marka traktorów istniejąca w latach 1917–1964,
- Monarch – kanadyjska marka istniejąca w latach 1946–1961,
- Meteor – kanadyjska marka istniejąca w latach 1949–1976,
- Merkur – amerykańska marka istniejąca w latach 1985–1989,
- Mercury – amerykańska marka istniejąca w latach 1939–2011,
- FPV(inne języki) – australijska marka istniejąca w latach 2002–2014,

#### Sprzedane
- De Tomaso – włoska marka, której pakiet 84 proc. akcji Ford nabył w 1971 roku, odsprzedając w 1974 Alejandro de Tomaso,
- Benelli – włoska marka, wykupiona przez Forda w 1972 roku, odsprzedana w 1974 Alejandro de Tomaso,
- Moto Guzzi – włoska marka, wykupiona przez Forda w 1973 roku, odsprzedana w 1974 Alejandro de Tomaso,
- Th!nk Nordic – norweskie przedsiębiorstwo istniejące w latach 1991–2011, należące do Forda w latach 1999–2003.
- Aston Martin – brytyjskie przedsiębiorstwo powstałe w 1913 roku, należące do Forda w latach 1994–2007.
- Daimler – brytyjskie przedsiębiorstwo powstałe w 1896 roku, należące do Forda w latach 1989–2008.
- Jaguar – brytyjskie przedsiębiorstwo powstałe w 1922 roku, należące do Forda w latach 1989–2008.
- Land Rover – brytyjskie przedsiębiorstwo powstałe w 1948 roku, należące do Forda w latach 2000–2008.
- Volvo – szwedzkie przedsiębiorstwo powstałe w 1927 roku, należące do Forda w latach 1999–2010.
- Troller – brazylijska marka powstała w roku 1994, od roku 2007 będąca częścią brazylijskiej filii koncernu Forda, zlikwidowana w roku 2021.

### Spółki joint venture

#### Obecne
- Ford Otosan(inne języki) – amerykańsko-tureckie joint venture oferujące samochody Ford, działające od 1959 roku,
- Ford Lio Ho(inne języki) – amerykańsko-tajwańskie joint venture oferujące samochody Ford i Mazda, działające od 1972 roku,
- Jiangling Motors – amerykańsko-chińskie joint venture oferujące samochody Ford i JMC, działające od 1993 roku,
- Ford Vietnam(inne języki) – amerykańsko-wietnamskie joint venture oferujące samochody Ford, działające od 1995 roku,
- AutoAlliance Thailand(inne języki) – amerykańsko-japońskie joint venture oferujące samochody Ford i Mazda, działające od 1995 roku,
- Changan Ford(inne języki) – amerykańsko-chińskie joint venture oferujące samochody Ford i Lincoln, działające od 2012 roku.

#### Dawne
- Matford – amerykańsko-francuskie joint venture działające w latach 1934–1940,
- AutoLatina – amerykańsko-brazylijskie joint venture oferujące samochody Ford i Volkswagen, działające w latach 1987–1995,
- Samcor(inne języki) – amerykańsko-południowoafrykańskie joint venture oferujące samochody Ford i Mazda, działające w latach 1985–2000,
- Ford Union(inne języki) – amerykańsko-białoruskie joint venture oferujące samochody Ford, działające w latach 1997–2000,
- Changan Ford Mazda – amerykańsko-japońsko-chińskie joint venture oferujące samochody Ford i Mazda, działające w latach 2001–2012,
- AFCC(inne języki) – amerykańsko-niemieckie joint venture rozwijające technologię wodorową, działające w latach 2008–2018,
- Ford Sollers(inne języki) – amerykańsko-rosyjskie joint venture oferujące samochody Ford, działające w latach 2011–2022,
- Argo AI(inne języki) – amerykańsko-niemieckie joint venture rozwijające technologię automomicznej jazdy, działające w latach 2016–2022,

## Historia

### XX wiek

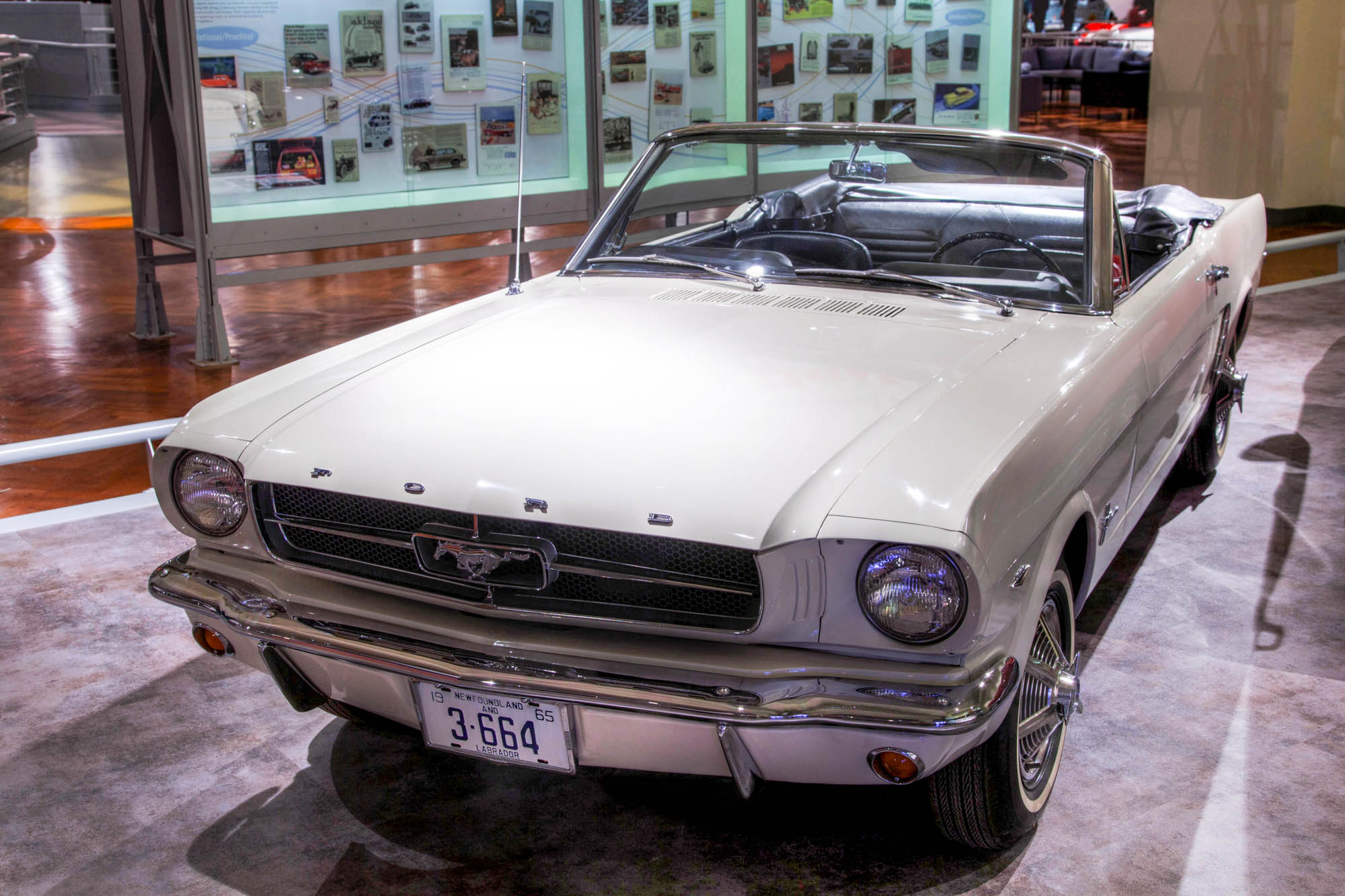
Ford Mustang

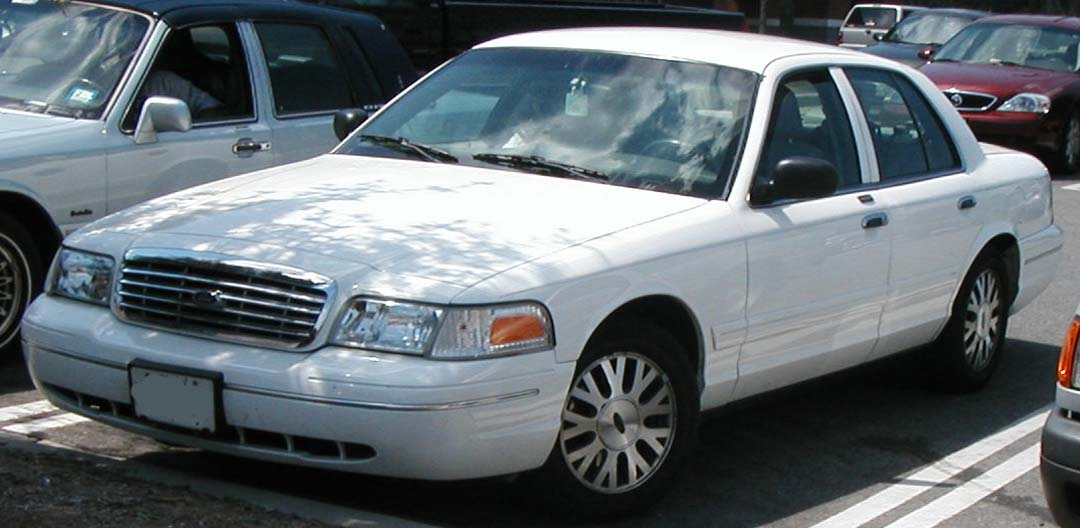
Ford Crown Victoria

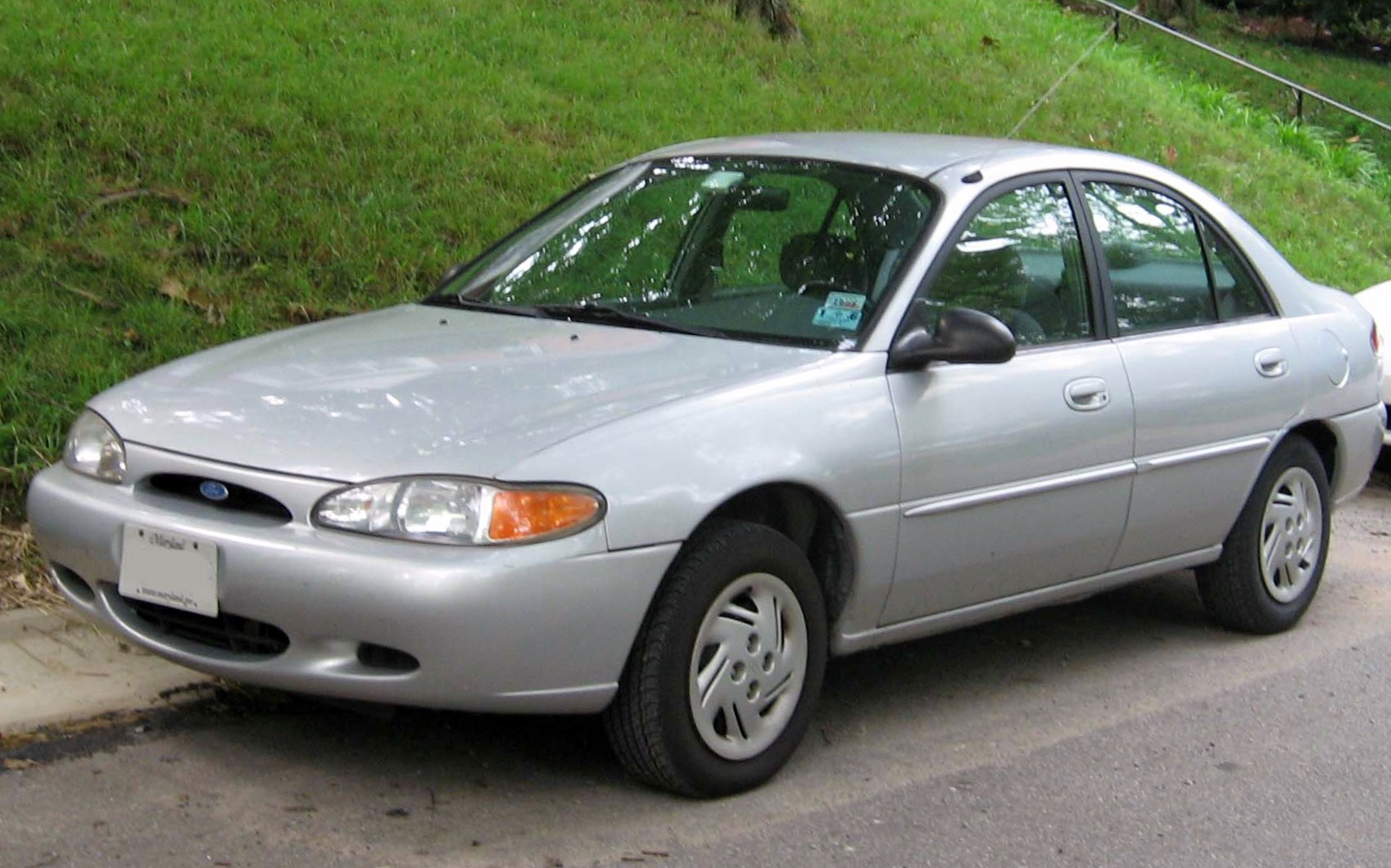
Ford Escort

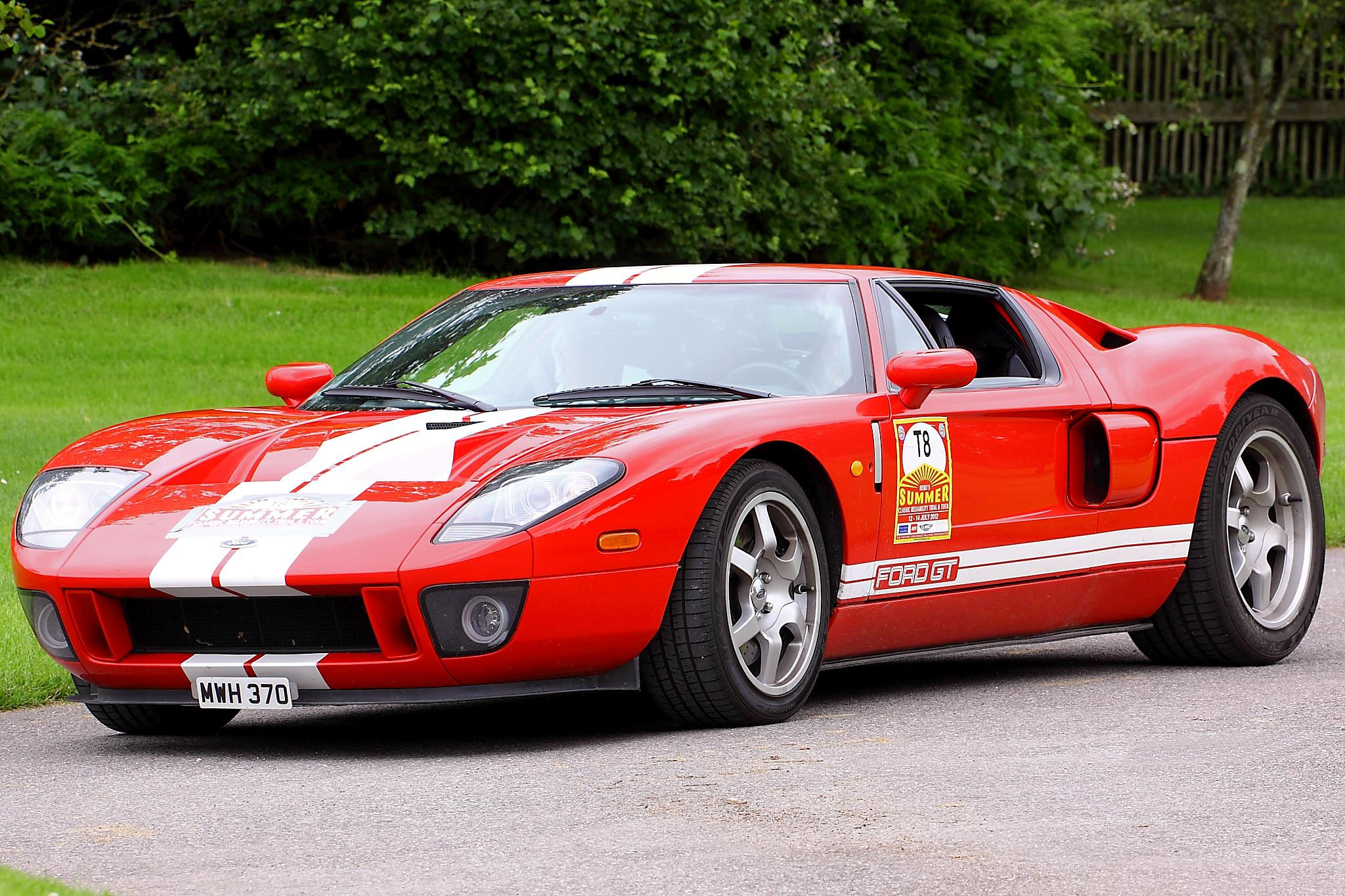
Ford GT

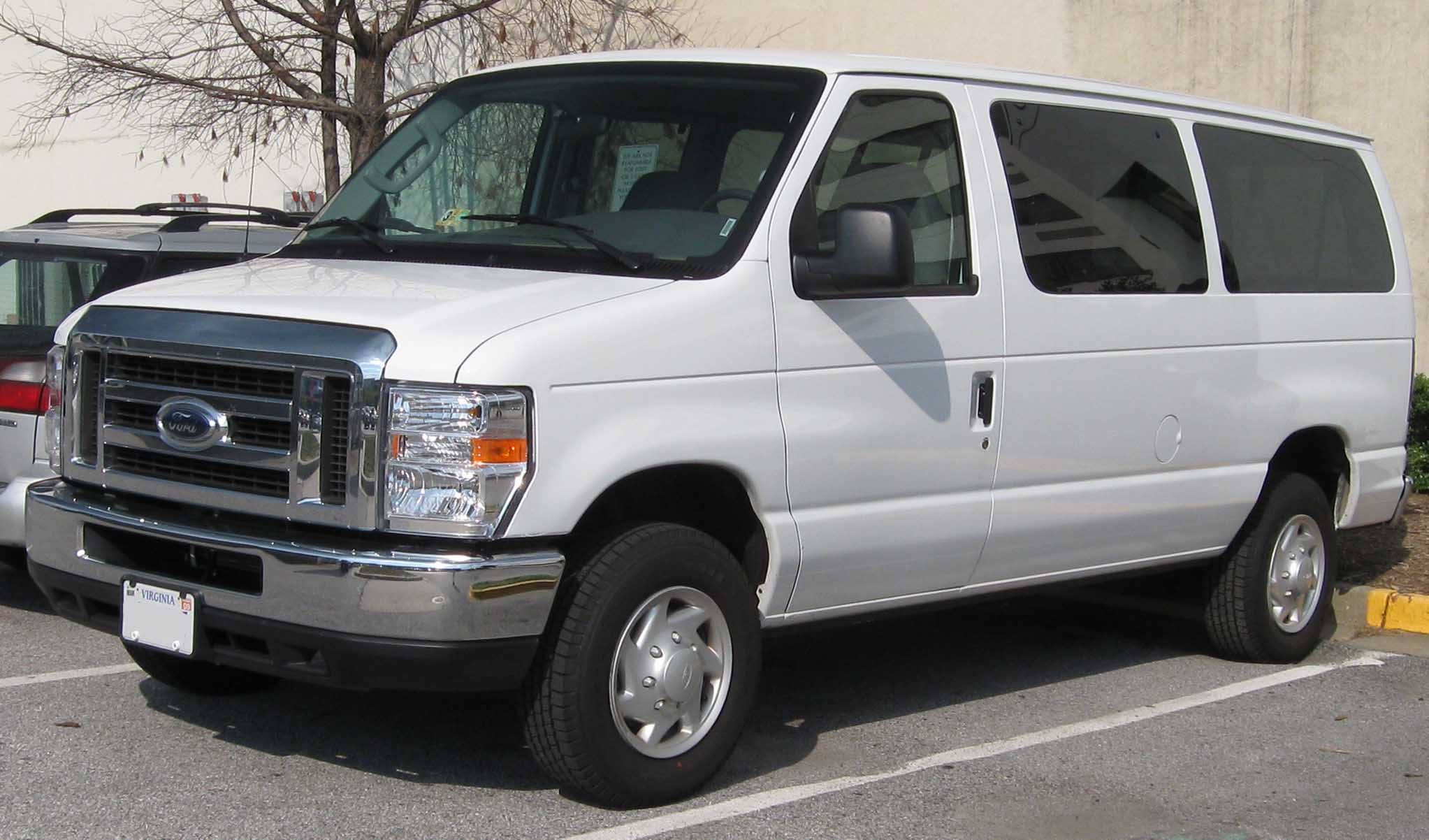
Ford E-Series

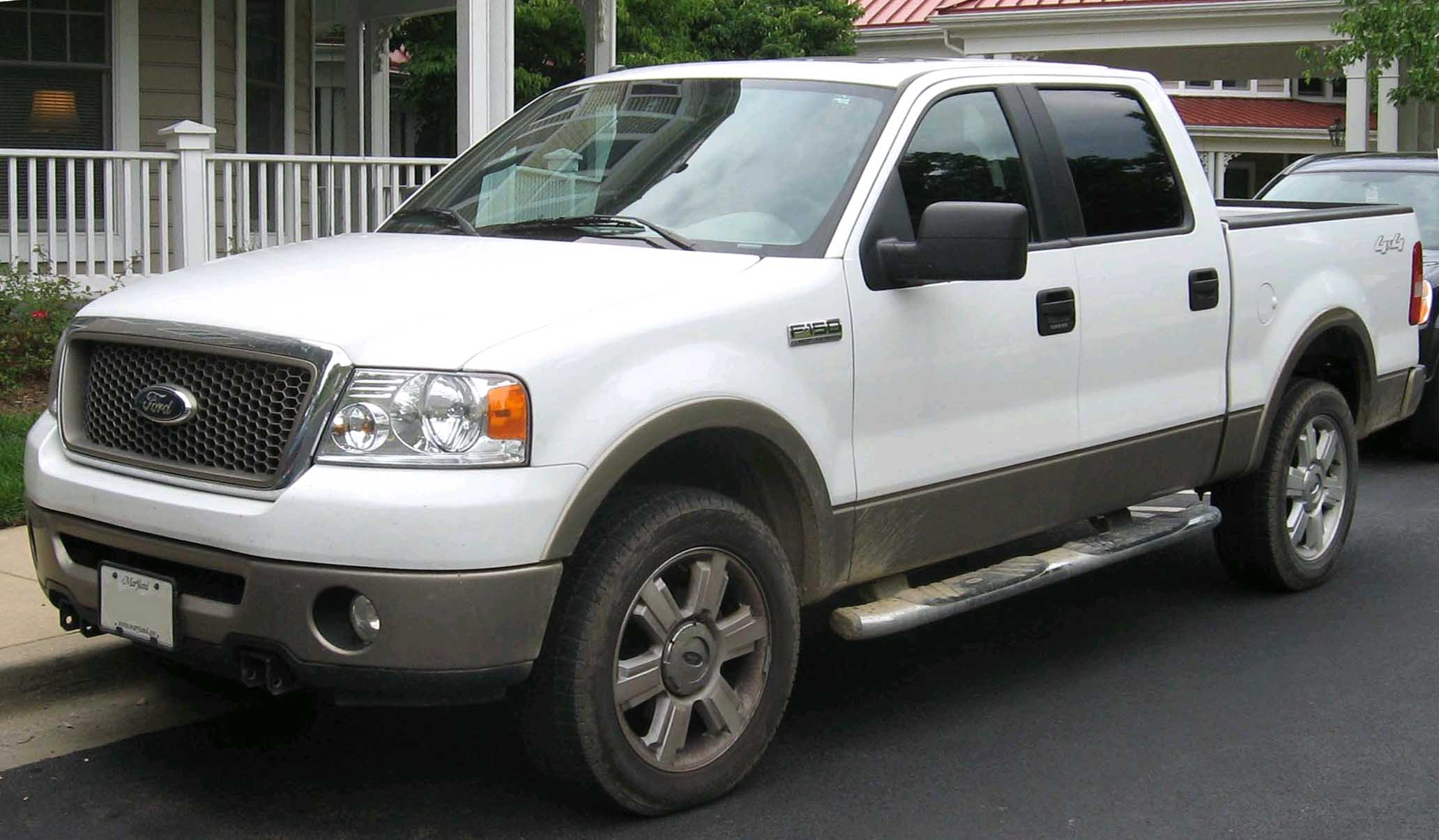
Ford F-Series

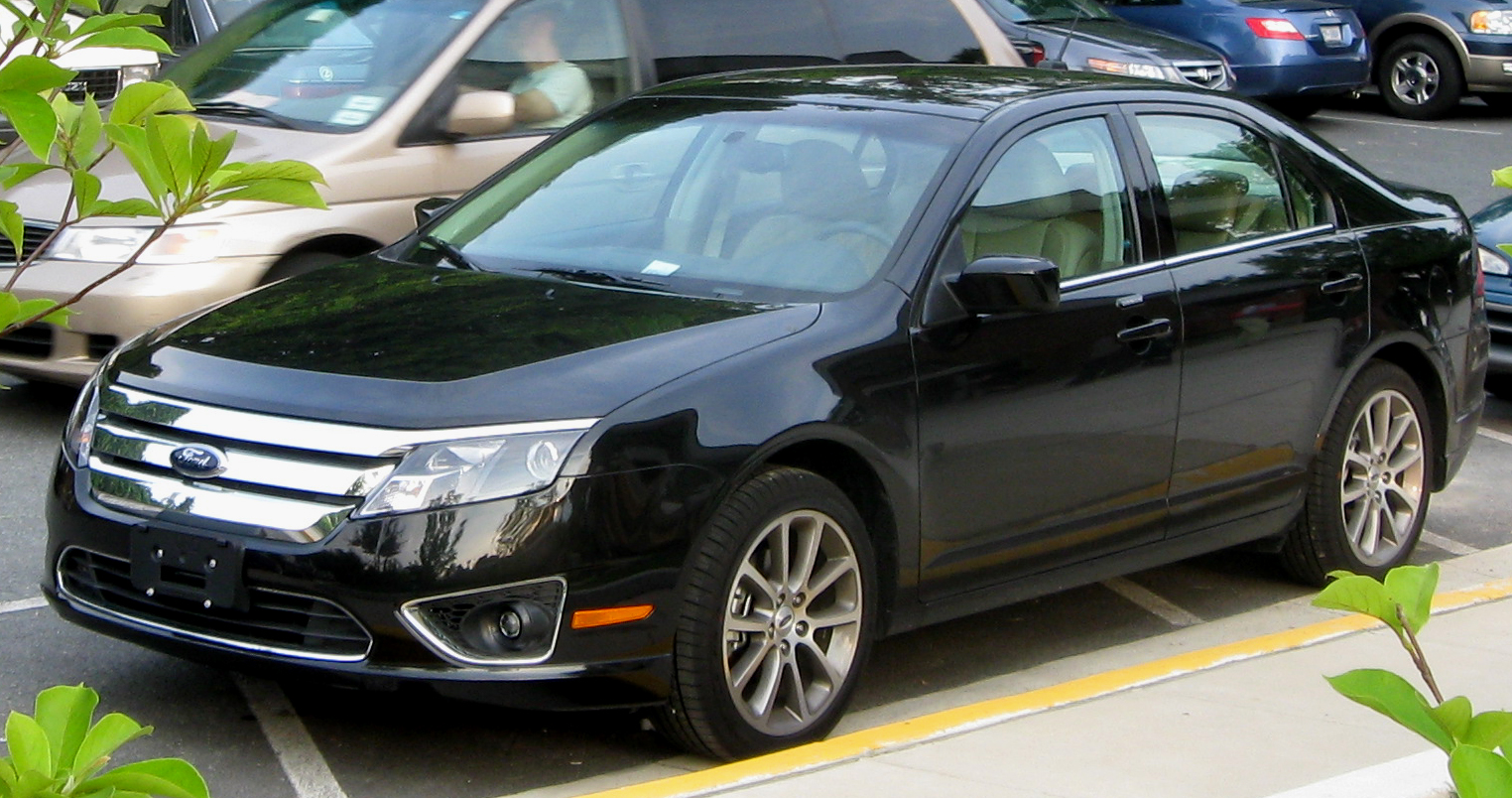
Ford Fusion (USA)

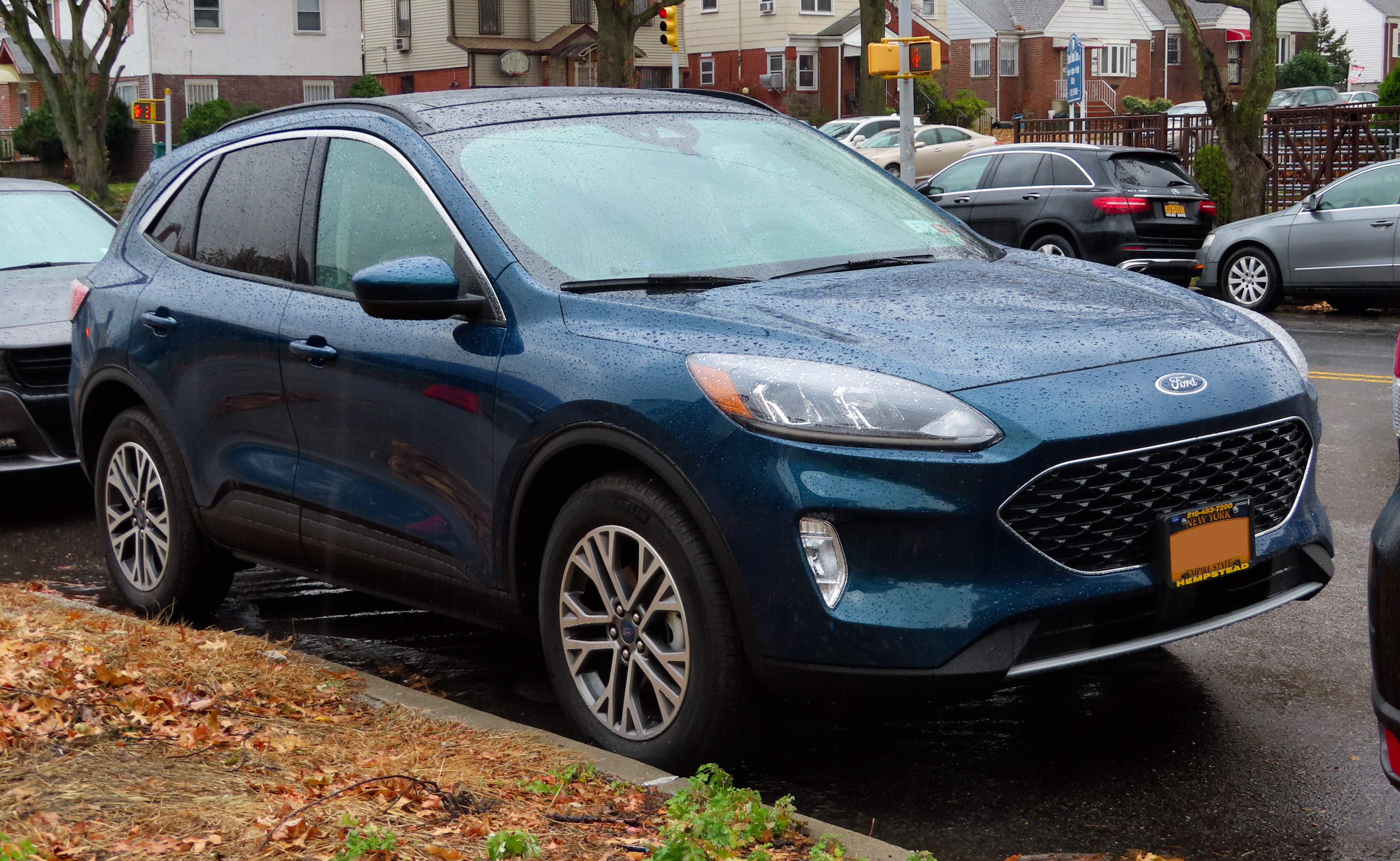
Ford Escape

Pierwsza próba stworzenia przedsiębiorstwa Henry Ford Company miała miejsce 3 listopada 1901 roku w USA. Firma przekształciła się w Cadillac Motor Company 22 sierpnia 1902 roku po tym, jak Ford podjął decyzję o odejściu, zachowując prawa do swojego nazwiska. Dzięki wyłożeniu 28 000 dolarów w gotówce (równowartość 912 000 dolarów w 2022 roku) przez dwunastu inwestorów, w szczególności Johna i Horace’a Dodge’ów, którzy później założyli własną firmę samochodową Dodge, spółka Ford Motor Company ponownie rozpoczęła działalność w przebudowanej fabryce w 1903 roku. Pierwszym prezesem nie został Ford, ale lokalny bankier John S. Gray, który został nominowany na to stanowisko, aby uspokoić obawy inwestorów, że Ford opuści nową firmę w taki sam sposób, jak kilka lat wcześniej. We wczesnych latach działalności firma produkowała zaledwie kilka samochodów dziennie w fabryce przy Mack Avenue, a później w fabryce przy Piquette Avenue w Detroit w amerykańskim stanie Michigan. Nad każdym samochodem pracowały grupy dwóch lub trzech mężczyzn, wykorzystując podczas swoich zadań części wyprodukowane głównie przez dostawców współpracujących z Fordem. W ciągu dekady firma stała się światowym liderem w rozwijaniu i udoskonalaniu koncepcji linii montażowej, a Ford wkrótce przeniósł znaczną część całego procesu produkcji komponentów do własnych fabryk w ramach integracji pionowej.
Henry Ford miał 39 lat, gdy założył Ford Motor Company, która stała się jedną z największych i najbardziej dochodowych firm na świecie. Przedsiębiorstwo pozostaje pod ciągłą kontrolą rodziny od ponad 100 lat i jest jedną z największych firm rodzinnych na świecie.
Pierwszy samochód napędzany benzyną został stworzony w 1885 roku przez niemieckiego wynalazcę Karla Benza (Benz Patent-Motorwagen). Jednak aby samochody stały się dobrami dostępnymi dla ludzi z klasy średniej, konieczne było opracowanie bardziej wydajnych metod ich produkcji. Do tego właśnie przyczynił się Ford, uruchamiając w 1913 roku pierwszą linię montażową w fabryce Forda w Highland Park.

#### Pierwsze modele, sukces Modelu T
W latach 1903–1908 Ford produkował modele A, B, C, F, K, N, R i S. Każdego roku sprzedawano setki, a nawet tysiące tych samochodów. W 1908 roku Ford wprowadził na rynek produkowany na masową skalę Model T, który w ciągu prawie 20 lat został sprzedany w milionach egzemplarzy. W 1927 roku Ford zastąpił Model T Modelem A, pierwszym samochodem, którego szyba przednia wykonana była z bezpiecznego szkła. W 1932 roku Ford wprowadził na rynek pierwszy tani samochód z silnikiem V8.
Próbując konkurować z modelami średnich segmentów firmy General Motors takimi jak Pontiac, Oldsmobile i Buick, Ford zaprojektował w 1939 roku droższy model o nazwie Mercury. Henry Ford kupił firmę Lincoln Motor Company w 1922 roku, aby konkurować o luksusowy segment rynku samochodowego z takimi markami jak Cadillac i Packard.
W 1929 roku Ford podpisał kontrakt z rządem Związku Radzieckiego na założenie fabryki samochodów Gorky w Rosji, która początkowo miała produkować Modele A i AA Forda, odgrywając tym samym ważną rolę w industrializacji tego kraju. Podczas II wojny światowej Departament Wojny Stanów Zjednoczonych zdecydował, że to firma Forda będzie odpowiedzialna za masową produkcję bombowca Consolidated B-24 Liberator w zakładzie montażowym Willow Run. Ford-Werke i Ford SAF (spółki zależne Forda działające odpowiednio w Niemczech i Francji) produkowały pojazdy wojskowe i inny sprzęt na potrzeby nazistowskich Niemiec. Niektóre z zakładów Forda w Niemczech w tamtym czasie były prowadzone z wykorzystaniem pracy przymusowej.
Utworzenie laboratorium naukowego w Dearborn w stanie Michigan w 1951 roku pozwoliło firmie Ford na zaangażowanie się w badania nad nadprzewodnictwem. W 1964 roku Ford Research Labs dokonało kluczowego przełomu dzięki wynalezieniu nadprzewodzącego kwantowego urządzenia interferencyjnego (SQUID).
Począwszy od 1956 roku Ford oferował w swoich samochodach pakiet bezpieczeństwa Lifeguard, który obejmował takie innowacyjne rozwiązania jak standardowa kierownica z wgłębieniem, opcjonalne przednie, a także po raz pierwszy w samochodzie tylne pasy bezpieczeństwa oraz opcjonalna wyściełana deska rozdzielcza. W 1957 roku Ford wprowadził do swoich produktów blokady drzwi przed dziećmi oraz zaoferował pierwszy chowany twardy dach (tzw. hard top) w masowo produkowanym sześciomiejscowym samochodzie.
Pod koniec 1955 roku Ford otworzył oddzielny dział Continental zajmujący się wyłącznie segmentem samochodów luksusowych. Dział ten był odpowiedzialny za produkcję i sprzedaż słynnego modelu Continental Mark II. W tym samym czasie utworzono jeszcze jeden dział o nazwie Edsel, któremu postawiono zadanie zaprojektowania i wprowadzenia na rynek samochodu Edsel w roku modelowym 1958. Ze względu na ograniczoną sprzedaż Continentala i katastrofę całego działu Edsel, Ford połączył Mercury, Edsel i Lincoln w „M-E-L”, który po upadku Edsela w listopadzie 1959 roku zamienił się w „Lincoln-Mercury”.
17 kwietnia 1964 roku, podczas Światowych Targów w Nowym Jorku, gdzie pawilon Forda został wykonany przez The Walt Disney Company, zaprezentowana Forda Mustanga. W 1965 roku Ford wprowadził do swoich samochodów lampkę przypominającą o konieczności zapięcia pasów bezpieczeństwa.
W latach 80. XX wieku Ford wprowadził na rynek kilka bardzo udanych pojazdów. W latach 80. XX wieku Ford zaczął używać sloganu reklamowego „Czy jeździłeś ostatnio Fordem?”, aby zaprezentować swoją markę nowym klientom i sprawić, by oferowane modele wydawały się bardziej nowoczesne. Odpowiednio w 1990 i 1994 roku Ford nabył również marki Jaguar Cars i Aston Martin. W drugiej połowie lat 90., przy szybko rosnącej giełdzie, niskich cenach paliw i w dynamicznie rozwijającej się amerykańskiej gospodarce, Ford kontynuował sprzedaż dużej liczby pojazdów.
Wraz z nadejściem nowego stulecia koszty opieki zdrowotnej, wyższe ceny paliw i słabnąca gospodarka doprowadziły do zmniejszenia udziałów w rynku, spadku sprzedaży i niższych marż zysku. Większość zysków firmy pochodziła z finansowania konsumenckich kredytów samochodowych za pośrednictwem Ford Motor Credit Company.

### XXI wiek
Funkcję prezesa zarządu Ford Motor Company pełni William Clay Ford Jr., prawnuk Henry’ego Forda. W wyniku wysokich kosztów opieki zdrowotnej dla starzejącej się kadry pracowniczej, rosnących cen paliw, malejącego udział w rynku i nadmiernej zależności od spadającej sprzedaży SUV-ów, obligacje korporacyjne zarówno Forda, jak i GM zostały w 2005 roku zdegradowane do poziomu śmieciowych. Marże zysku na dużych pojazdach spadły pod wpływem wprowadzenia licznych „zachęt” w postaci rabatów lub niskooprocentowanego finansowania, których celem było zrównoważenie coraz mniejszego popytu.

#### Kryzys – plan naprawczy „The Way Forward”
W drugiej połowie 2005 roku prezes Bill Ford zażądał od nowo mianowanego prezesa Ford Americas Division Marka Fieldsa opracowania planu przywrócenia rentowności firmy. Na spotkaniu zarządu firmy w dniu 7 grudnia 2005 roku Fields zaprezentował plan o nazwie „The Way Forward”, którego publiczna prezentacja odbyła się 23 stycznia 2006 roku. Plan „The Way Forward” zakładał zmianę wielkości firmy, aby dopasować ją do realiów rynkowych, porzucenie niektórych nierentownych i nieefektywnych modeli, konsolidację linii produkcyjnych, zamknięcie 14 fabryk i redukcję zatrudnienia o 30 000 etatów.
Ford postanowił wprowadzić szereg nowych modeli, w tym crossovery SUV zaprojektowane z nadwoziem samonośnym zamiast nadwozia na ramie. Podczas opracowywania technologii hybrydowego elektrycznego układu napędowego dla SUV-a Ford Escape Hybrid, firma wykorzystała na podstawie licencji podobne technologie hybrydowe Toyoty w celu uniknięcia naruszeń patentów. Aby zbadać perspektywy dla pojazdów hybrydowych typu plug-in pod kątem tego, jak domowe i samochodowe systemy energetyczne będą współpracować z siecią elektryczną, Ford rozpoczął współpracę z dostawcą energii elektrycznej firmą Southern California Edison (SCE). W ramach tego wielomilionowego i wieloletniego projektu Ford ma przekształcić demonstracyjną flotę Fordów Escape Hybrid w hybrydy typu plug-in, a SCE ma ocenić, w jaki sposób pojazdy te mogą współdziałać z domową i ogólnodostępną siecią elektryczną. Według Forda niektóre z pojazdów mają być oceniane „w typowych warunkach klienta”.
William Clay Ford Jr, prawnuk Henry’ego Forda, lepiej znany jako „Bill”, został mianowany prezesem wykonawczym w 1998 roku. Trzy lata później, po odejściu Jacques’a Nassera, objął również stanowisko dyrektora generalnego firmy, stając się pierwszym członkiem rodziny Fordów na czele firmy od czasu przejścia na emeryturę swojego wuja Henry’ego Forda II w 1982 roku. W 2004 roku Ford sprzedał firmę Cosworth, specjalizującą się w inżynierii sportów motorowych, Geraldowi Forsythe’owi i Kevinowi Kalkhovenowi, co zapoczątkowało spadek zaangażowania Forda w sporty motorowe. Po odejściu na emeryturę prezesa i dyrektora operacyjnego Jima Padilli w kwietniu 2006 roku, Bill Ford przejął również jego stanowisko. We wrześniu pięć miesięcy później Ford mianował Alana Mulally’ego na stanowisko prezesa i dyrektora generalnego, a Bill Ford nadal pełnił funkcję prezesa wykonawczego. W grudniu 2006 roku firma zwiększyła swoją zdolność kredytową do około 25 miliardów dolarów, ustanawiając praktycznie wszystkie aktywa korporacyjne jako zabezpieczenie. Prezes Bill Ford stwierdził wtedy, że „bankructwo nie wchodzi w grę”. W listopadzie 2007 roku Ford i United Auto Workers (UAW), czyli związek zawodowy reprezentujący około 46 tys. pracowników w Ameryce Północnej, zgodzili się na historyczną ugodę, która dała firmie możliwość odłożenia w czasie spłaty bieżących kosztów emerytalnej opieki zdrowotnej i rozliczenia innych kwestii ekonomicznych. W ramach tego porozumienia ustanowiono finansowany przez firmę i niezależnie zarządzany fundusz VEBA (ang. Voluntary Employee Beneficiary Association), którego celem było wyłączenie ciężaru emerytalnej opieki zdrowotnej z ksiąg firmy, poprawiając w ten sposób jej bilans. Porozumienie weszło w życie 1 stycznia 2010 roku. Jako znak obecnie silnej pozycji finansowej Ford wniósł całe swoje bieżące zobowiązanie (szacowane na 5,5 miliarda dolarów na dzień 31 grudnia 2009 roku) do funduszu VEBA w gotówce, a także przedpłacił 500 milionów dolarów swoich przyszłych zobowiązań wobec funduszu. W związku z tym, że firma zobowiązała się do znacznych inwestycji w większości swoich fabryk, porozumienie zapewniło również pracownikom godzinowym bezpieczeństwo zatrudnienia, którego oczekiwali.
W 2006 roku Ford odnotował największą roczną stratę w historii firmy w wysokości 12,7 miliarda dolarów i szacował, że nie odzyska rentowności aż do 2009 roku. Jednakże Ford zaskoczył całe Wall Street już w drugim kwartale 2007 roku, odnotowując 750 milionów dolarów zysku. Pomimo zysków firma zakończyła rok ze stratą wynoszącą 2,7 miliarda dolarów, która została w dużej mierze przypisana restrukturyzacji finansowej w Volvo.
W dniu 2 czerwca 2008 roku Ford sprzedał swoje udziały w spółkach Jaguar i Land Rover przedsiębiorstwu Tata Motors za 2,3 miliarda dolarów.
Podczas przesłuchań kongresowych, które odbyły się w listopadzie 2008 roku w Waszyngtonie, Alan Mulally z Forda przedstawił plan restrukturyzacji I mówił: „Wszyscy w Fordzie wierzymy w wystarczającą płynność finansową firmy. Niemniej musimy przygotować się na perspektywę dalszego pogorszenia warunków gospodarczych”. Następnie stwierdził, że „upadek jednego z naszych konkurentów miałby poważny wpływ na Forda” oraz że w obliczu sytuacji wywołanej globalnym kryzysem finansowym Ford Motor Company wspierał zarówno Chryslera, jak i General Motors w staraniach w celu uzyskania rządowych pożyczek pomostowych. Wspólnie te trzy firmy przedstawiły plany działania na rzecz zrównoważonego rozwoju branży. Mulally dodał: „Oprócz przedstawionego planu jesteśmy tu dziś również po to, by prosić o wsparcie dla branży. W najbliższym czasie Ford nie będzie potrzebować dostępu do rządowego kredytu pomostowego. Zwracamy się jednak z prośbą o linię kredytową w wysokości 9 miliardów dolarów, która stanowić będzie krytyczny mechanizm ochronny lub zabezpieczenie przed pogorszeniem się warunków w miarę wprowadzania zmian transformacyjnych w naszej firmie.” GM i Chrysler otrzymały pożyczki rządowe i finansowanie na mocy przepisów programu wsparcia rynku TARP (ang. Troubled Asset Relief Program).
19 grudnia koszt swapów na zwłokę w spłacie kredytu w celu ubezpieczenia długu Forda, oprócz rocznych płatności w wysokości 5%, wynosił 68% sumy ubezpieczenia na pięć lat. Oznaczało to 6,8 miliona dolarów zapłaconych z góry w celu ubezpieczenia 10 milionów dolarów długu jako dodatek do płatności w wysokości 500 000 dolarów rocznie. W styczniu 2009 roku Ford poinformował o rekordowej w historii firmy stracie wynoszącej 14,6 miliarda dolarów osiągniętej w roku poprzednim. Spółka zachowała płynność wystarczającą do finansowania swojej działalności. Do kwietnia 2009 roku strategia Forda polegająca na konwersji długu na akcje pozwoliła na usunięcie 9,9 miliarda dolarów zobowiązań (28% całości) w celu wykorzystania pozycji gotówkowej. Działania te przyniosły Fordowi 2,7 miliarda dolarów zysku w roku podatkowym 2009 i był to pierwszy całoroczny zysk firmy od czterech lat. W 2012 roku, powołując się na trwałą i zrównoważoną poprawę sytuacji, obligacje korporacyjne Forda zostały ponownie podniesione z poziomu śmieciowego do inwestycyjnego.
29 października 2012 roku Ford ogłosił sprzedaż swojego działu zajmującego się komponentami układu klimatyzacji, ostatniej pozostałej działalności obejmującej części samochodowe, firmie Detroit Thermal Systems LLC. Kwota transakcja nie została ujawniona.
1 listopada 2012 roku Ford ogłosił, że dyrektor generalny Alan Mulally pozostanie w firmie do 2014 roku. Ford mianował również Marka Fieldsa, dotychczasowego prezesa ds. operacji w obu Amerykach, nowym dyrektorem operacyjnym. W ciągu swoich poprzednich siedmiu lat pracy w Fordzie od 2006 roku Mulally otrzymał wynagrodzenie wynoszące ponad 174 milionów dolarów. Tak hojna kwota była kwestią wywołującą emocje wśród niektórych pracowników firmy.
W kwietniu 2016 roku firma Ford ogłosiła 10-letni plan modernizacji swoich kampusów inżynieryjnych i siedziby głównej w Dearborn. W rezultacie liczba pracowników Forda pracujących w tych obszarach podwoiłaby się do 24 000. Podczas budowy około 2000 pracowników zostało przeniesionych z kampusu do tymczasowej lokalizacji w nieużywanej części lokalnego centrum handlowego. Plan zakładał również przebudowę obiektów z myślą o wprowadzeniu koncepcji wspólnego korzystania z samochodów oraz projektowaniu pojazdów elektrycznych i samojezdnych. Szacunkowy koszt budowy wyniósł 1,2 miliarda dolarów. Historyczny, niegdyś opuszczony dworzec kolejowy Michigan Central Station został zakupiony przez Ford Motor Company w maju 2018 roku i przeszedł gruntowną czteroletnią renowację.
W dniu 3 stycznia 2017 roku dyrektor generalny Forda Mark Fields ogłosił, że w ramach „wotum zaufania” ze względu na probiznesowy klimat wspierany częściowo przez prezydenta elekta Donalda Trumpa, Ford anulował swoje plany zainwestowania 1,6 miliarda dolarów w nową fabrykę w Meksyku, gdzie produkowany miał być model Focus. Zamiast tego firma zainwestuje 700 milionów dolarów w stanie Michigan, gdzie planuje stworzyć 700 nowych miejsc pracy. Focus będzie teraz produkowany w istniejącym zakładzie w Meksyku. Również w 2017 roku, dzięki nabyciu, wyremontowaniu i zajęciu obiektu The Factory przy Michigan i Rosa Parks, Ford rozpoczął budowę nowego kampusu miejskiego o zróżnicowanym przeznaczeniu w dzielnicy Corktown w Detroit. Według założeń nowa lokalizacja miała zajmować się głównie rozwojem technologii pojazdów autonomicznych i elektrycznych. Ford zaczął później kupować inne działki w dzielnicy Corktown, w tym bardzo sfinalizował głośny zakup dworca Michigan Central Station, który ma stać się centrum kampusu Corktown, jak również sąsiadującego magazynu Roosevelt Warehouse. Ford zamierza przenieść 2500 swoich pracowników, czyli około 5% siły roboczej w południowo-wschodnim regionie stanu Michigan, do nowo tworzonego kampusu z miejscem dla dodatkowych 2500 przedsiębiorców, firm technologicznych i partnerów. Bill Ford przewidział, że hala dworca kolejowego na pierwszym piętrze będzie publicznym miejscem spotkań z punktami sprzedaży detalicznej i restauracjami. W lutym 2017 roku firma Ford Motor Co. nabyła większościowy pakiet udziałów w Argo AI, startupie zajmującym się samochodami autonomicznymi.

#### Nowe wyzwania I restrukturyzacja
W związku z działaniami podejmowanymi z myślą o rozwiązaniu problemu spadającego kursu akcji spółki i poprawie zysków, w maju 2017 roku Ford ogłosił redukcję globalnej siły roboczej. Celem firmy jest ograniczenie kosztów o 3 miliardy dolarów i zmniejszenie o prawie 10% liczby pracowników najemnych w Azji i Ameryce Północnej w celu zwiększenia zysków w 2018 roku. Ogłoszono również, że Jim Hackett zastąpi Marka Fieldsa na stanowisku dyrektora generalnego Ford Motor. Jim Hackett ostatnio nadzorował tworzenie Ford Smart Mobility, jednostki odpowiedzialnej za eksperymentalne prace nad programami współdzielenia samochodów, projektami samojezdnymi i innymi programami mającymi na celu pomóc Fordowi lepiej konkurować z takimi firmami jak Uber, Alphabet Inc. i innymi gigantami technologicznymi, którzy chcą wejść na rynek motoryzacyjny.
25 kwietnia 2018 roku Ford ogłosił, że z powodu spadającego popytu i rentowności zaprzestanie produkcji samochodów osobowych na rynku północnoamerykańskim w ciągu najbliższych czterech lat. Jedynym wyjątkiem miał być Mustang. Focus Active, crossover SUV oparty na nowo zaprezentowanym modelu Focus czwartej generacji, miał być również sprzedawany w Stanach Zjednoczonych. Ze względu na produkcję pojazdu w Chinach, Ford ogłosił później, że z powodu ceł nałożonych przez administrację Trumpa na chiński eksport model Focus Active nie będzie dostępny w Stanach Zjednoczonych.

#### Koncern w latach pandemii COVID-19
W marcu 2020 roku związek zawodowy Detroit United Auto Workers ogłosił, że po dyskusji z liderami General Motors, Ford i Fiat Chrysler Automobiles producenci samochodów będą częściowo zamykać fabryki na zasadzie „rotacji” w celu złagodzenia skutków pandemii COVID-19. 24 marca przedstawiciele Forda przyznali, że w związku z dalszym rozprzestrzenianiem się koronawirusa produkcja w USA, Kanadzie i Meksyku nie zostanie wznowiona 30 marca, jak pierwotnie planowano. W pierwszym kwartale 2020 roku sprzedaż Forda spadła o 15%, co pociągnęło za sobą stratę na poziomie 2 miliardów dolarów.
Wraz ze zmianą popytu na pojazdy sportowe, 6 stycznia 2021 roku Ford odnotował spadek sprzedaży o 9,8% w czwartym kwartale, sprzedając 542 749 pojazdów w porównaniu do 601 862 w 2019 roku. W kwietniu 2021 roku Ford poinformował, że zapewni swoim pracownikom szczepionki przeciwko COVID-19.

#### Nowa struktura organizacyjna
W marcu 2022 roku Ford ogłosił, że rozpocznie restrukturyzację firmy, a w efekcie tych działań powstaną trzy niezależne działy: Ford Model E ma skupić się na pojazdach elektrycznych, Ford Blue na pojazdach spalinowych, a istniejący dział handlowy ma zostać przemianowany na Ford Pro i koncentrować się na dystrybucji pojazdów użytkowych i usługach.
W sierpniu 2022 roku Ford ogłosił, że planuje zwolnić około 3000 pracowników etatowych i kontraktowych, potwierdzając tym samym wcześniejsze doniesienia o redukcji siły roboczej. Cięcia dotknęłyby głównie oddziały w Stanach Zjednoczonych, Kanadzie i Indiach, co według Jima Farleya pozwoliłoby firmie przygotować się na rozwój elektrycznych pojazdów z zaawansowanym oprogramowaniem.
W lutym 2023 roku Ford poinformował, że zamierza zlikwidować 3800 miejsc pracy w całej Europie, przy czym redukcje zatrudnienia będą dotyczyć głównie pracowników niemieckich i brytyjskich. Według szefa Ford Germany Martina Sandera Ford zlikwiduje 2300 miejsc pracy w Niemczech, 1300 w Wielkiej Brytanii i dodatkowe 200 miejsc pracy w pozostałej części Europy. Cięcia obejmą głównie inżynierów firmy.
Ford ogłosił, że w ciągu ostatnich dwóch lat jego działalność związana z pojazdami elektrycznymi osiągnęła stratę na poziomie 3 miliardy dolarów przed opodatkowaniem. Firma szacuje, że ze względu na planowane znaczne inwestycje w technologię elektryczną strata będzie podobna w roku 2023. Według oczekiwań Ford Model E uzyska rentowność do 2026 roku.
W kwietniu 2023 roku brytyjscy ministrowie zatwierdzili technologię BlueCruise firmy Ford. Dzięki tej technologii wspomagania kierowcy samochodów Ford mogą teraz legalnie zdjąć ręce z kierownicy na wybranych odcinkach dróg. Prędkość maksymalna wynosi 129 km/godz. BlueCruise wykorzystuje czujniki i kamery do regulacji prędkości samochodu oraz śledzenia ograniczeń prędkości i znaków drogowych. Dodatkowo monitoruje i utrzymuje bezpieczną odległość od innych pojazdów. Oferuje także technologię śledzenia wzroku. Jeśli kierowca przestanie patrzeć na drogę, samochód stopniowo zmniejszy prędkość. Technologia ta będzie początkowo oferowana w modelu elektrycznego SUV-a Mustang Mach-E z 2023 roku. Według firmy Thatcham Research zajmującej się badaniami motoryzacyjnymi model ten nie jest samochodem w pełni autonomicznym, a pojazdem z częściowo zautomatyzowanym systemem wspomagania. Oznacza to, że technologia kontroluje dwa lub więcej aspektów jazdy, ale wymaga kontroli i reakcji człowieka w sytuacjach awaryjnych. Kierowca nadal ponosi odpowiedzialność prawną za wypadki.

## Globalna działalność

### Historia logo

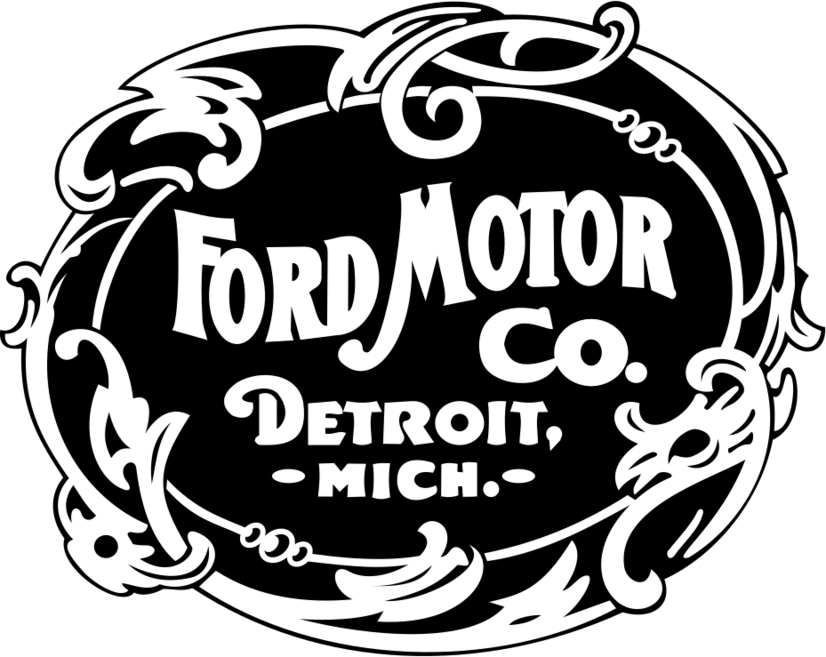
1903–1907
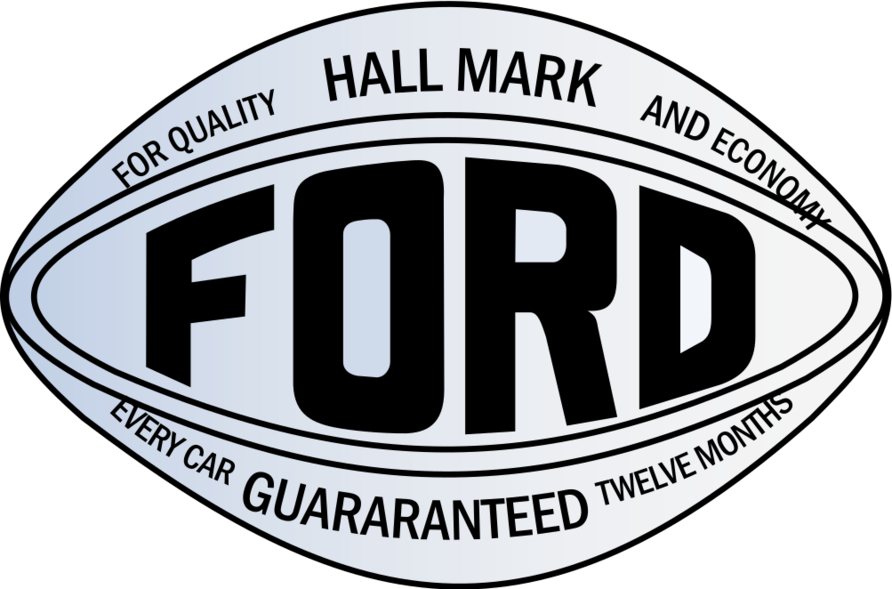
1907–1909
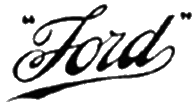
1909–1911
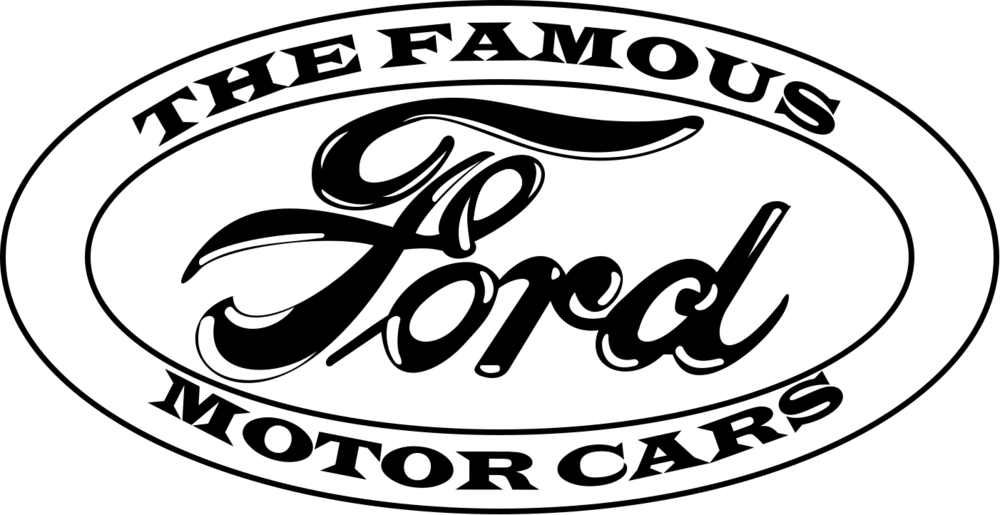
1911–1912
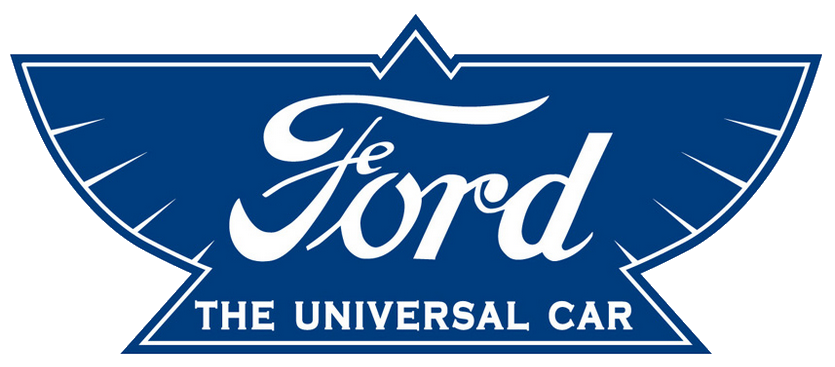
1912–1917
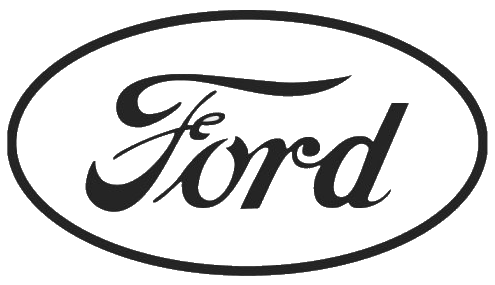
1917–1927
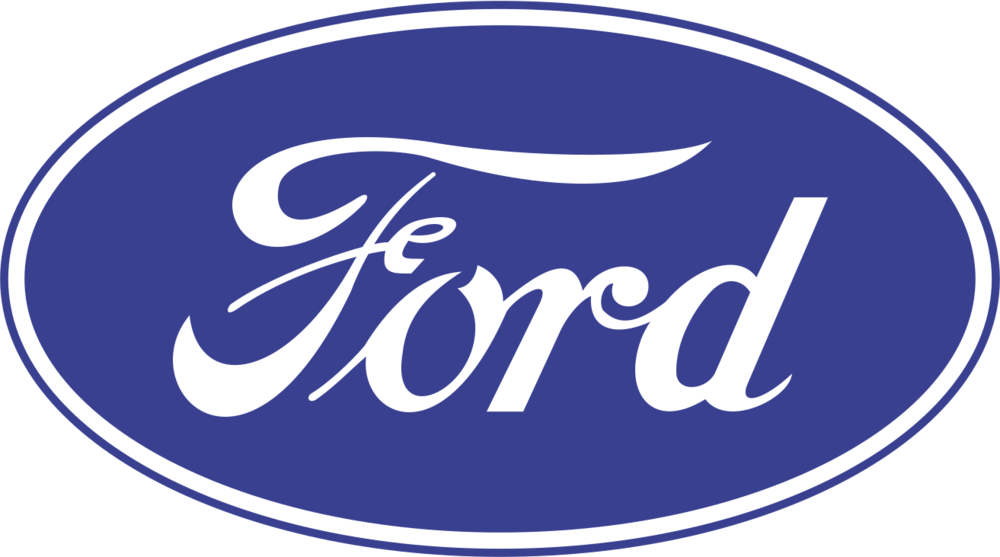
1927–1957
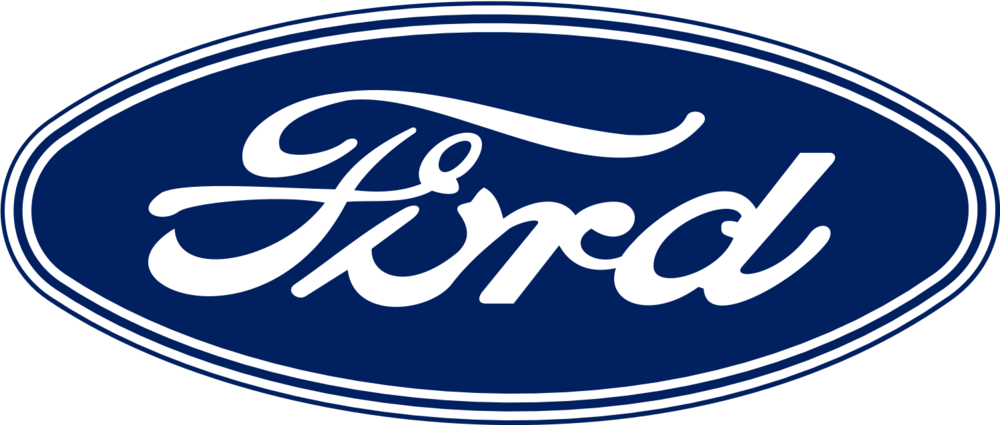
1961–1965
1976–2003
2003–2007
2008-obecnie

### Działalność produkcyjna
Ford prowadzi działalność produkcyjną na całym świecie, w tym w Stanach Zjednoczonych, Kanadzie, Meksyku, Chinach, Indiach, Wielkiej Brytanii, Niemczech, Turcji, Brazylii, Argentynie, Australii i RPA. Ford pomagał również Związkowi Radzieckiemu w stworzeniu rosyjskiego producenta samochodów GAZ.

### Działalność badawczo-rozwojowa
Ośrodki badań technologicznych Ford Motor Company znajdują się w:
- Dearborn, USA, Michigan
- Palo Alto, USA, Kalifornia[58][59]
- Akwizgran, Niemcy
- Nankin, Chiny

### Fundusz Ford Motor Company
Fundusz Ford Motor Company (znany również jako Ford Fund, niezwiązany z Ford Foundation), z siedzibą w Dearborn, w USA w stanie Michigan, jest filantropijnym ramieniem Ford Motor Company. Utworzony w 1949 roku przez Henry’ego Forda II, Ford Fund to korporacyjna fundacja non-profit finansowana przez Ford Motor Company. W 2017 roku, Ford Fund przekazał 63 miliony dolarów na różne cele skupiając się na edukacji, bezpiecznej jeździe i budowaniu społeczności wokół marek koncernu.
Program Ford Driving Skills for Life to program bezpieczeństwa kierowców skierowany do nastolatków, który został opracowany wspólnie z Governors Highway Safety Association i ekspertami ds. bezpieczeństwa. Korpus Wolontariuszy Forda pozwala pracownikom i emerytom Forda zapisywać się na wolontariat w lokalnych projektach w ponad 40 krajach. Ford Fund inwestuje rocznie 18 milionów dolarów w edukację w Stanach Zjednoczonych i na całym świecie, ale przyjmuje wnioski tylko od organizacji non-profit zarejestrowanych w USA.

## Ford w sportach motorowych

### Międzynarodowe mistrzostwa organizowane pod egidą FIA
Ford jest jednym z trzech amerykańskich konstruktorów (obok Shelby i Chevroleta), którzy zwyciężali w międzynarodowych mistrzostwach organizowanych pod egidą FIA. Jako konstruktor, Ford trzykrotnie wygrywał Mistrzostwa Świata Samochodów Sportowych: w 1966 r. (w kategorii prototypów oraz Grand Touring GT), 1967 r. (Grand Touring) oraz w 1968 r. (prototypy). Na Rajdowych Mistrzostwach Świata Ford uzyskał 4 tytuły w kategorii kierowców (w latach 1979, 1981, 2017, 2018) oraz 4 tytuły w kategorii producentów (w latach 1979, 2006, 2007, 2017). Jako dostawca silników Ford zdobył również 13 tytułów Mistrzostw Świata Formuły 1 w klasyfikacji kierowców oraz 10 w klasyfikacji konstruktorów.

### IndyCar
Pierwszy start bolidu z silnikiem Forda w IndyCar miał miejsce w 1935 r. (był to Miller-Ford z silnikiem V8). W 1963 r. górnozaworowy silnik V8 Forda został zamontowany w Lotusie, zaś pierwsze zwycięstwo w formule Indy Ford odnotował w 1965 r. dzięki silnikowi DOHC V8. Silniki Forda, w tym silniki DFX rozwijane przez firmę Cosworth na zlecenie Forda 18 razy okazywały się niepokonane w wyścigach Indianapolis 500. Arie Luyendyk prowadzący bolid napędzany silnikiem Ford Cosworth XB pobił 12.05.1996 r. rekordy Indianapolis 500 na najszybsze okrążenie w kwalifikacjach (382,216 km/h) oraz najszybszą średnią z czterech okrążeń w kwalifikacjach (381,392 km/h). Rekordy te dalej pozostają aktualne (stan z 2022 r.).

### Formuła Ford
Utworzona w Wielkiej Brytanii w 1966 r. Formuła Ford to juniorska formuła wyścigowa przeznaczona dla samochodów jednomiejscowych bez spoilerów. Wielu obecnych kierowców Formuły 1 zdobywało swe pierwsze wyścigowe szlify właśnie w tej formule.

### Formuła 1
Przez wiele lat Ford był bardzo zaangażowany w wyścigi Formuły 1, dostarczając silniki wielu zespołom od 1967 do 2004 r. Silniki te były projektowane i produkowane przez Cosworth, oddział sportowy będący w posiadaniu Forda w latach 1998–2004. Silniki firmowane przez Forda zdobyły 176 tytułów Grand Prix w latach 1967–2003 m.in. dla stajni Lotusa i McLarena. W 2000 r. Ford wszedł do wyścigów Formuły 1 jako konstruktor pod nazwą Jaguar Racing po wykupieniu zespołu Stewart Grand Prix, który od 1997 r. był podstawowym „fabrycznym” zespołem Forda. Jaguar nie odniósł większych sukcesów w Formule 1 i po pięciu burzliwych sezonach Ford wycofał się z kategorii (po sezonie 2004), sprzedając zarówno Jaguar Racing (który przekształcił się w Red Bull Racing), jak i Cosworth (Geraldowi Forsythe i Kevinowi Kalkhovenowi).
Ford ogłosił plany powrotu do Formuły 1 w 2026 r. w następstwie współpracy z Red Bull Powertrains, dostawcą jednostek napędowych dla zespołów Red Bull Racing oraz Scuderia AlphaTauri.

### Wyścigi samochodów seryjnych
Ford jest jednym z trzech producentów uczestniczących w trzech głównych seriach NASCAR: Cup Series, Xfinity Series oraz Truck Series. Najważniejsze zespoły to RFK Racing, Team Penske, Stewart-Haas Racing, jak również Wood Brothers Racing. Ford jest reprezentowany przez Mustanga GT w Cup Series i Xfinity Series oraz przez F-150 w Truck Series. Samochody Forda odnoszące największe sukcesy w NASCAR to aerodynamiczny fastback Ford Torino, Ford Torino Talladega, Mercury Cyclone Spoiler II, Mercury Montego, jak również Thunderbirdy z ery „Aero Warriors”. Ford zdobył osiem tytułów mistrzowskich w serii Sprint Cup pod swoją główną marką oraz jeden pod marką Mercury. W serii Sprint Cup Ford odniósł tysięczne zwycięstwo w wyścigu Quicken Loans 400 w 2013 r. Ford Fusion pojawiał się także w serii ARCA Racing. Ostatnie mistrzostwo dla Forda w klasyfikacji kierowców Cup Series wywalczył Joey Logano w 2022.

### Rajdy samochodowe
Zaangażowanie Forda w rajdy ma długą historię, jako że firma brała udział w Rajdowych Mistrzostwach Świata od samego początku, to jest od sezonu 1973. W 1979 r. tytuł mistrzowski dla Forda w kategorii producentów zdobyli Hannu Mikkola, Björn Waldegård oraz Ari Vatanen za kierownicą Escorta RS1800. W erze Grupy B, Fordowi sukcesy przynosił model RS200. Od sezonu 1999, Ford z powodzeniem wystawiał w wyścigach różne wersje Forda Focusa WRC. W sezonie 2006, zespół BP-Ford World Rally Team zapewnił Fordowi jego drugi tytuł w klasyfikacji producentów. Walnie przyczyniła się do tego załoga Focusa RS WRC 06 zbudowanego przez firmę M-Sport: „latający Finowie” Marcus Grönholm i Mikko Hirvonen. Tej samej załodze udało się obronić tytuł mistrzowski dla Forda w sezonie 2007. Ford jest jedynym producentem, który zdobywał punkty w 92 kolejnych wyścigach począwszy od Monte Carlo Rally otwierającego sezon 2002.

### Rallycross
Samochody Forda uczestniczące w wyścigach rallycrossowych to Ford Fiesta and Ford Focus. Tanner Foust wygrywał mistrzostwa Global RallyCross Championship w latach 2011 oraz 2012. W tych samych latach zajmował taż drugie miejsce w FIA European Rallycross Championship. Toomas Heikkinen zdobył tytuł mistrzowski Global RallyCross Championship w 2013 r., zaś Joni Wiman w 2014 r. Inni godni uwagi kierowcy Forda to Marcus Grönholm, Ken Block oraz Brian Deegan.

### Mistrzostwa Świata Samochodów Sportowych
W świecie wyścigów samochodów sportowych pojazdy Forda były widoczne już od 1964 r. Najbardziej godnym uwagi jest fakt, że Ford GT40 czterokrotnie zwyciężał w 24-godzinnym wyścigu Le Mans (w latach 1966, 1967, 1968 i 1969) i pozostaje jedynym amerykańskim samochodem, który kiedykolwiek odniósł zwycięstwo w tym prestiżowym wydarzeniu. Ford GT40 zdobył również cztery tytuły Mistrzostw Świata Samochodów Sportowych. W 2008 r. Szwajcarski zespół Matech GT Racing we współpracy z Ford Racing otworzył nowy rozdział w historii Forda GT wygrywając klasyfikację zespołową w Europejskiej serii wyścigów FIA GT3 Championship.

### Ford Mustang w Motosporcie
Ford Mustang jest uznawany za samochód sportowy Forda odnoszący największe sukcesy. Jerry Titus za kierownicą Mustanga zwyciężył w mistrzostwach SCCA Pro B w 1965 r. Następnie model ten przyniósł Fordowi pierwsze miejsce na podium mistrzostw SCCA Trans-Am w latach 1966 i 1967. W 1970 r. Ford ponownie zwyciężył w Trans-Am Championship. Tym razem za kółkiem Mustangów Boss 302 zasiadali Parnelli Jones i George Follmer z zespołu Bud Moore Engineering. W latach 1985 i 1986 kierowcy Mustangów John Jones i Scott Pruett zapewnili Fordowi zwycięstwo w Mistrzostwach IMSA GTO. W roku 1989 r. Dorsey Schroeder nawiązał do najlepszych tradycji Forda zwyciężając Mustangiem w mistrzostwach Trans-Am. W latach 90. XX w. Ford dominował mistrzostwa Trans-Am: Tommy Kendall wygrywał w 1993, 1995, 1996 oraz 1997 r., zaś Paul Gentilozzi dołożył kolejny tytuł w roku 1999. W 2005 r. Ford Mustang FR500C debiutujący w Rolex Koni Challenge Series od razu odniósł zwycięstwo w tych zawodach. W 2007 Ford odnotował kolejne zwycięstwo w Europejskich Mistrzostwach GT4. W 2008 r. po raz pierwszy ruszył Mustang Challenge o Puchar Millera – to seria wyścigów, w których współzawodniczą ze sobą identyczne fabrycznie produkowane wyścigowe Mustangi. Ponadto w 2008 r. Ford zwyciężył w serii Koni Challenge w klasyfikacji producentów, zaś jeżdżący Mustangiem GT Joe Foster i Steve Maxwell z zespołu HyperSport stanęli na najwyższym stopniu podium w klasyfikacji kierowców.

### Samochody turystyczne
Od lat Ford jest obecny w wyścigach samochodów turystycznych w wielu różnych seriach, w których startują samochody Mustang, Focus, Falcon, Contour/Mondeo oraz Sierra Cosworth. W 2000 r. kierowcy Mondeo zajęli 1., 2. i 3. miejsce British Touring Car Championship, zaś kierowcy Falconów stawali na wszystkich trzech stopniach podium V8 Supercar Championship Series w roku 2005.

### Drag racing
Na przestrzeni ostatnich sezonów kierowcy ze stajni John Force Racing, to jest sam John Force, Tony Pedregon, oraz Robert Hight, zdobyli kilka tytułów NHRA za kierownicą Mustangów klasy Funny Car. Koledzy z zespołu Tim Wilkerson oraz Bob Tasca III również jeżdżą Mustangami klasy Funny Car.

### Drifting
Wraz z wprowadzeniem nowego modelu Mustanga Ford zaangażował się również w drifting. Najbardziej znanym bolidem jest niebiesko-turkusowy Mustang z oponami Falkena, za którego kierownicą zasiada Vaughn Gittin Jr. (znany również jako „JR”). Samochód generuje moc 750 koni mechanicznych na kołach tylnej osi.

## Inicjatywy proekologiczne Forda

### Sprężony gaz ziemny (CNG)
Pojazdy napędzane alternatywnymi paliwami kopalnymi, takie jak niektóre wersje Crown Victoria, szczególnie we flotach samochodowych i firmach taksówkach, są zasilane sprężonym gazem ziemnym (CNG). Niektóre pojazdy CNG mają dwa zbiorniki paliwa – jeden na benzynę, drugi na CNG – ten sam silnik może działać na obu paliwach, a do zmiany źródła zasilania służy prosty przełącznik.

### Pojazdy wielopaliwowe
Pojazdy wielopaliwowe są zaprojektowane z myślą o zasilaniu wieloma dostępnymi mieszankami paliw etanolowych – od czystej benzyny po mieszanki bioetanolu z benzyną, takie jak E85 (85% etanolu i 15% benzyny) lub E100 (czysty uwodniony etanol) w Brazylii. Częścią wyzwania związanego z pomyślnym wprowadzeniem na rynek pojazdów na paliwa alternatywne jest ogólny brak wystarczającej liczby stacji oferujących takie paliwa, co jest konieczne, aby pojazdy te były atrakcyjne dla szerokiego grona konsumentów.

### Hybrydowe samochody elektryczne
W roku 2004 Ford i Toyota zawarły umowę o współdzieleniu patentów, która otworzyła Fordowi dostęp do niektórych technologii hybrydowych opatentowanych przez Toyotę; w zamian Ford udzielił Toyocie licencji na niektóre ze swoich własnych patentów. W 2004 roku Ford wprowadził na rynek model Escape Hybrid. Dzięki temu pojazdowi Ford był trzecią firmą na rynku motoryzacyjnym oferującą hybrydowy samochód elektryczny, a Escape Hybrid był pierwszym hybrydowym elektrycznym SUV-em na rynku. Był to również pierwszy hybrydowy pojazd elektryczny z elastycznością, jaką zapewnia możliwość zasilania paliwem E85. Oparty na tej samej platformie Mercury Mariner był również dostępny z systemem hybrydowo-elektrycznym w roku modelowym 2006 – na cały rok przed wstępnie zaplanowanym terminem. Technicznie spokrewniona Mazda Tribute również otrzymała opcję hybrydowo-elektrycznego układu napędowego, podobnie jak wiele innych pojazdów z oferty Forda.
W roku 2005 Ford ogłosił zamiar produkowania 250000 samochodów hybrydowych rocznie do roku 2010, ale w połowie roku 2006 firma przyznała, że nie osiągnie tego celu ze względu na zbyt wysokie koszty i brak wystarczającej podaży akumulatorów oraz komponentów układu napędowego do samochodów hybrydowych. Ford zobowiązał się natomiast do przyspieszenia rozwoju hybrydowo-elektrycznych układów napędowych nowej generacji w Wielkiej Brytanii we współpracy z Volvo. Przewidywano, że ten nowy program rozwojowy zaowocuje powstaniem ponad 100 nowych modeli pojazdów hybrydowo-elektrycznych i ich wersji pochodnych.
We wrześniu 2007 roku Ford ogłosił partnerstwo z Southern California Edison (SCE) mające na celu zbadanie współpracy samochodów hybrydowych plug-in z siecią elektryczną. W ramach wieloletniego projektu wycenianego na wiele milionów dolarów Ford przekształcił demonstracyjną flotę Fordów Escape Hybrid w hybrydy plug-in, a SCE sprawdził ich współdziałanie z domową instalacją elektryczną i siecią energetyczną dostawcy energii elektrycznej. Według Forda, część tych pojazdów była skonfigurowana i oceniana „w typowych ustawieniach klienta”.
W dniu 12 czerwca 2008 r. Departament Energii Stanów Zjednoczonych (USDOE) rozszerzył swoją flotę pojazdów napędzanych paliwami alternatywnymi i wyposażonych w zaawansowane technologie o Forda Escape Plug-In Hybrid Flex-Fuel. Samochód był został wyposażony w akumulator litowo-jonowy o pojemności 10 kWh dostarczony przez Johnson Controls-Saft, który magazynuje energię elektryczną wystarczającą do przejechania do 48 km (30 mil) z prędkością do 64 km/h (40 mil/h). W marcu 2009 roku Ford wprowadził na rynek amerykański hybrydowe wersje Forda Fusion Hybrid i Mercury Milan Hybrid, oba jako modele roku 2010.
Od listopada 2014 roku firma Ford produkowała I oferowała w sprzedaży detalicznej następujące hybrydowe pojazdy elektryczne: Ford Escape Hybrid (2004–2012), Mercury Mariner Hybrid (2005–2010), Mercury Milan Hybrid (2009–2010), Ford Fusion Hybrid (2009–2020), Lincoln MKZ Hybrid (2010–2020), Ford C-Max Hybrid (2012–2017) i Ford Mondeo Hybrid (2014–2022). Od roku 2004 do czerwca 2012 roku Ford sprzedał w Stanach Zjednoczonych 200 000 samochodów z napędem hybrydowym, a od września 2014 roku sprzedano ponad 344 000 hybryd produkowanych przez Forda w Stanach Zjednoczonych. Najlepiej sprzedające się hybrydy w USA to Fusion Hybrid z 127.572 egzemplarzami, Escape Hybrid z 117.997 egzemplarzami i C-Max Hybrid z 54.236 egzemplarzami. Od listopada 2014 roku Ford jest drugim co do wielkości producentem hybryd na świecie po Toyota Motor Corporation, z 400 000 hybrydowych pojazdów elektrycznych wyprodukowanych od ich wprowadzenia na rynek w 2004 roku.

### Hybrydy typu plug in (PHEV)
Ford od roku 2012 produkował elektryczne modele hybrydowe typu plug-in, ładowane z zewnętrznego źródła zasilania: Ford C-MAX Energi (2012–2017) i Ford Fusion Energi (2013–2020), sprzedawane w Europie jako Mondeo. Od premiery Focusa Electric w 2011 roku, łączna sprzedaż wszystkich elektrycznych modeli PHEV Forda wyniosła nieco ponad 56 000 sztuk, licząc do października 2015 roku.
Ford C-Max Energi był hybrydą plug-in wprowadzoną na rynek amerykański w październiku 2012 roku. C-Max Energi oferował w pełni elektryczny zasięg wynoszący według procedury EPA 20 mil (32 km), a jego średnie zużycie energii w mieście i na autostradzie oceniono jako ekwiwalent zużycia benzyny w ilości 2,7 l/100 km. Sprzedaż tego samochodu w USA wyniosła 33.509 sztuk do grudnia 2016 roku. Dostawy Forda Fusion Energi rozpoczęły się w Stanach Zjednoczonych w lutym 2013 roku. Fusion Energi ma całkowicie elektryczny zasięg 20 mil (32 km), a jego średnie zużycie energii w mieście i na autostradzie oszacowano jako ekwiwalent zużycia benzyny w ilości 2,7 l/100 km. Do grudnia 2016 roku w Stanach Zjednoczonych dostarczono łącznie 43.327 sztuk licząc od premiery samochodu.
Oba modele Energi wykorzystują tę samą technologię układu napędowego i przy jeździe w trybie hybrydowym zużywają taką samą ilość energii (wg procedury EPA) w mieście i na autostradzie, spalając średnio 6,2 l/100 km.
W europejskiej ofercie Forda znajdują się obecnie trzy modele hybrydowe typu plug-in: Ford Kuga, Ford Explorer oraz Transit Custom, a z końcem roku 2024 zapowiadane jest rozpoczęcie produkcji wersji PHEV Forda Rangera w południowoafrykańskich zakładach pod Pretorią w Silverton.

### Pojazdy w pełni elektryczne (BEV)
Od października 2014 roku Ford wyprodukował następujące pojazdy elektryczne z ładowaniem z zewnętrznej instalacji: Ford Ranger EV (1997–2002), Ford TH!NK (1999–2003), Ford Transit Connect (2010–2012) i Ford Focus Electric (2011–2018);
Model Azure Transit Connect Electric był produkowany w latach 2010–2012 w ramach współpracy pomiędzy Azure Dynamics i Ford Motor Company.
Bill Ford był jednym z pierwszych menadżerów najwyższego szczebla w branży motoryzacyjnej, który regularnie korzystał z elektrycznego pojazdu akumulatorowego, Forda Rangera EV, a firma zawarła umowę z United States Postal Service na dostawę elektrycznych furgonetek pocztowych opartych na platformie Rangera EV. Ford zakończył produkcję elektrycznych pickupów Ranger i zdecydował o ich zezłomowaniu, ale wycofał się z tego planu w styczniu 2005 roku po proteście ekologów. W pełni elektryczny pickup został wyleasingowany 205 osobom prywatnym, a 1500 sztuk wyleasingowano do flot samochodowych w USA w latach 1998–2002.
W latach 2009–2011 Ford oferował samochód Ford TH!NK. Ford zakończył jego produkcję, decydując się na wycofanie i zezłomowanie wszystkich samochodów, mimo że wiele osób biorących je w leasing nalegało na możliwość odkupienia samochodów od Forda. W wyniku protestów leasingobiorców i aktywistów w USA i Norwegii, Ford zwrócił samochody do Norwegii celem ich dalszej eksploatacji. Czterysta czterdzieści sztuk zostało wyleasingowanych w USA w latach 1999–2003.
W roku 2017 dyrektor generalny Forda Mark Fields ogłosił, że firma zainwestuje 4,5 miliarda dolarów w dalszy rozwój pojazdów elektrycznych plug-in do 2020 roku.
Azure Transit Connect Electric był w pełni elektrycznym furgonem opracowanym w ramach współpracy pomiędzy Azure Dynamics i Ford Motor Company, ale to Azure był oficjalnym producentem tego samochodu. Według procedury pomiarowej Agencji Ochrony Środowiska (EPA) w pełni elektryczny zasięg tego samochodu wynosił 56 mil (90 km). EPA oceniła średnie zużycie energii w mieście i na autostradzie na ekwiwalent benzyny w ilości 3,8 l/100 km). Dostawy dla klientów flotowych w USA i Kanadzie rozpoczęły się w grudniu 2010 roku. Produkcja elektrycznego furgonu została wstrzymana w marcu 2012 roku w wyniku złożenia przez Azure wniosku o ochronę przed bankructwem. Ford nadal prowadzi serwisowanie tych samochodów. Około 500 sztuk zostało sprzedanych, zanim Azure zaprzestał produkcji.
Ford Focus Electric bazował na spalinowym modelu Focus, który otrzymał w pełni elektryczny układ napędowy firmy Magna International, a jego sprzedaż detaliczna rozpoczęła się w Stanach Zjednoczonych w grudniu 2011 roku. Focus Electric miał zasięg według procedury EPA wynoszący 76 mil (122 km), a średnie zużycie energii w mieście i na autostradzie oceniono jako ekwiwalent zużycia benzyny w ilości 2,2 l/100 km). Samochód dostępny był również w Kanadzie i kilku krajach europejskich, a 3965 sztuk zostało sprzedanych w USA do września 2014 roku.
Mark Fields, zapytany o samochód elektryczny z zasilaniem akumulatorowym o zasięgu 200 mil (320 km), powiedział w kwietniu 2016 roku: „Jest to coś, nad czym właśnie pracujemy”. Ford zgłosił do zarejestrowania znak towarowy „Model E”, uniemożliwiając Tesli korzystanie z tej nazwy w przypadku Modelu 3.
W październiku 2017 roku Ford ogłosił powstanie grupy pojazdów elektrycznych z zasilaniem akumulatorowym Team Edison, która miała przewodzić w intensywnych działaniach firmy na rynku pojazdów elektrycznych, na którym oferowała ona w tym czasie jedynie kompaktowego Focusa i planowała wprowadzenie małego SUV-a o zasięgu 300 mil do 2020 roku. Nowy zespół miał siedzibę w Detroit i biura w Europie oraz w Azji.
Pierwszym globalnym, w pełni elektrycznym modelem Forda jest Mustang Mach-E – akumulatorowy, kompaktowy crossover SUV, przedstawiony 17 listopada 2019 r., który trafił na rynek w grudniu 2020 r. jako model 2021. Natychmiast po premierze model zdobył tytuł SUV-a roku 2021 w Ameryce Północnej. Bazowa wersja Mustanga Mach-E 2021 została nagrodzona tytułem „Top Safety Pick”, przyznawanym przez amerykański Insurance Institute for Highway Safety.
Kolejnym w pełni elektrycznym modelem był Ford F-150 Lightning – elektryczny samochód osobowy typu pickup klasy wyższej, którego wprowadzenie Ford ogłosił w styczniu 2019 roku. Premiera pojazdu odbyła się w maju 2021 roku, a pierwsi klienci odebrali swoje egzemplarze wiosną 2022 roku. W ciągu pierwszych 3 tygodni Ford zgromadził 100 tysięcy zamówień na elektrycznego pickupa i w kwietniu 2023 Ford ogłosił, że wbrew wcześniejszym planom model trafi do sprzedaży także w Europie, najpierw na rynek norweski.
W listopadzie 2020 r. Ford ogłosił wprowadzenie elektrycznego samochodu dostawczego E-Transit. W 2022 roku rozpoczęła się produkcja modelu w zakładzie w Kansas City w stanie Missouri. Produkcja E-Transita na rynek europejski rozpoczęła się w tureckich zakładach Ford Otosan w kwietniu 2022 r., a liczba zamówień osiągnęła łącznie ponad 5000 pojazdów. W tym samym roku E-Transit zdobył tytuł Van of the Year brytyjskiego magazynu „What Car?”.
12 czerwca 2023 Ford otworzył w Kolonii Centrum Pojazdów Elektrycznych, zaawansowany technologicznie zakład montażowy, w którym powstają elektryczne modele osobowe Forda nowej generacji. W modernizację historycznej, założonej już w 1930 roku, fabryki Forda w Niehl w Kolonii zainwestowano 2 mld dolarów. Zakład o powierzchni 125 hektarów został wyposażony w nową linię produkcyjną, dział montażu akumulatorów oraz najnowocześniejsze oprzyrządowanie i automatykę, dzięki czemu roczna zdolność produkcyjna może osiągnąć ponad 250 000 pojazdów elektrycznych. Zakład wyposażono w samouczące się maszyny i autonomiczne systemy transportowe. Zarządzanie dużymi zbiorami danych w czasie rzeczywistym zaplanowano jako integralne elementy procesu zwiększania wydajności i jakości produkcji. Nowe uczące się roboty oraz rozwiązania rozszerzonej rzeczywistości wspierają pracowników, podnosząc wydajność oraz zapewniając wymianę danych z innymi zakładami, co pozwoli na dzielenie się doświadczeniami w czasie rzeczywistym. Pierwszym modelem elektrycznym produkowanym w Centrum Produkcji Pojazdów Elektrycznych w Kolonii jest nowy Ford Explorer.

### Wodór
Ford kontynuuje prace nad elektrycznymi układami napędowymi zasilanymi ogniwami paliwowymi, a także zademonstrował technologie silników spalinowych zasilanych wodorem, jednocześnie opracowując systemy hybrydowo-elektryczne nowej generacji. W porównaniu z pojazdami konwencjonalnymi, pojazdy hybrydowe i pojazdy z wodorowymi ogniwami paliwowymi zmniejszają emisję zanieczyszczeń powietrza, a także poziom hałasu, co ma korzystny wpływ zarówno na zdrowie układu oddechowego, jak i na zmniejszenie wpływu hałasu na ludzkie zdrowie.
Ford uruchomił produkcję autobusów napędzanych wodorem, wykorzystujących wodór zamiast paliw ropopochodnych w standardowym silniku spalinowym, do użytku na lotniskach i w centrach kongresowych. Na targach motoryzacyjnych Greater Los Angeles Auto Show 2006 Ford zaprezentował wersję swojego SUV-a Explorer z wodorowymi ogniwami paliwowymi. Explorer z ogniwami paliwowymi dysponował łączną mocą 174 KM (130 kW). Wyposażono go w duży zbiornik wodoru, który znajduje się w środkowej części samochodu, zajmując miejsce automatycznej skrzyni biegów konwencjonalnego modelu. Centralne położenie zbiornika umożliwiało samochodowi osiągnięcie znacznego zasięgu wynoszącego 350 mil (563 km), największego w tym czasie wśród pojazdów zasilanych ogniwami paliwowymi. Explorer zasilany przez uląad ogniw paliwowych był pierwszym z serii prototypów częściowo finansowanych przez Departament Energii Stanów Zjednoczonych. Explorer FCV był jednym z kilku pojazdów wykorzystujących ekologiczne technologie zaprezentowane na targach w Los Angeles, wraz z Fordem Escape Hybrid z 2008 roku, modelami Fusion i Focus spełniającymi normy emisji spalin PZEV (pojazdy częściowo bezemisyjne) oraz Fordem F-Series Super Duty z 2008 roku wyposażonym w technologię czystego spalania oleju napędowego opracowaną przez Forda.

### Poprawa oszczędności paliwowej
W lipcu 2008 roku Ford Motor Company ogłosił, że przyspieszy swoje plany produkcji paliwooszczędnych samochodów, rewidując swoje północnoamerykańskie plany produkcyjne oraz ofertę pojazdów. Firma planowała dostosowanie trzech istniejących fabryk lekkich samochodów ciężarowych i pojazdów sportowo-użytkowych (SUV) do produkcji małych samochodów, zaczynając od zakładów Michigan Truck Plant. Ponadto zakłady montażowe Forda w pobliżu Mexico City w Meksyku oraz w Louisville w stanie Kentucky miały zostać do 2011 roku przestawione z pickupów i SUV-ów na małe, oszczędne samochody, jak Ford Fiesta. Ford planował również wprowadzenie do sprzedaży w Ameryce Północnej sześciu swoich europejskich małych pojazdów, w tym dwóch wersji Forda Fiesta do końca 2012 roku.
Ford of Europe opracował program ECOnetic, aby zaspokoić zapotrzebowanie rynku i spełnić wymagania nowych przepisów wymagających niższego zużycia paliwa i niższej emisji CO2. W przeciwieństwie do technologii napędów hybrydowych stosowanych w konkurencyjnych produktach, takich jak Toyota Prius, program ECOnetic koncentrował się na ulepszaniu istniejących rozwiązań. Wykorzystując silniki wysokoprężne Duratorq TDCi o niższym zużyciu paliwa i opierając się na połączeniu ulepszonej aerodynamiki, niższych oporów ruchu i podwyższonej sprawności, Ford Fiesta stał samochodem o najmniejszej emisji spalin wśród samochodów masowo produkowanych w Europie, a Ford Focus ECOnetic z 2012 roku uzyskiwał niższe zużycie paliwa niż Toyota Prius czy Volkswagen Golf BlueMotion. Nie planowano sprzedaży samochodów ECOnetic w Ameryce Północnej ze względu na niższy popyt na tym rynku.
Ford zaproponował zespołom uniwersyteckim wyzwanie polegające na stworzeniu pojazdu, który byłby prosty, trwały i lekki, z podstawową docelową ceną wynoszącą zaledwie 7000 dolarów. Studenci z Uniwersytetu w Akwizgranie stworzyli „2015 Ford Model T”.
W 2000 roku, pod kierownictwem prezesa Forda, Williama Claya Forda, firma ogłosiła plan 25-procentowego obniżenia średniego zużycia paliwa w swoich SUV-ach, zapowiadając uzyskanie takich wyników do końca roku kalendarzowego 2005. W 2003 roku Ford ogłosił, że warunki konkurencyjne na rynku oraz wyzwania technologiczne i finansowe uniemożliwią firmie osiągnięcie tego celu.
W roku modelowym 2007 na rynku amerykańskim Ford oferował trzynaście modeli, które uzyskiwały zużycie paliwa wynoszące 7.8 l/100km lub mniej (na podstawie szacunków EPA dotyczących zużycia paliwa na autostradzie), a kilka modeli Forda zostało uznanych w przez EPA i Departament Energii za najoszczędniejsze w swojej klasie pod względem zużycia paliwa. Według obliczeń Forda firma wyeliminowała prawie trzy miliony funtów emisji tworzących smog ze swoich amerykańskich samochodów i lekkich ciężarówek w latach modelowych 2004–2006. Agencja Ochrony Środowiska Stanów Zjednoczonych w ramach program Superfund powiązała Forda z 54 toksycznymi składowiskami odpadów, z których dwanaście zostało oczyszczonych i usuniętych z listy takich składowisk.

### Efektywność energetyczna infrastruktury
W ramach renowacji kompleksu Ford River Rouge, w 2010 roku Ford zaprezentował “żywy dach” o powierzchni 42000 m² pokrywający część fabryki Dearborn Truck, składający się z rozchodnika, nisko rosnącej rośliny okrywowej (dywanowej). Rozchodnik zatrzymuje i oczyszcza wodę deszczową oraz moderuje wewnętrzną temperaturę budynku, pozwalając na oszczędność energii.
W 2016 roku Ford ogłosił dziesięcioletni plan renowacji swojego kompleksu w Dearborn. Plan obejmuje konsolidację przestrzeni biurowych i laboratoryjnych w mniejszej liczbie znacznie większych budynków, które zostaną zbudowane zgodnie ze standardami LEED (Leadership in Energy and Environmental Design) i będą charakteryzowały się szerokim wykorzystaniem terenów podmokłych oraz przestrzeni parkowych. Po renowacji kompleks obejmie nowe wielopiętrowe parkingi z dachami generującymi energię z paneli fotowoltaicznych oraz nową elektrownię na gaz ziemny. DTE Ford Central Energy Plant to elektrociepłownia o mocy 34 MW charakteryzująca się wysoką sprawnością, z budynkami klasyfikowanymi jako LEED Gold.
Centrum Pojazdów Elektrycznych zaawansowany technologicznie zakład montażowy otwarty w 2023 roku w Kolonii, w Niemczech, jest pierwszym neutralnym pod względem emisji dwutlenku węgla zakładem Forda na świecie. Cała energia elektryczna i gaz ziemny niezbędne do funkcjonowania obiektu są pozyskiwany w sposób neutralny pod względem emisji dwutlenku węgla – jest to w 100% certyfikowana odnawialna energia elektryczna i biometan. Ciepło wymagane do ogrzania obiektu i wykorzystania w procesach jest także pozyskiwane w sposób bezemisyjny – lokalny dostawca energii rozlicza w offsecie węglowym związane z tym emisje z zakładu montażowego w imieniu Forda. Ciepło jest wytwarzane przez zewnętrzną elektrownię i spalarnię odpadów i dostarczane przez wydzielony węzeł cieplny, transportujący czynnik grzewczy do Forda. Centrum Pojazdów Elektrycznych Forda w Kolonii uzyska po pełnym uruchomieniu niezależną certyfikację neutralności pod względem emisji dwutlenku węgla, która będzie podlegała regularnej kontroli i weryfikowana z zakupem praw neutralizacji śladu węglowego (tzw. offsetem węglowym). Modernizacji Centrum Pojazdów Elektrycznych Forda towarzyszy ekologiczna poprawa bioróżnorodności i równowagi ekologicznej na terenach zielonych należących do zakładów. Wprowadzone działania obejmowały nową roślinność wieloletnią, zmianę ekologicznie słabych nieużytków trawiastych na łąki kwietne z siedliskami owadów, nietoperzy i ptaków.

## Ford w Ameryce Północnej

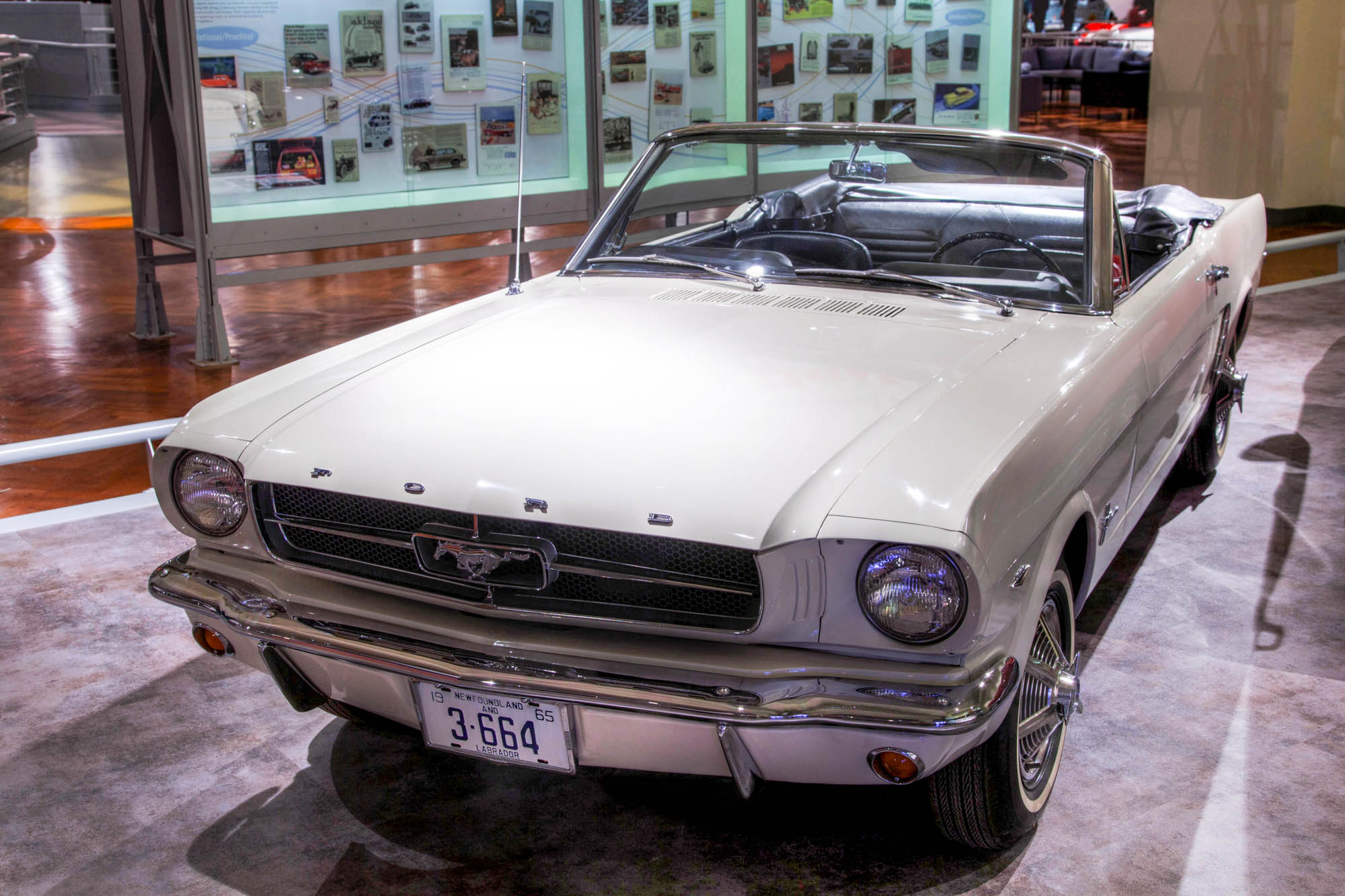
Ford Mustang

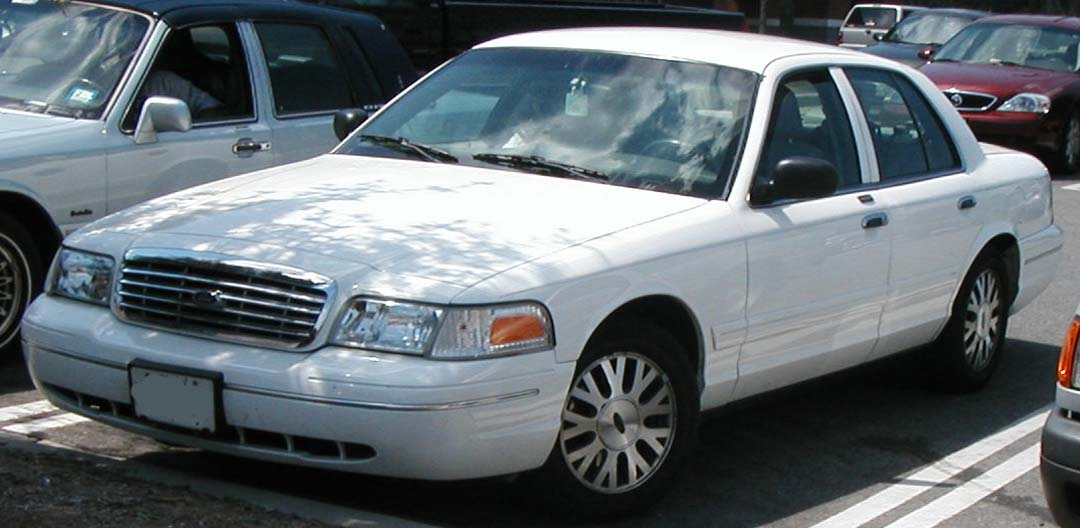
Ford Crown Victoria

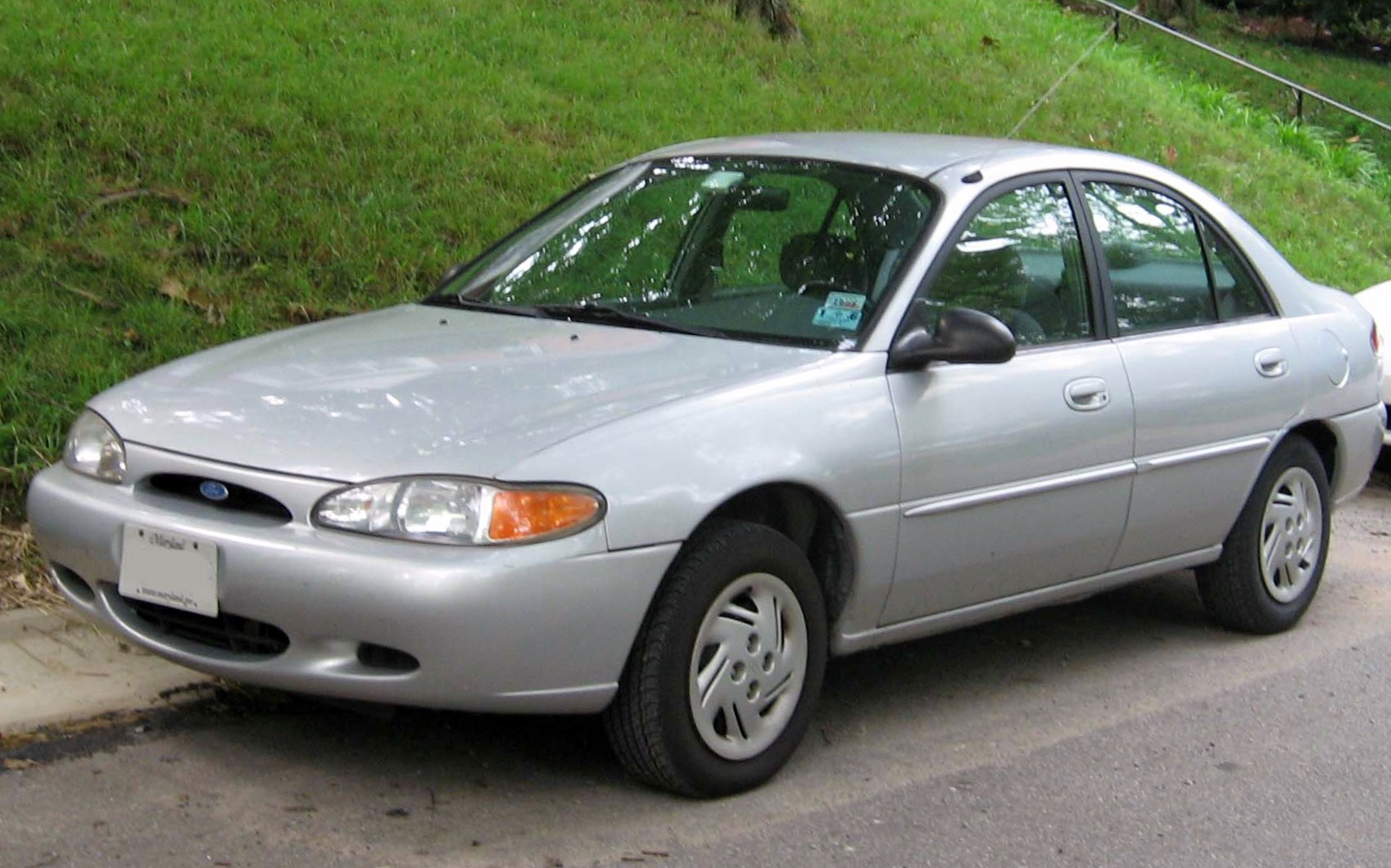
Ford Escort

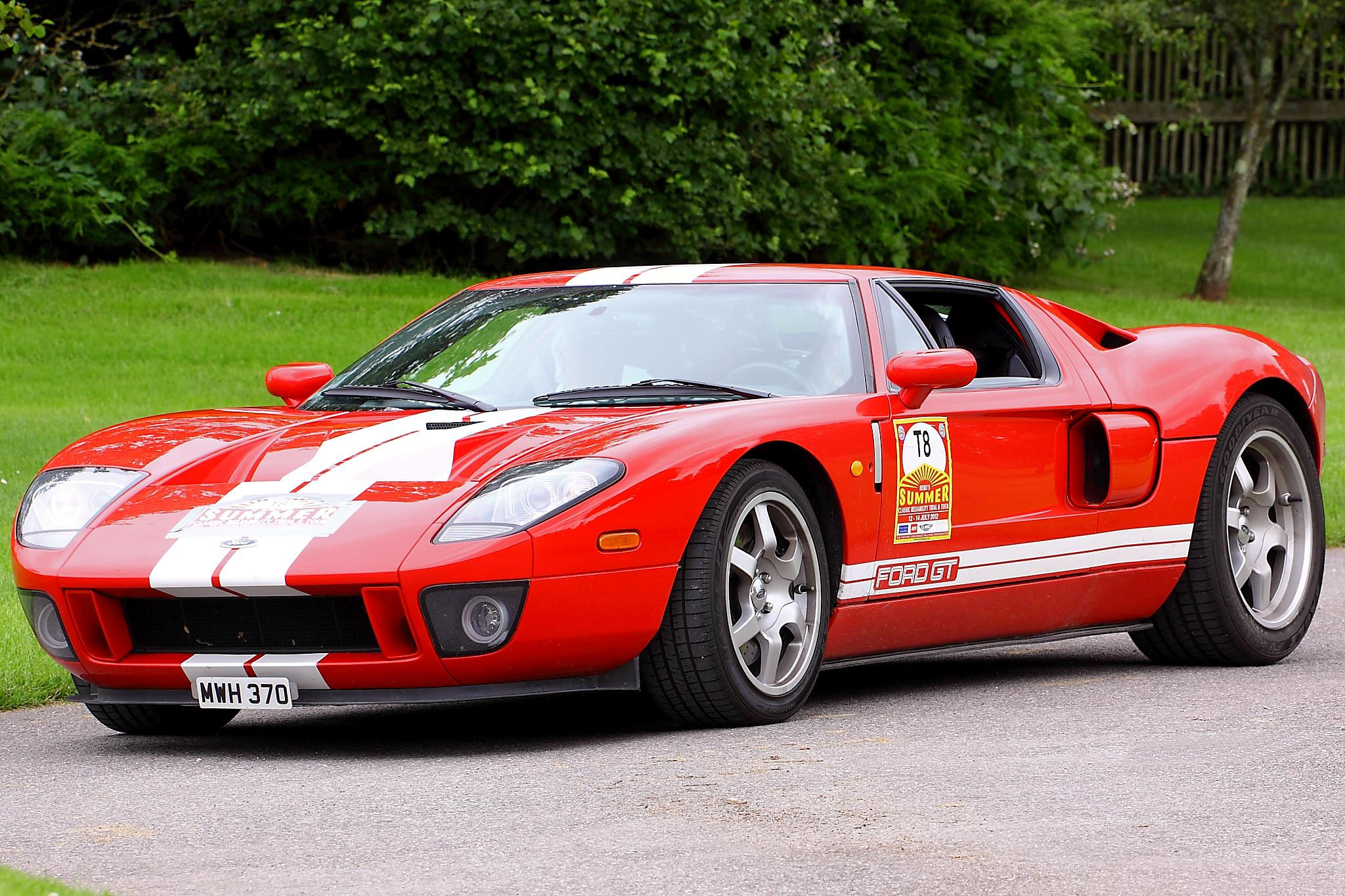
Ford GT

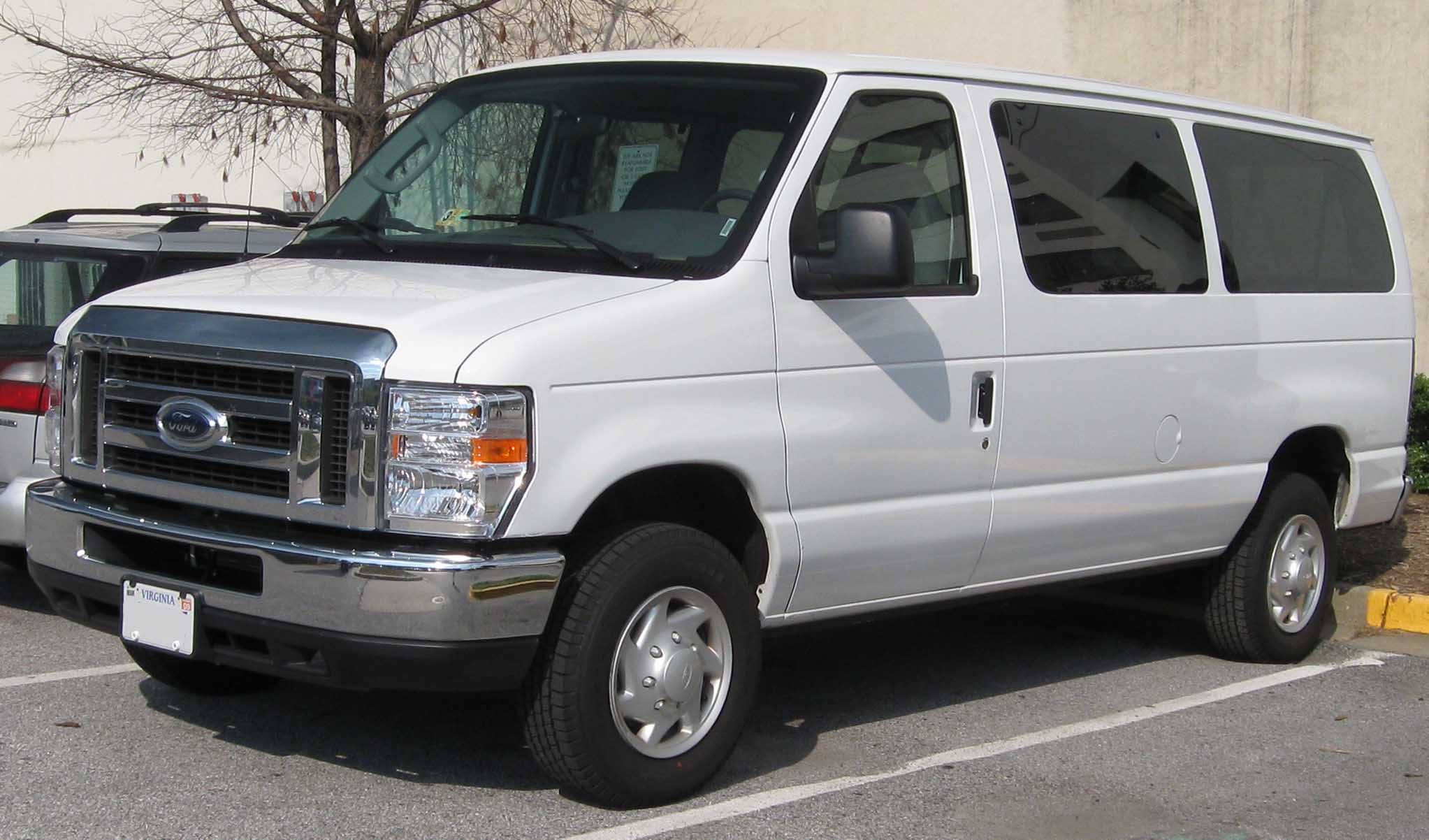
Ford E-Series

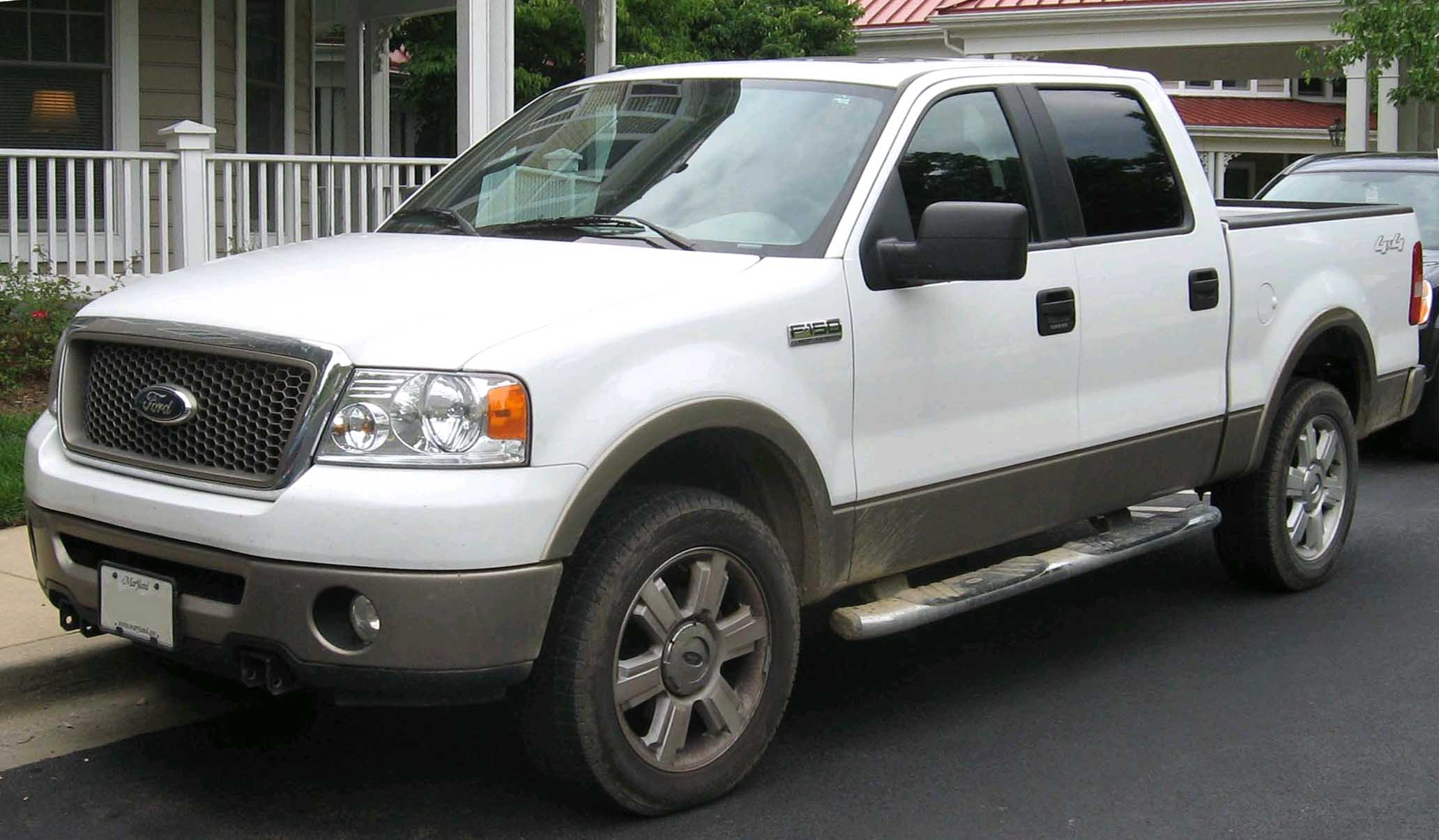
Ford F-Series

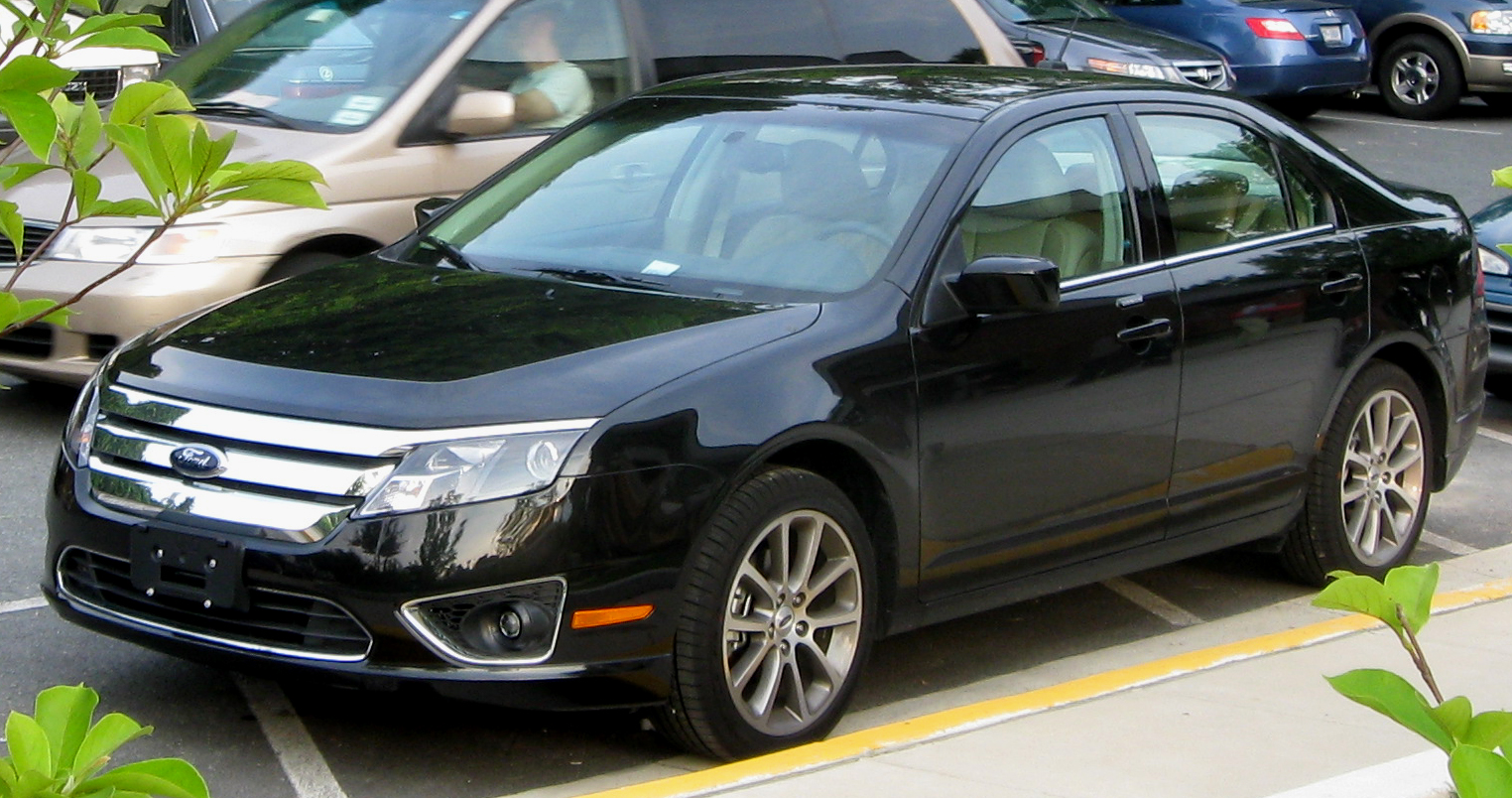
Ford Fusion (USA)

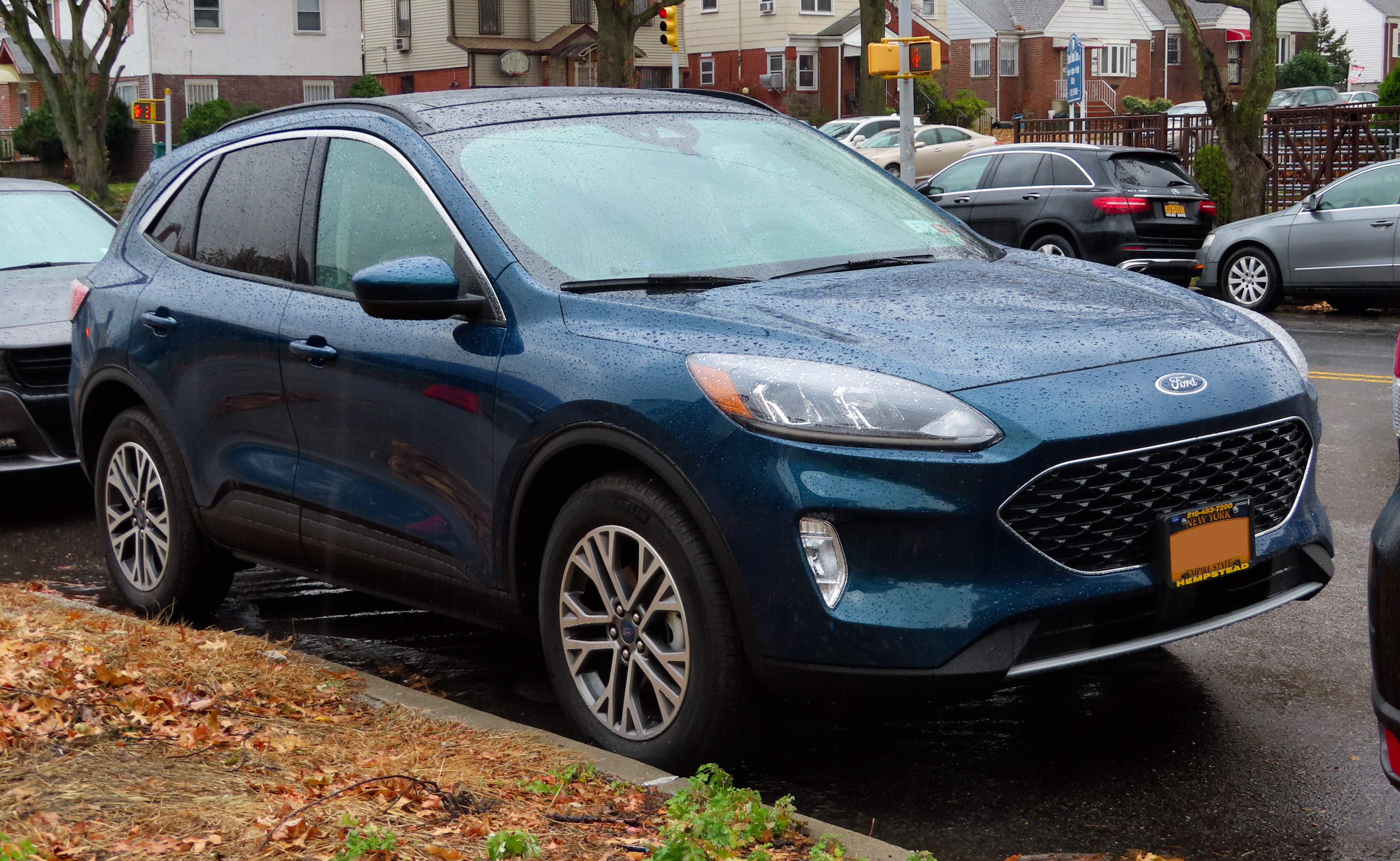
Ford Escape

Przedsiębiorstwo Ford powstało w USA w 1903 roku. Założył je Henry Ford, twórca wyrobów masowej produkcji. Rok później otwarto pierwszą zagraniczną fabrykę w Kanadzie. Do dziś w tym kraju produkuje się amerykańskie modele Forda. W 1908 roku pojawił się Ford Model T. Dzięki zastosowaniu taśmy produkcyjnej, z roku na rok stawał się coraz tańszy, do tego stopnia, że średnio zarabiający ludzie mogli zacząć myśleć o jego zakupie. Do 1928 roku, kiedy zakończono jego produkcję, powstało w sumie ponad 15 milionów egzemplarzy tego modelu. Jego następcą był bardzo udany Ford Model A z roku 1927. Do 1931 roku wyprodukowano ponad 4,3 miliona sztuk. W latach trzydziestych nastąpił podział konstrukcji na osobowe i dostawcze, gdyż do tej pory wersje pick-up opierały się na podwoziach aut osobowych. Podczas II wojny światowej, w 1941 zakłady przestawiono w całości na produkcję wojskową: samochodów terenowych i ciężarowych, silników i samolotów. Wyprodukowano w nich m.in. 275 tysięcy terenowego modelu Ford GPW, będącego odpowiednikiem jeepa Willysa, oraz ponad 8500 bombowców B-24 Liberator.
Po zniesieniu zakazu produkcji cywilnych samochodów osobowych, już pod koniec 1945 roku wznowiono produkcję zmodyfikowanych modeli przedwojennych. Koncern Forda należał po wojnie do tzw. „wielkiej trójki” amerykańskich koncernów samochodowych (Big Three). Podstawową marką koncernu był przystępny cenowo Ford, rywalizujący z Chevroletem o pierwsze miejsce na rynku (trzecim konkurującym producentem w tym segmencie był Plymouth). W 1949 roku sprzedaż osobowych Fordów na rynku amerykańskim przekroczyła milion. Oprócz samochodów osobowych, w 1948 roku wprowadzono nową linię lekkich ciężarówek i pick-upów o oznaczeniu F, która stała się następnie najpopularniejszymi amerykańskimi lekkimi ciężarówkami. Koncern Forda produkował także samochody pod innymi markami, przede wszystkim luksusowy Lincoln i średniej klasy Mercury. W 1957 roku wprowadzono na rynek nową markę średniej klasy Edsel, która poniosła jednak spektakularną porażkę. Całkowicie nowy model Forda, jako pierwszy nowocześnie stylizowany z „wielkiej trójki”, pojawił się w czerwcu 1948 roku, był to Ford DeLuxe/Custom. W 1954 roku wprowadzono model sportowy Ford Thunderbird, rywalizujący z sukcesem z Chevroletem Corvette. Do przełomowych konstrukcji należy zaliczyć również Forda Falcona z 1960 roku, będącego pierwszym kompaktowym samochodem amerykańskim po II wojnie światowej, oraz tani, sportowy model Ford Mustang z 1964 roku. Rewelacyjna sprzedaż niemal wszystkich modeli z tego okresu zmusiła przedsiębiorstwo do ograniczania produkcji, gdyż w razie opanowania ponad 60% rynku, urząd antymonopolowy nałożyłby ogromne kary. Tak więc w połowie lat sześćdziesiątych na niektóre modele Forda trzeba było czekać nawet po trzy miesiące.
Pod koniec lat siedemdziesiątych Ford planował wprowadzenie w USA nowego, europejskiego, kompaktowego modelu, Forda Escorta, który zadebiutował na starym kontynencie w 1980 roku. Jednak uznano, że nie spodoba się klientom i podjęto decyzję o stworzeniu nowego projektu nadwozia, opartego na podzespołach wersji europejskiej. Auto nie było urodziwe, lecz dzięki niskiej cenie sprzedawało się umiarkowanie. W latach dziewięćdziesiątych podjęto decyzję o ściślejszej współpracy z filią w Niemczech. W ten sposób Ford Mondeo pierwszej generacji był produkowany i sprzedawany w Stanach Zjednoczonych pod nazwą Ford Contour, a Ford Focus nawet pod tą samą nazwą.
Najpopularniejszym modelem osobowym w ostatnich latach był Ford Taurus, zastąpiony w 2005 roku nowym modelem Five Hundred. Jednak najpopularniejszym samochodem w USA jest pick-up, Ford serii F.
Według badania waszyngtońskiej organizacji Good Jobs First koncern Ford Motor Company otrzymał ok. 2,5 mld dolarów dotacji z programów federalnych i stanowych w okresie 2010–2013 – co uplasowało go wśród 10 najbardziej dotowanych firm w USA.

### Obecnie produkowane

#### SUV-y i crossovery
- Bronco Sport
- Explorer
- Expedition
- Expedition Max

#### Samochody terenowe
- Bronco

#### Samochody elektryczne
- Mustang Mach-E
- F-150 Lightning
- E-Transit

#### Pickupy
- Maverick
- Ranger
- F-Series
- F-Series Super Duty

#### Samochody sportowe
- Mustang

#### Samochody dostawcze
- Transit

### Historyczne
- Model A (1903–1904)
- Model B (1904–1906)
- Model C (1904–1905)
- Model F (1905–1906)
- Model K (1906–1908)
- Model N (1906–1908)
- Model T (1908–1927)
- Model TT (1917 – 1927)
- Model A (1927–1931)
- Model B (1932–1934)
- Model 48 (1935–1937)
- Model 81 (1937–1938)
- Model 91 (1938–1940)
- De Luxe (1937–1940)
- Super Deluxe (1941–1948)
- Crestline (1952–1954)
- Crestline Skyliner (1954–1955)
- Customline (1952–1956)
- Mainline (1952–1956)
- Parklane (1955–1956)
- Del Rio (1953–1958)
- Courier Delivery (1952–1960)
- 300 (1963–1964)
- Fairlane Thunderbolt (1963–1964)
- GT40 (1964–1969)
- Fairlane (1955–1970)
- Falcon (1959–1970)
- LTD Brougham (1968–1972)
- Ranch Wagon (1952–1974)
- Country Sedan (1952–1974)
- Galaxie (1958–1974)
- XL (1958–1974)
- Custom (1949–1975)
- Torino (1968–1976)
- Gran Torino Elite (1974–1975)
- Elite (1975–1976)
- Maverick (1969–1977)
- Ranchero (1957–1979)
- LTD II (1977–1979)
- Pinto (1971–1980)
- Granada (1975–1982)
- Durango (1979–1982)
- Fairmont (1977–1983)
- Courier (1972–1985)
- LTD (1965–1986)
- EXP (1981–1988)
- Bronco II (1984–1990)
- Country Squire (1950–1991)
- LTD Crown Victoria (1980–1991)
- Festiva (1986–1993)
- Tempo (1983–1994)
- Econoline (1960–1996)
- Bronco (1965–1996)
- Cougar (1982–1997)
- Aerostar (1986–1997)
- Probe (1988–1997)
- Aspire (1993–1997)
- Contour (1994–2000)
- Ranger EV (1998–2002)
- Th!nk (1999–2002)
- Escort (1980–2003)
- Windstar (1995–2003)
- ZX2 (1997–2003)
- Thunderbird (1954–2005)
- Excursion (1999–2005)
- GT (2004–2006)
- Freestar (2003–2007)
- Five Hundred (2004–2007)
- Freestyle (2004–2007)
- Taurus X (2007–2009)
- Explorer Sport Trac (2000–2010)
- Grand Marquis (1979–2011)
- Crown Victoria (1991–2011)
- Transit Connect EV (2010–2012)
- E-Series (1996–2014)
- Expedition EL (2006–2017)
- Fiesta (2010–2018)
- Focus Electric (2011–2018)
- C-Max (2012–2018)
- Taurus (1985–2019)
- Focus (1999–2019)
- Flex (2008–2019)
- Fusion (2005–2020)
- EcoSport (2016–2022)
- GT (2016–2022)
- Transit Connect (2009–2023)
- Escape (2000–2024)
- Edge (2006–2024)

## Ford w Europie

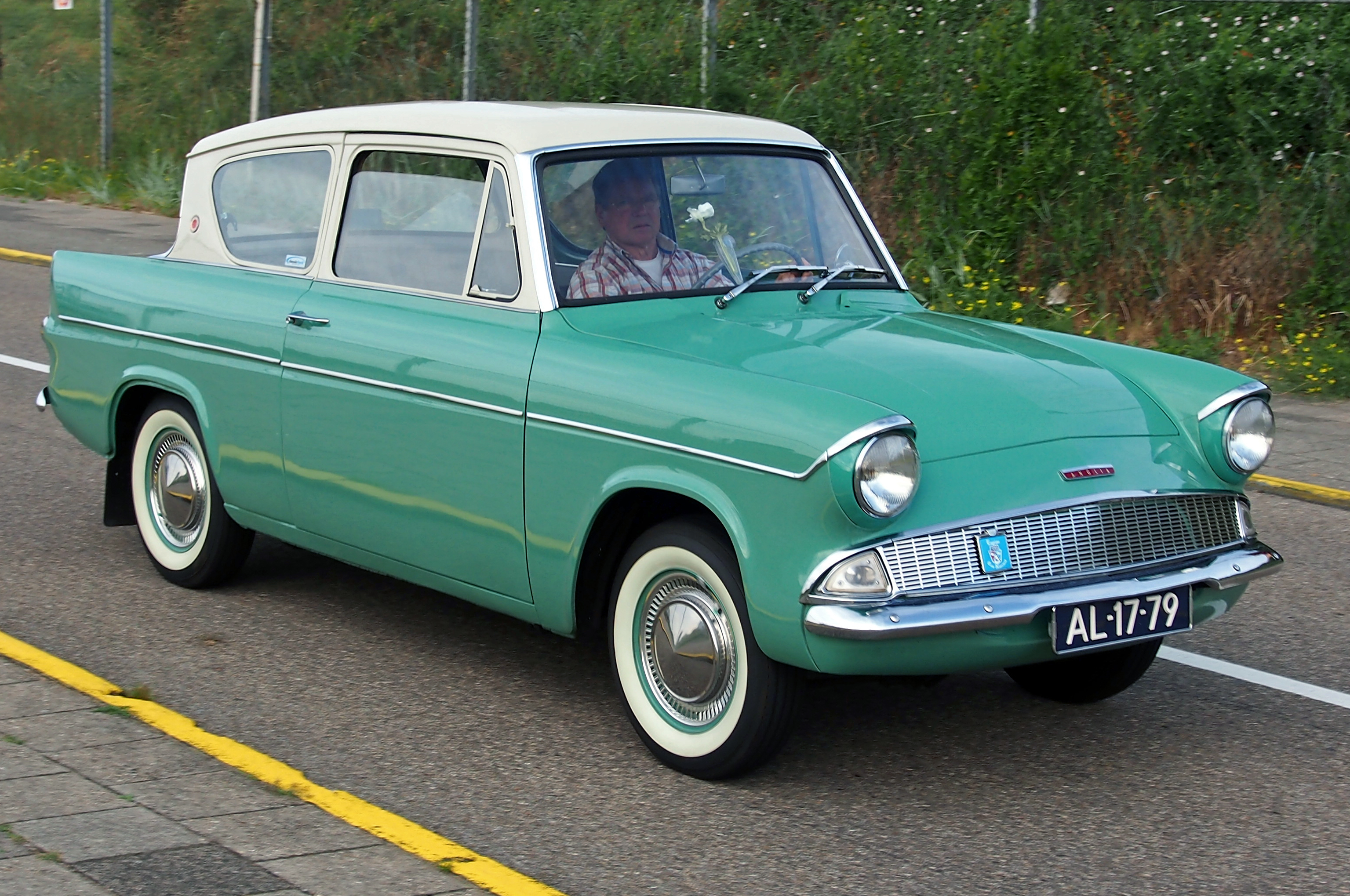
Ford Anglia

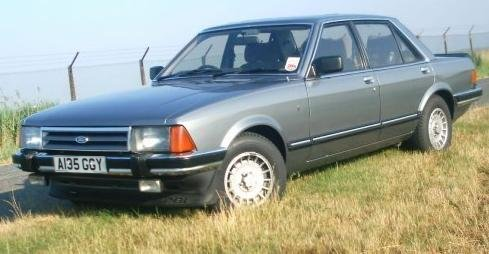
Ford Granada

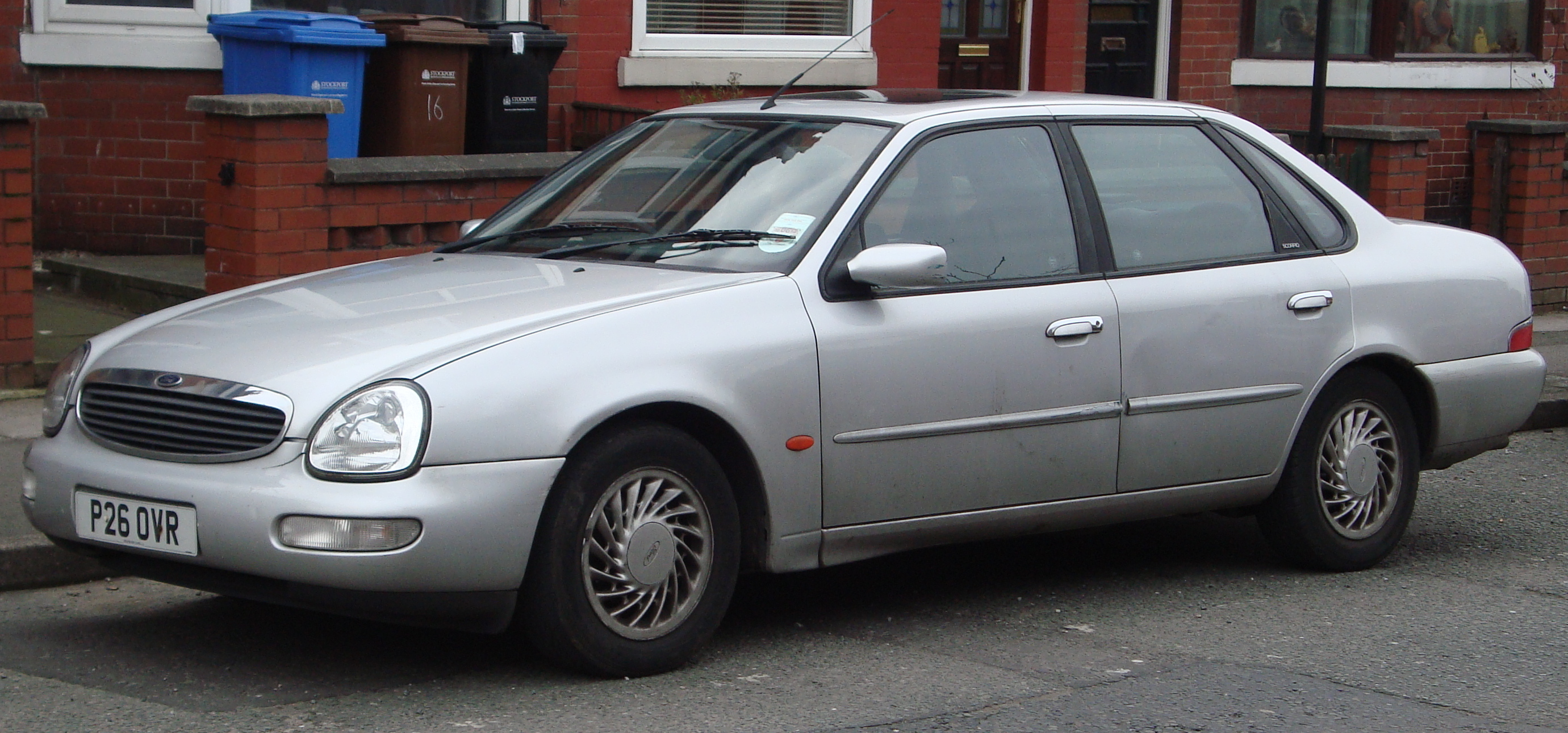
Ford Scorpio

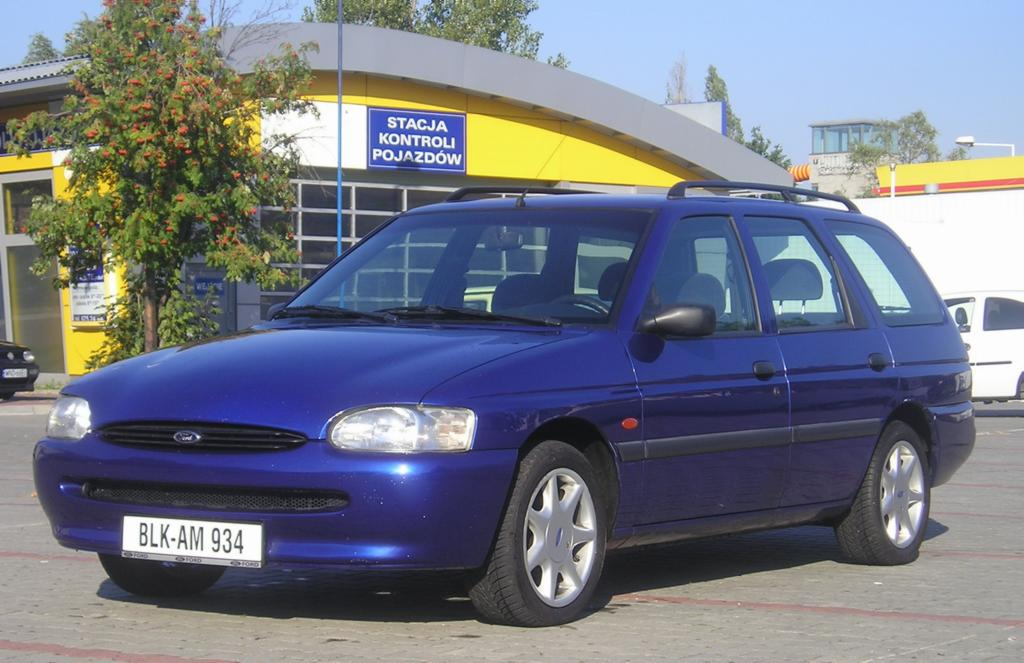
Ford Escort

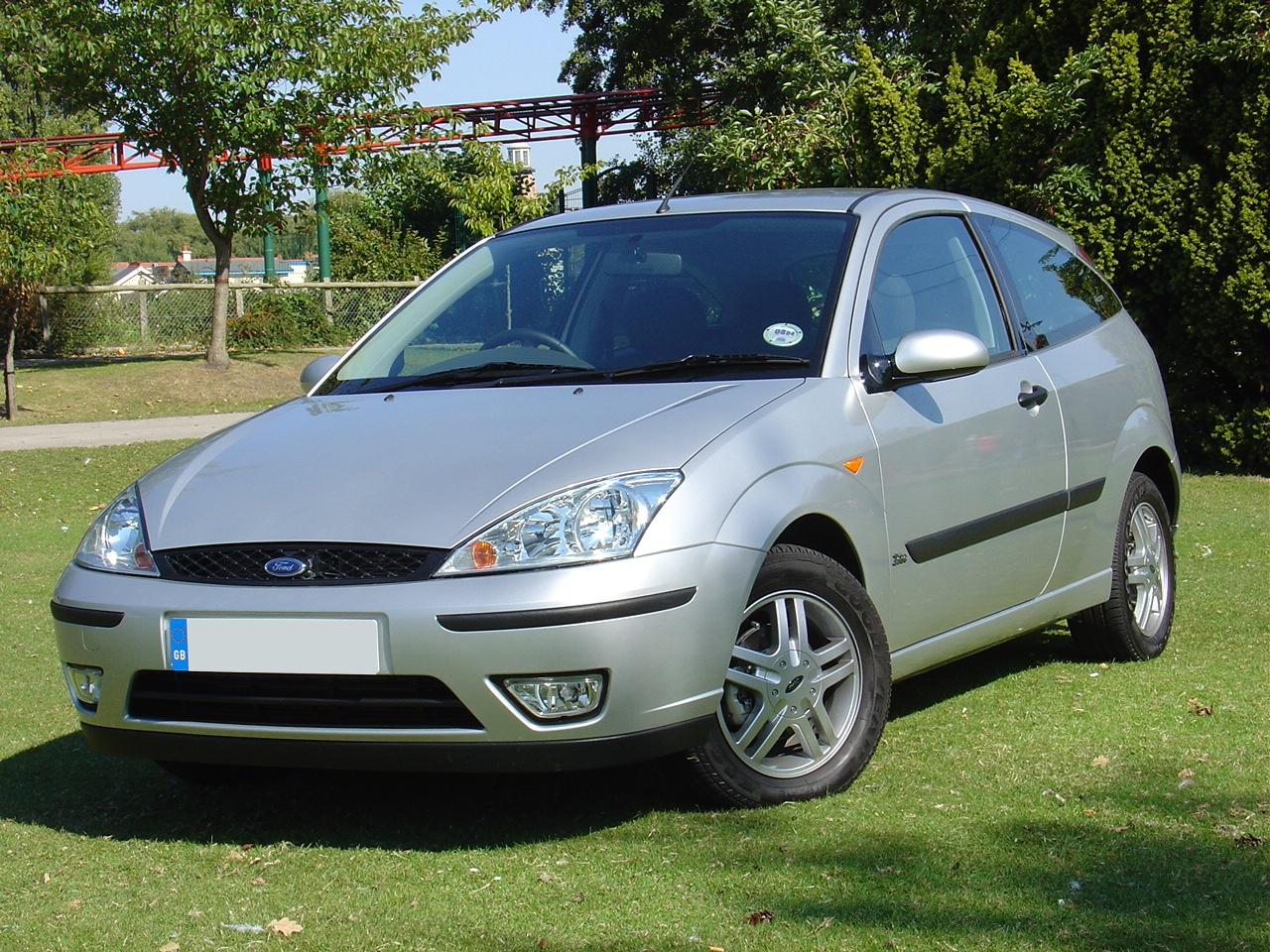
Ford Focus

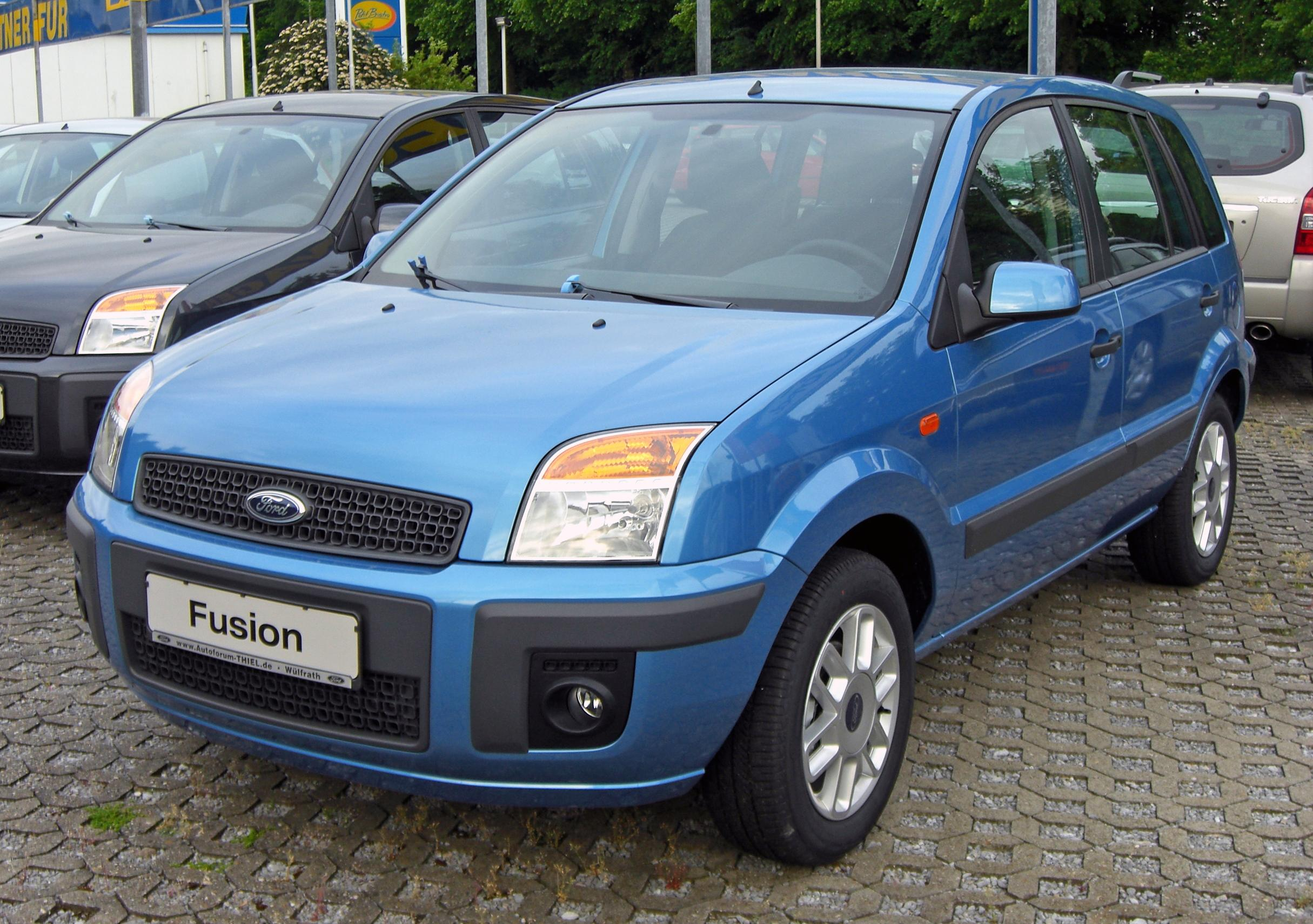
Ford Fusion

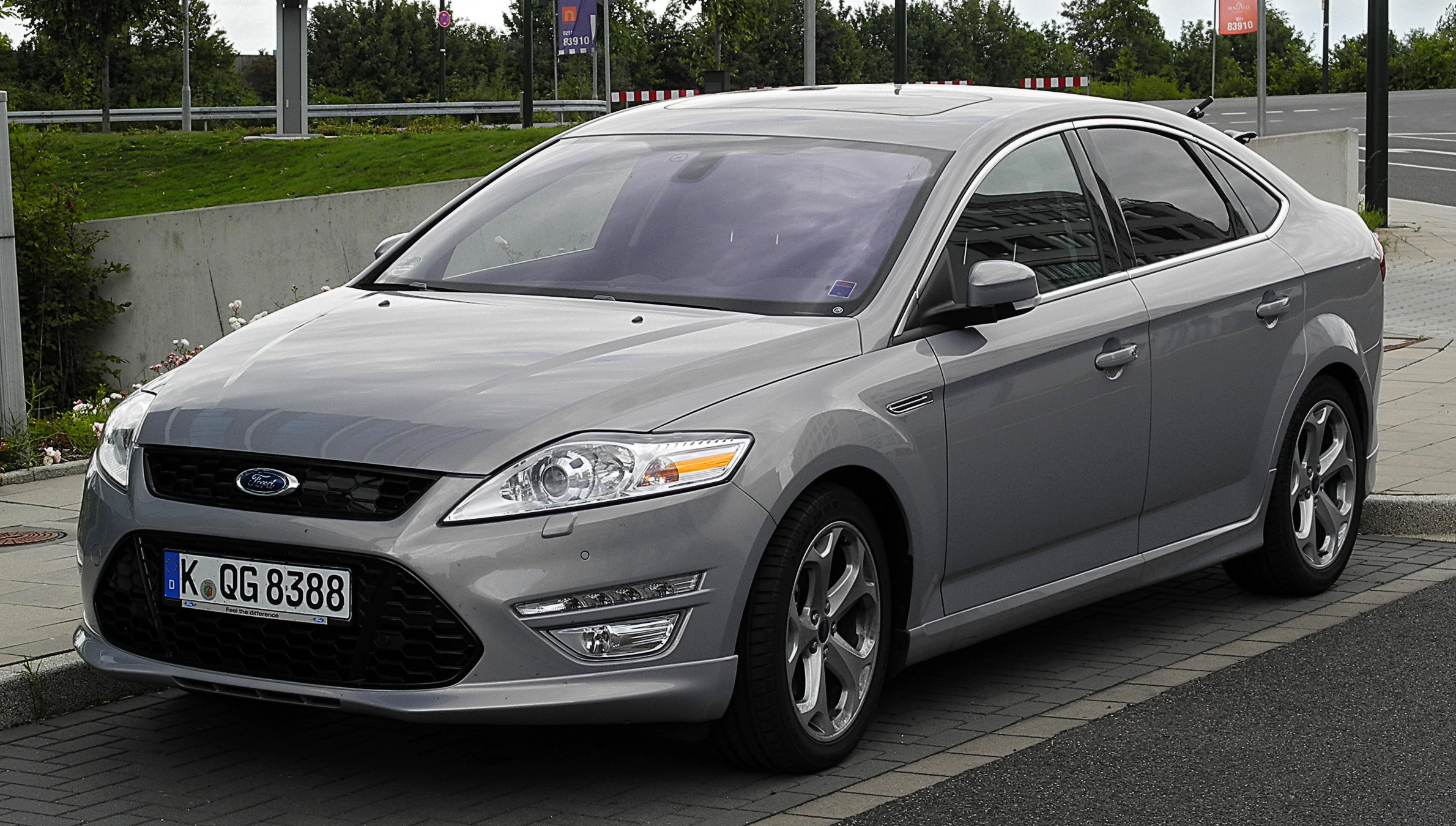
Ford Mondeo

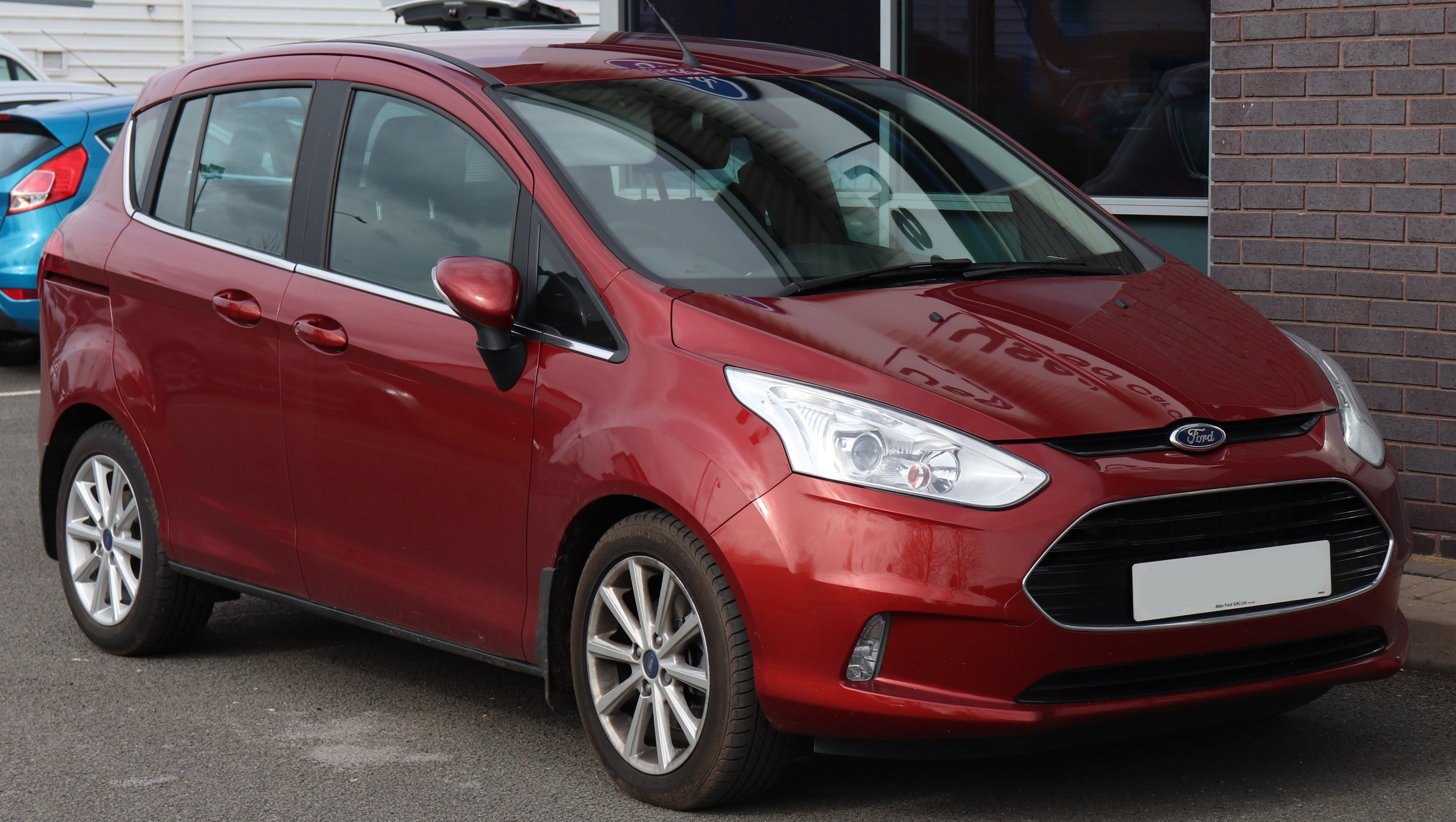
Ford B-Max

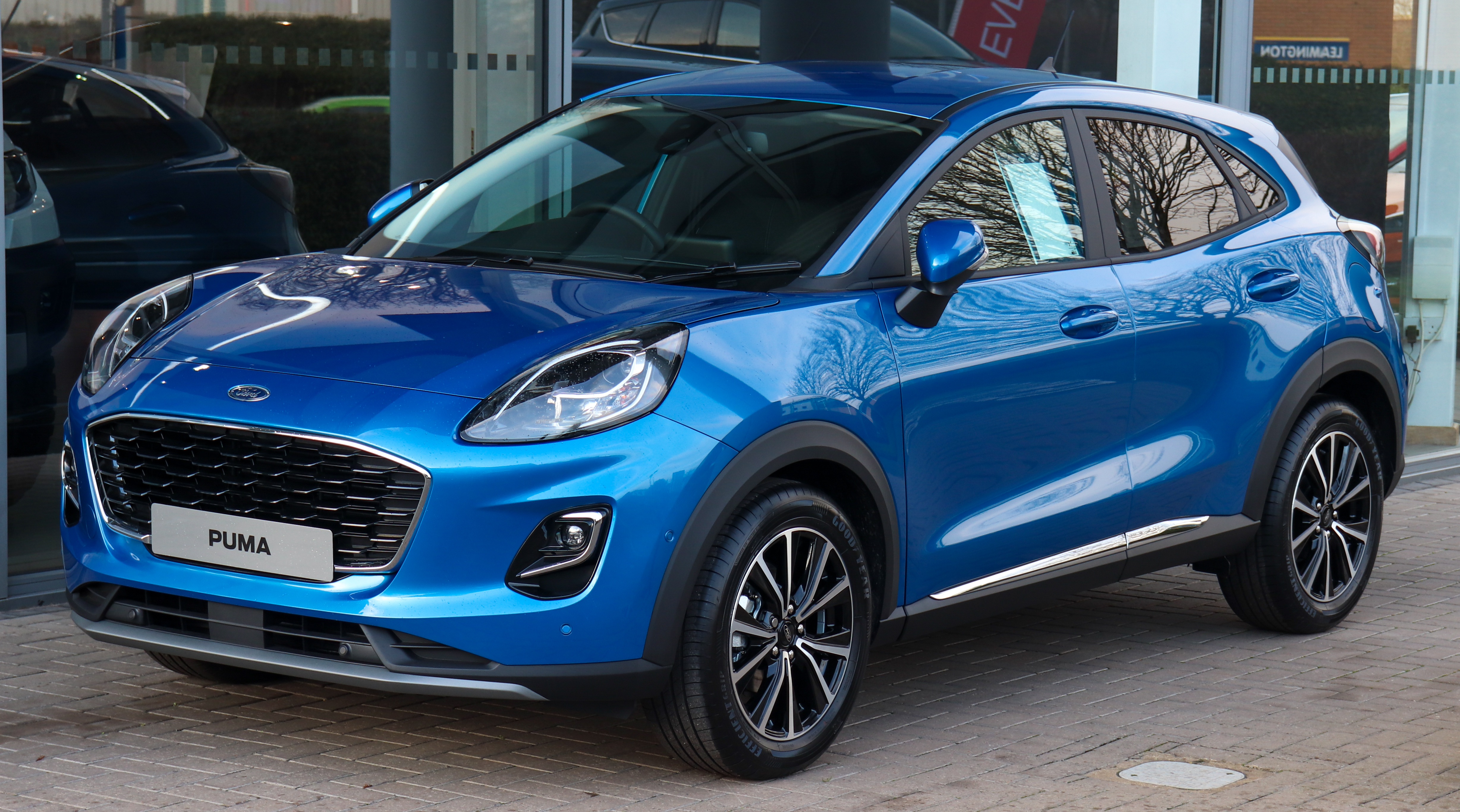
Ford Puma

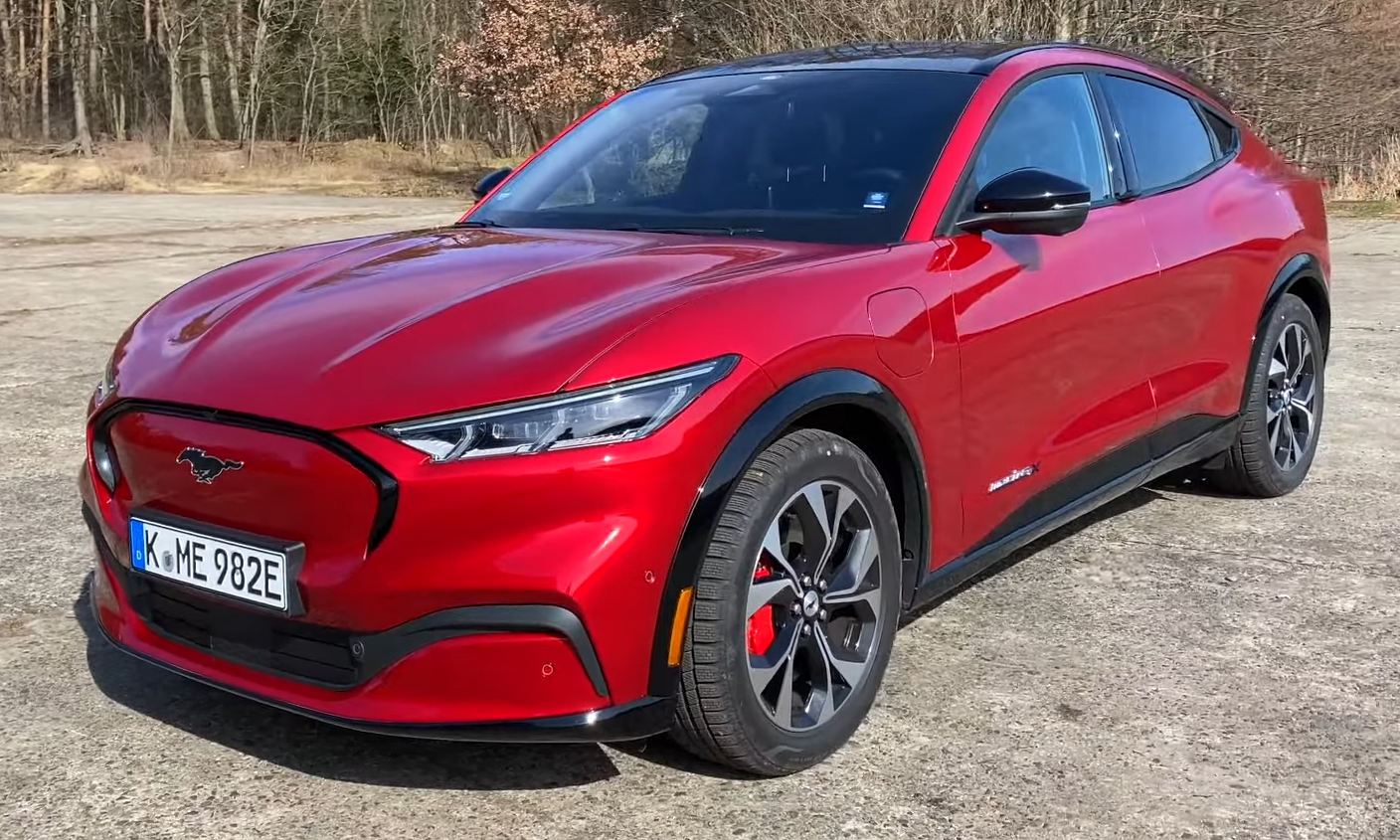
Ford Mustang Mach-E

W 1911 roku powstała pierwsza fabryka Forda w Europie. Na jej lokalizację wybrano miasto Manchester w Anglii. Początkowo produkowano w niej Forda Model T. W późniejszych latach były to konstrukcje brytyjskie, jak Ford Prefect, Anglia, Popular, Cortina, czy Consul.
W 1925 roku otwarto nowe zakłady w Niemczech. Przed wojną produkowano tam takie modele jak Köln, Rheinland, czy Eifel. W 1931 roku powstała fabryka w Kolonii. W 1939 roku Niemcy zmienili nazwę zakładów na Ford-Werke. W latach 1941–1945 w tych fabrykach, pracujących na potrzeby wojny, zatrudniani byli pracownicy przymusowi. Po wojnie, w 1952 roku, pojawił się Ford Taunus.
Ford posiadał również zakład produkcyjny we Francji, zwany Ford S.A.F., gdzie powstawały modele Comète, Vedette i Versailles. Fabryka została sprzedana w połowie lat pięćdziesiątych przedsiębiorstwu Simca, które kontynuowała produkcję modelu Versailles, pod nazwą Simca Vedette.
W latach sześćdziesiątych nastąpiło zacieśnienie współpracy pomiędzy obydwiema filiami, niemiecką i brytyjską. Zaczęto produkować te same modele, czasem różniące się stosowanymi silnikami, jak Capri. Z czasem zakłady brytyjskie zaczęły tracić na znaczeniu, tak, że dzisiaj europejskie biura konstrukcyjne znajdują się w Niemczech.
W latach osiemdziesiątych postawiono na nadwozia typu hatchback. W takich wersjach nadwoziowych debiutowały Ford Escort, Sierra i Scorpio. Kłopoty jakościowe, jakie miał głównie model Sierra i niską popularność Escorta IV generacji przełamał na dobre dopiero model Focus.

### Obecnie produkowane

#### SUV-y i crossovery
- Puma
- Kuga

#### Samochody terenowe
- Bronco

#### Samochody elektryczne
- Puma Gen-E
- Explorer EV
- Capri EV
- Mustang Mach-E
- E-Transit Courier
- E-Tourneo Courier
- E-Transit Custom
- E-Tourneo Custom
- E-Transit

#### Kombivany i vany
- Tourneo Courier
- Tourneo Connect
- Tourneo Custom

#### Pickupy
- Ranger

#### Samochody sportowe
- Mustang

#### Samochody dostawcze
- Transit Courier
- Transit Connect
- Transit Custom
- Transit

### Historyczne
- Model T (1913–1927)
- Model A (1927–1931)
- Model B (1932–1935)
- Rheinland (1933–1936)
- Köln (1933–1936)
- Model Y (1932–1937)
- Model C Junior (1934–1937)
- Model C Ten (1935–1937)
- 7W (1937–1938)
- 7Y (1937–1939)
- Eifel (1935–1940)
- Pilot (1947–1951)
- Vedette (1948–1954)
- Vendôme (1953–1954)
- Comète (1951–1954)
- Squire (1955–1959)
- Escort 100E (1955–1959)
- Thames 300E (1955–1959)
- Prefect (1939–1961)
- Consul (1951–1962)
- Popular (1953–1962)
- Consul Classic (1961–1963)
- Consul Capri (1961–1963)
- Consul Cortina (1962–1964)
- Taunus Transit (1953–1965)
- Consul Corsair (1963–1965)
- Anglia (1939–1967)
- Anglia Super (1962–1967)
- Anglia Sportsman (1962–1967)
- Anglia Torino (1965–1967)
- GT40 (1966–1968)
- Corsair (1965–1970)
- Zephyr (1950–1972)
- Zodiac (1954–1972)
- Executive (1966–1972)
- Consul (1972–1975)
- Taunus (1939–1982)
- Cortina (1964–1983)
- Capri (1969–1986)
- RS200 (1984–1986)
- Sierra RS Cosworth (1986–1992)
- Sierra (1982–1993)
- P100 (1985–1993)
- Orion (1983–1993)
- Granada (1972–1994)
- Escort RS Cosworth (1992–1996)
- Probe (1988–1997)
- Scorpio (1985–1998)
- Escort (1968–2000)
- Explorer (1994–2000)
- Windstar (1995–2001)
- Puma (1997–2001)
- Escort Van (1968–2002)
- Courier (1991–2002)
- Cougar (1998–2002)
- Th!nk (1999–2002)
- SportKa (2002–2005)
- StreetKa (2002–2005)
- Focus C-Max (2003–2005)
- Maverick (1993–2007)
- Fusion (2002–2012)
- Tourneo (1986–2013)
- Ka (1996–2016)
- B-Max (2012–2017)
- C-Max (2005–2019)
- Grand C-Max (2010–2019)
- Ka+ (2016–2020)
- Edge (2016–2021)
- Grand Tourneo Connect (2013–2022)
- Mondeo (1992–2022)
- EcoSport (2013–2022)
- Fiesta (1976–2023)
- Galaxy (1995–2023)
- S-Max (2006–2023)
- Explorer (2019–2023)
- Focus (1998–2025)

## Ford w Chinach

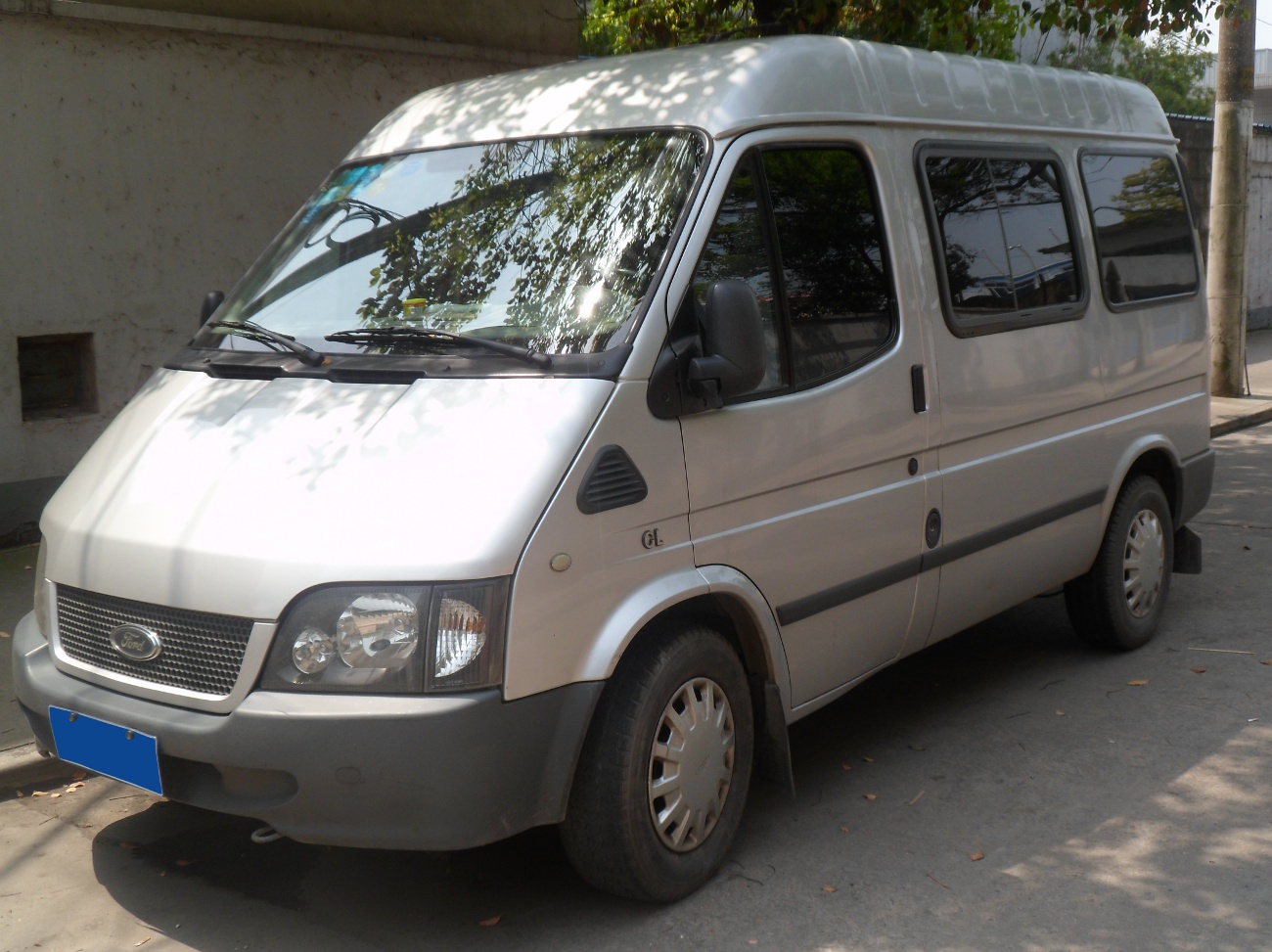
Ford Transit

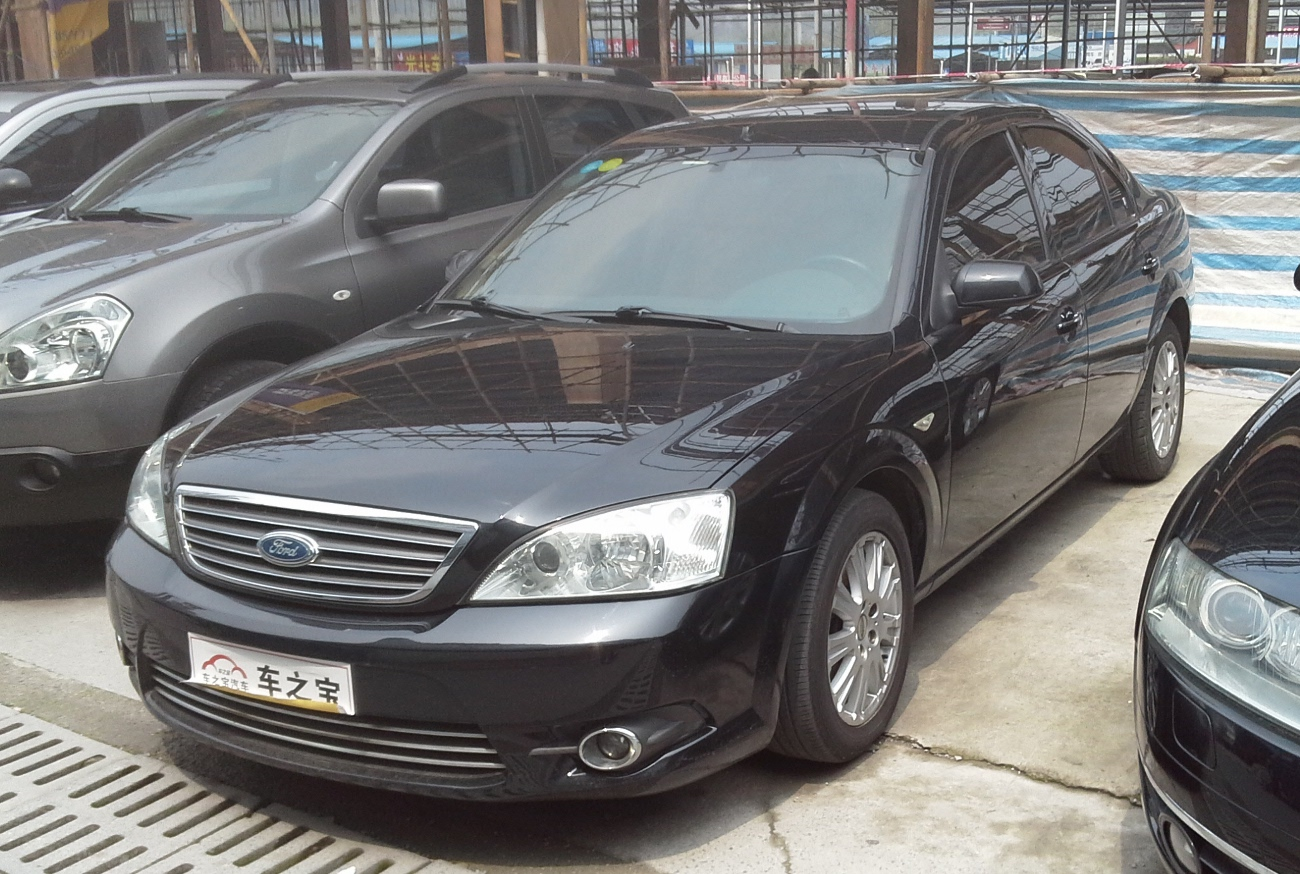
Ford Mondeo

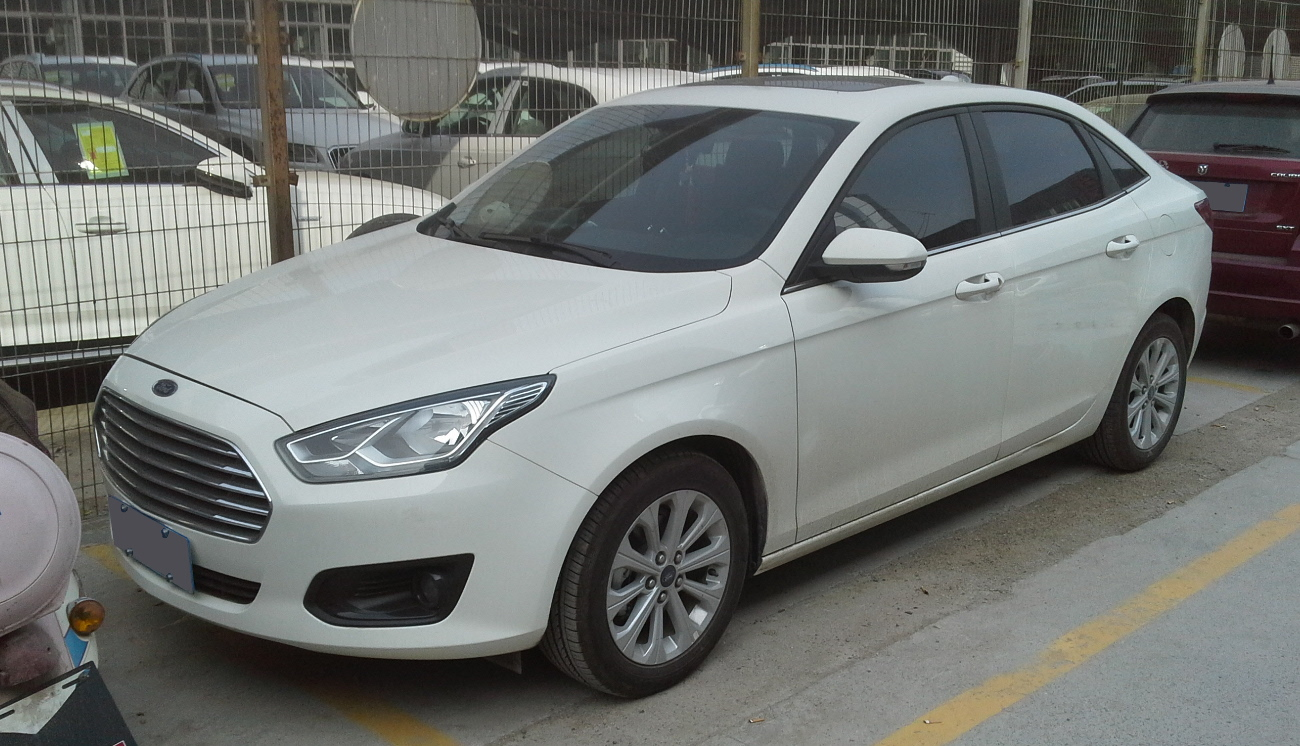
Ford Escort

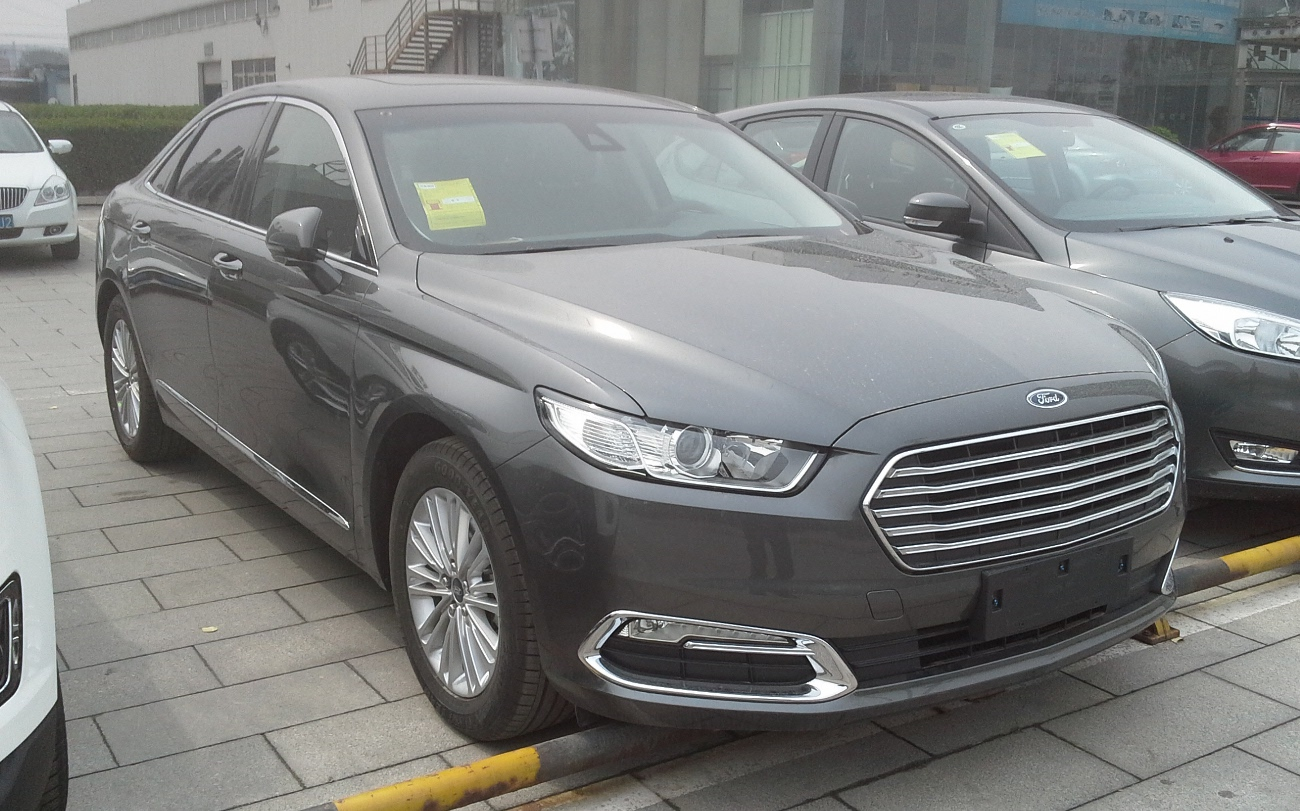
Ford Taurus

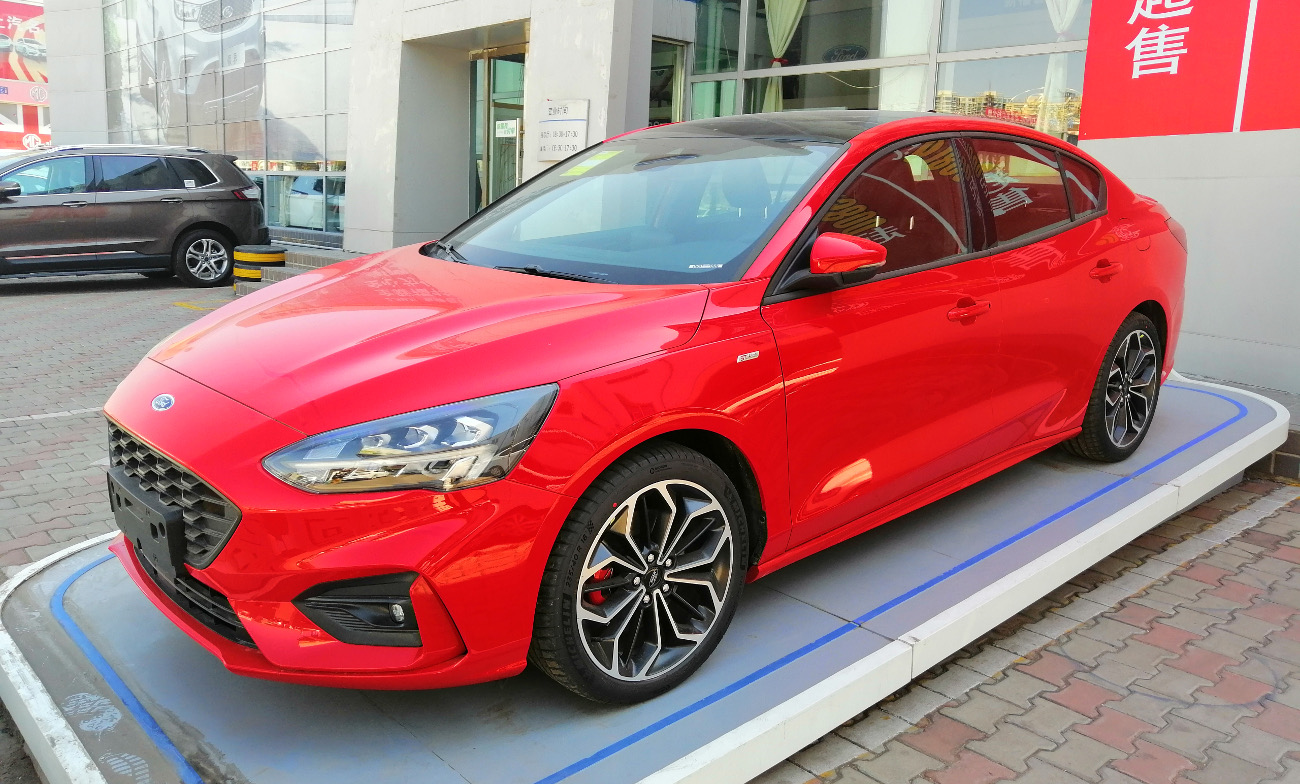
Ford Focus Sedan

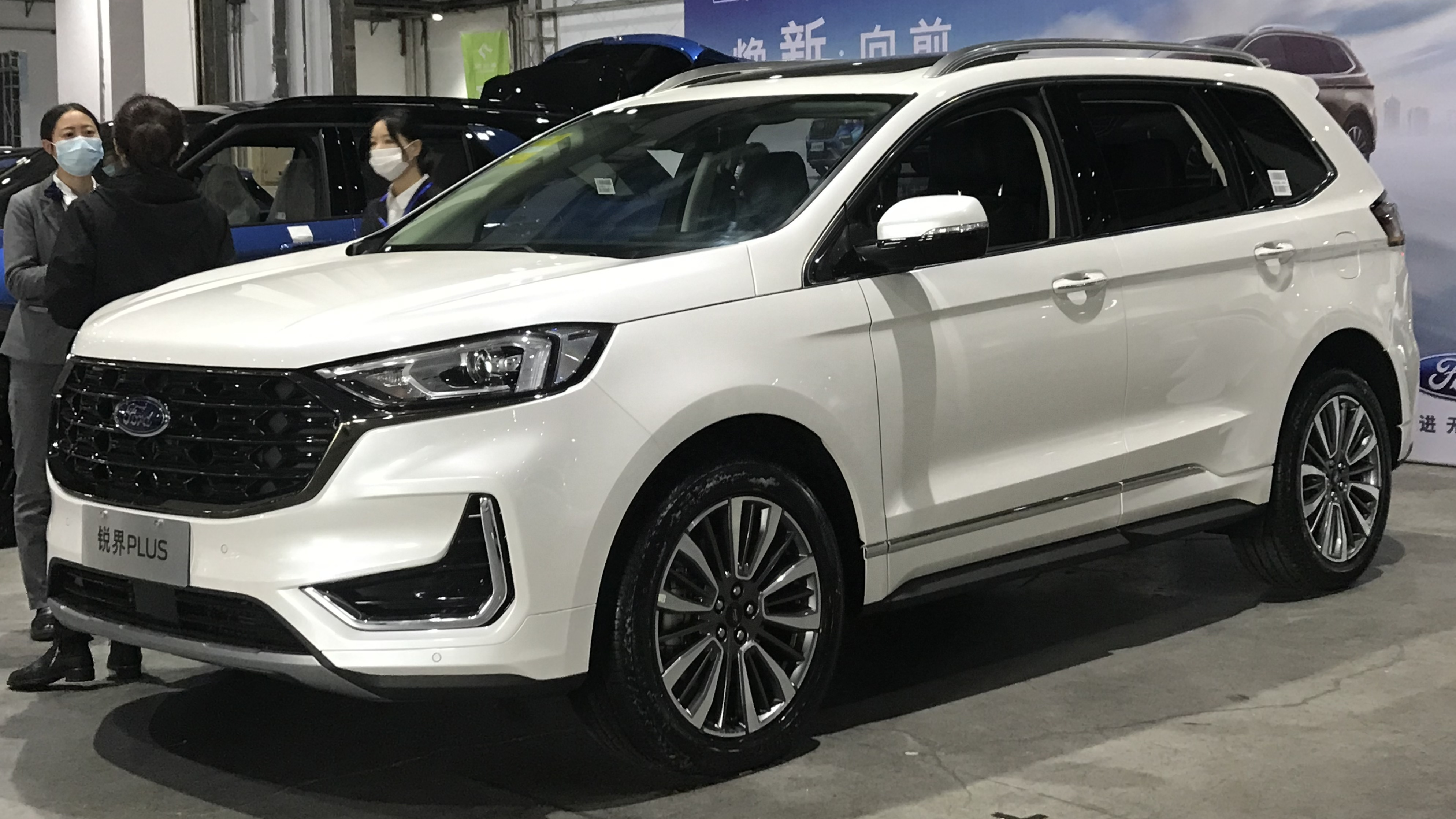
Ford Edge Plus

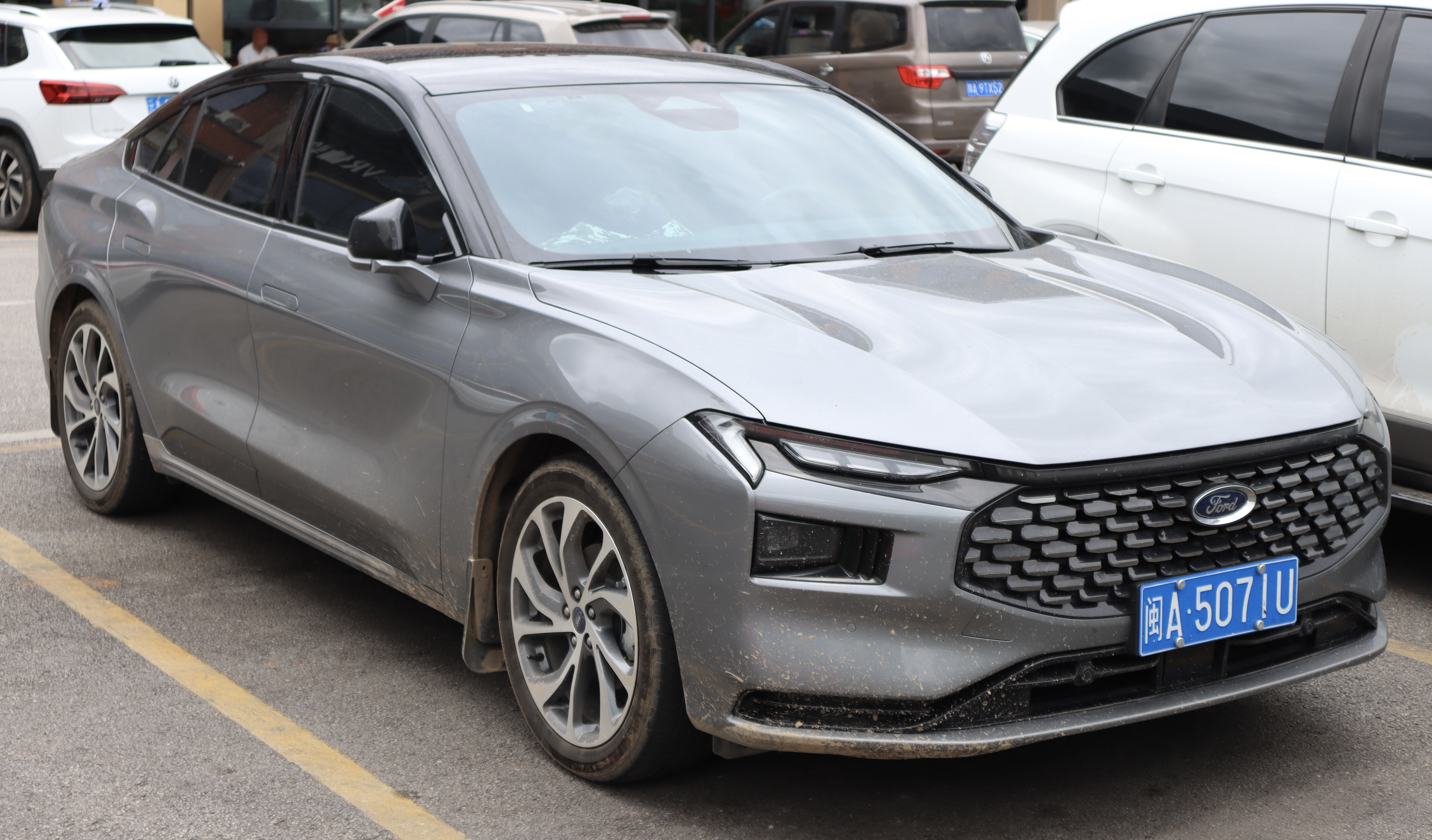
Ford Evos

W kwietniu 2001 roku Ford postanowił wkroczyć na coraz popularniejszy wśród zachodnich producentów rynek chiński, razem z Mazdą zawierając współpracę z lokalnym przedsiębiorstwem motoryzacyjnym Changan, w wyniku czego powstała spółka typu joint venture o nazwie Changan Ford Mazda. W kolejnych latach w Chinach ruszyła produkcja przeznaczonych na lokalny rynek samochodów znanych zarówno z europejskiej, jak i amerykańskiej oferty Forda. W 2012 roku spółka podzieliła się na dwie niezależne joint venture Forda oraz Mazdy. W kolejnych latach oferta była systematycznie poszerzana o konstrukcje specjalnie zmodyfikowane na potrzeby wewnętrznego rynku, a następnie opracowane z wyłącznym uwzględnieniem rynku Chin – jak modele Escort i Taurus z 2016 roku, a także Territory z 2018 roku.

### Obecnie produkowane

#### Samochody osobowe
- Mondeo
- Mondeo Sport

#### SUV-y i crossovery
- Territory
- Escape
- Equator Sport
- Everest
- Equator
- Edge L
- Explorer

#### Samochody terenowe
- Bronco

#### Samochody elektryczne
- Territory EV
- Mustang Mach-E

#### Vany
- New Tourneo

#### Pickupy
- Ranger
- F-Series

#### Samochody sportowe
- Mustang

#### Samochody dostawcze
- Transit Pro
- New Transit

### Historyczne
- Maverick (2001–2007)
- Metrostar (2002–2007)
- Ixion (2004–2007)
- S-Max (2008–2014)
- Focus Classic (2011–2014)
- Fiesta (2001–2018)
- Transit (2006–2020)
- Mondeo (2007–2021)
- Edge (2010–2021)
- Kuga (2012–2021)
- EcoSport (2016–2022)
- Taurus (2015–2022)
- Escort (2015–2023)
- Edge Plus (2015–2024)
- Evos (2021–2024)
- Focus (2005–2025)

## Ford w Australii

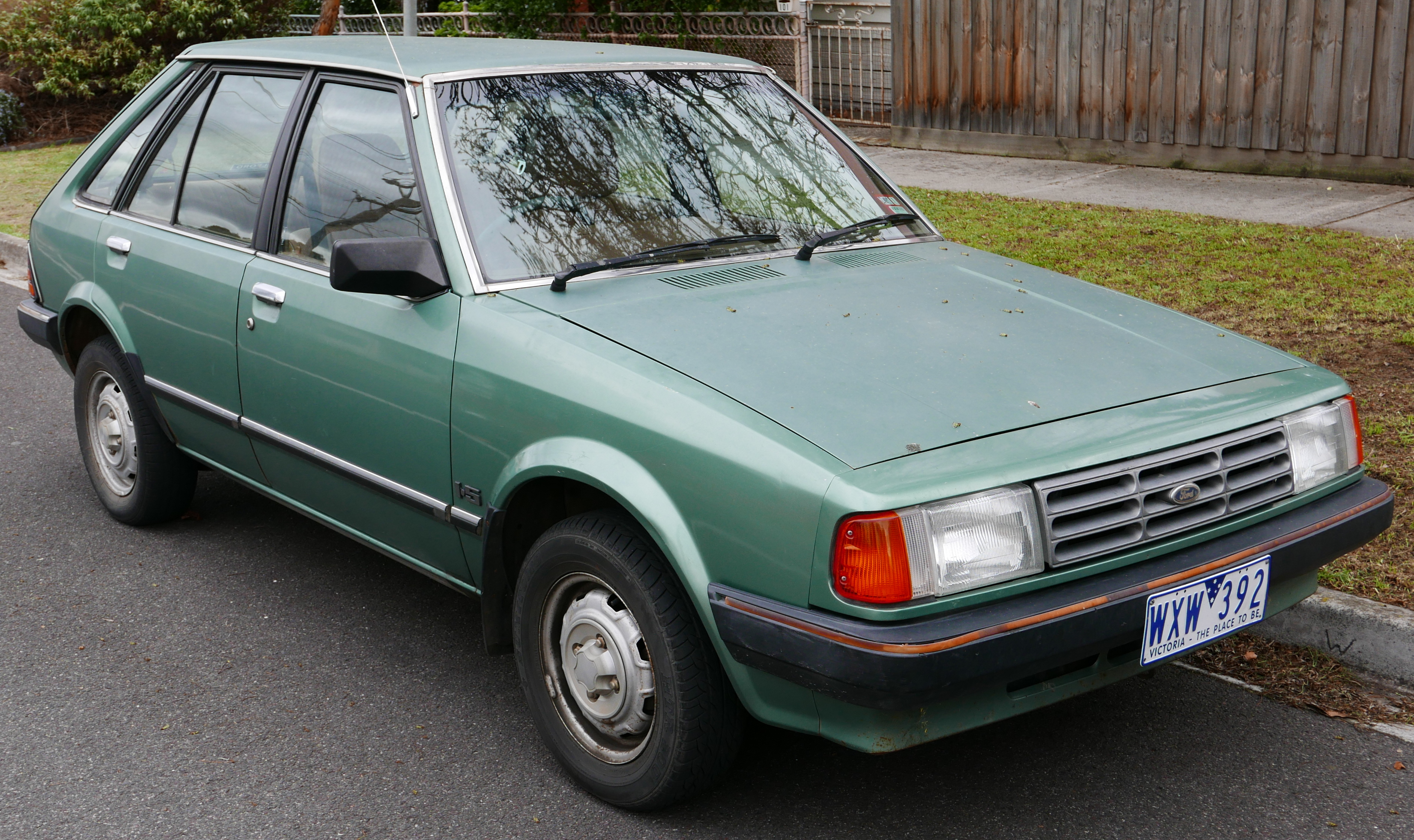
Ford Laser

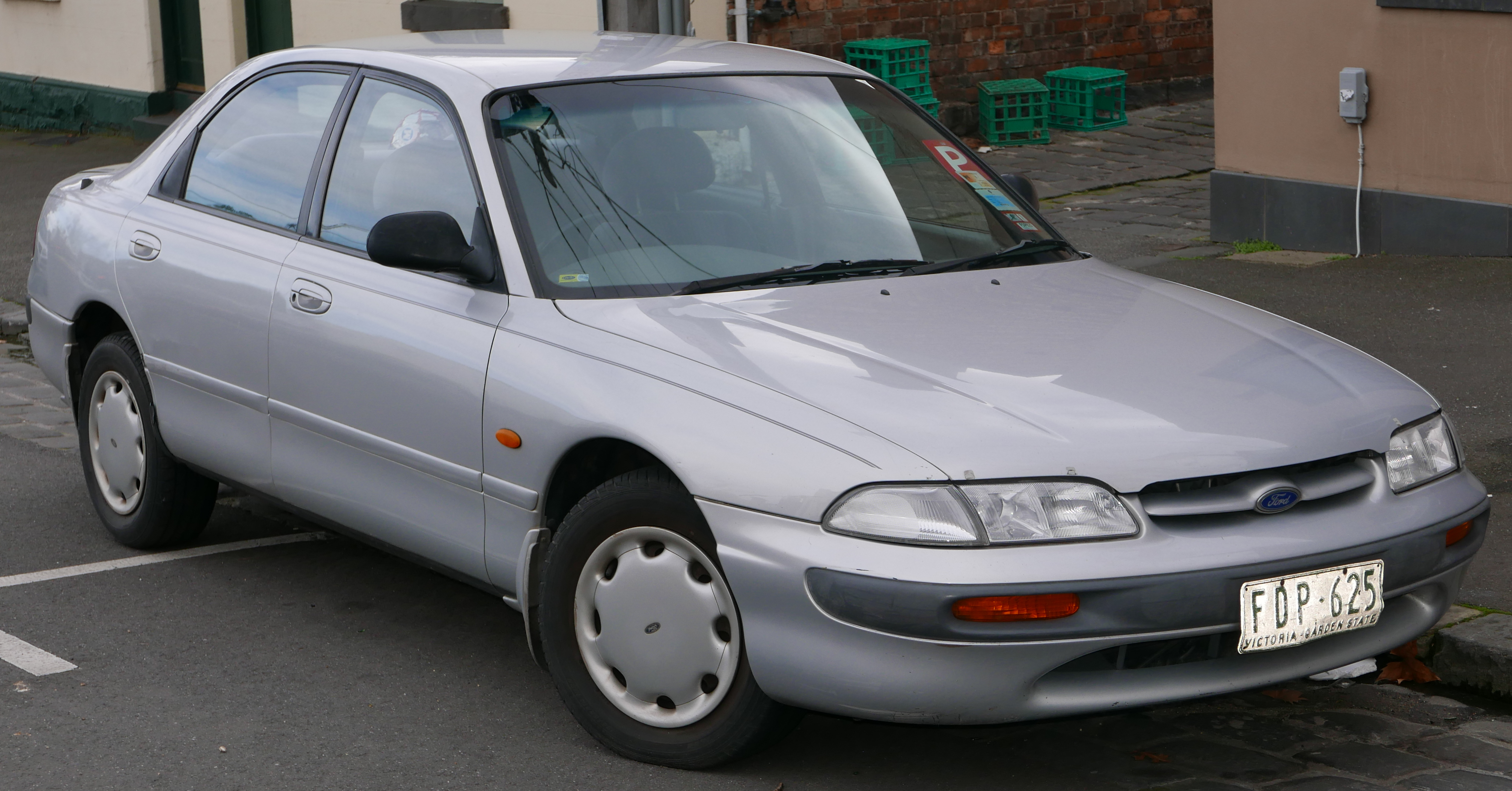
Ford Telstar

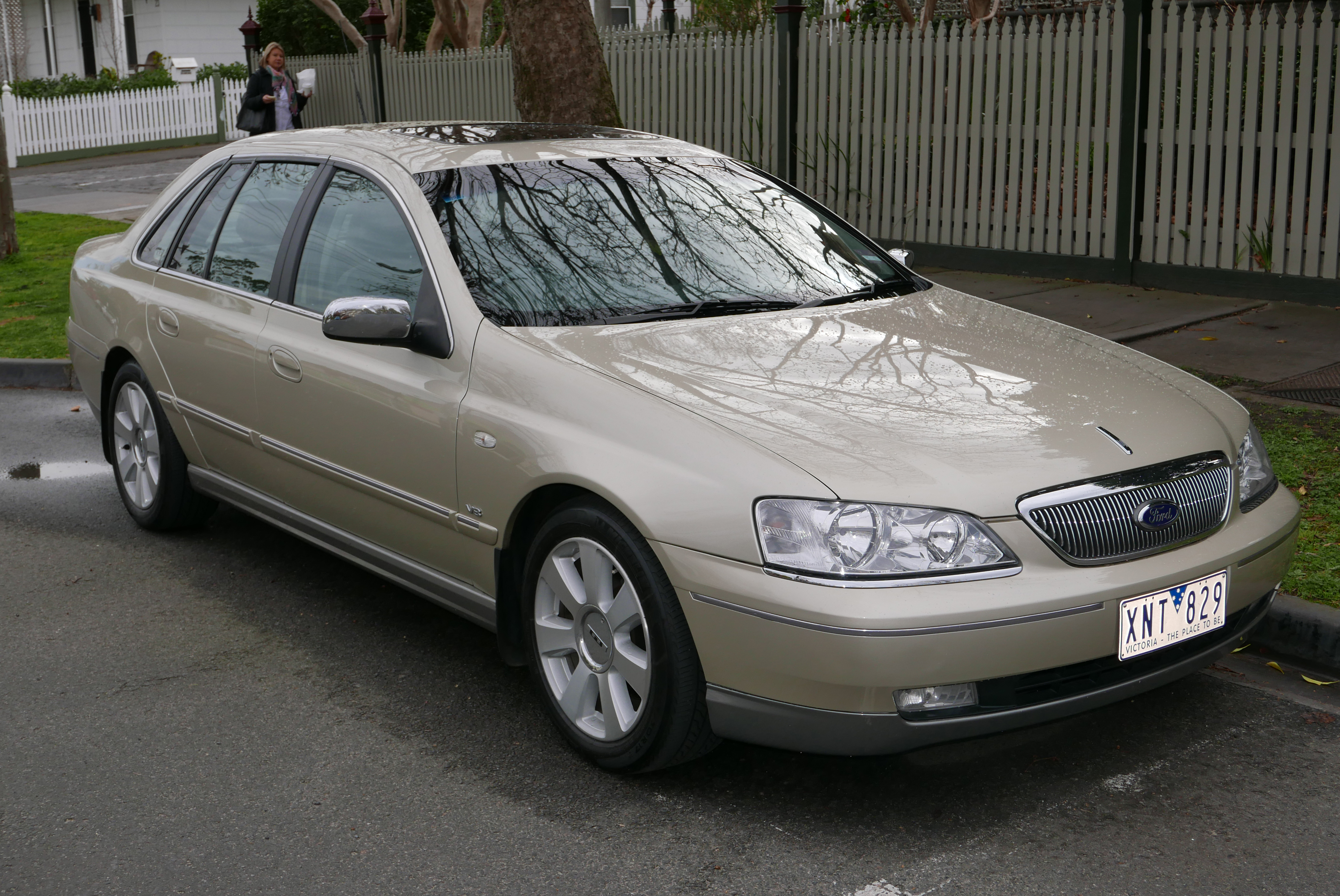
Ford LTD

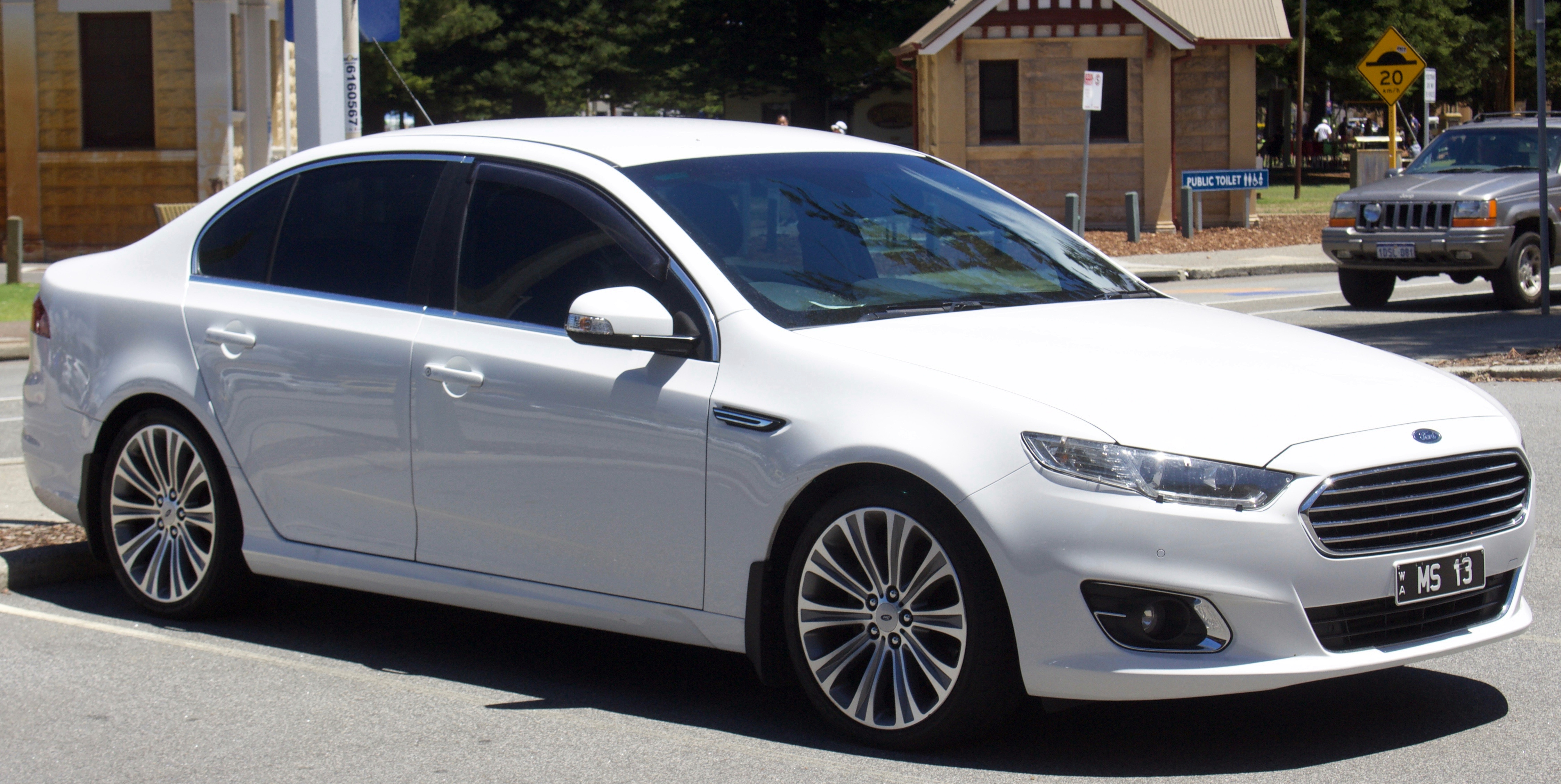
Ford Falcon

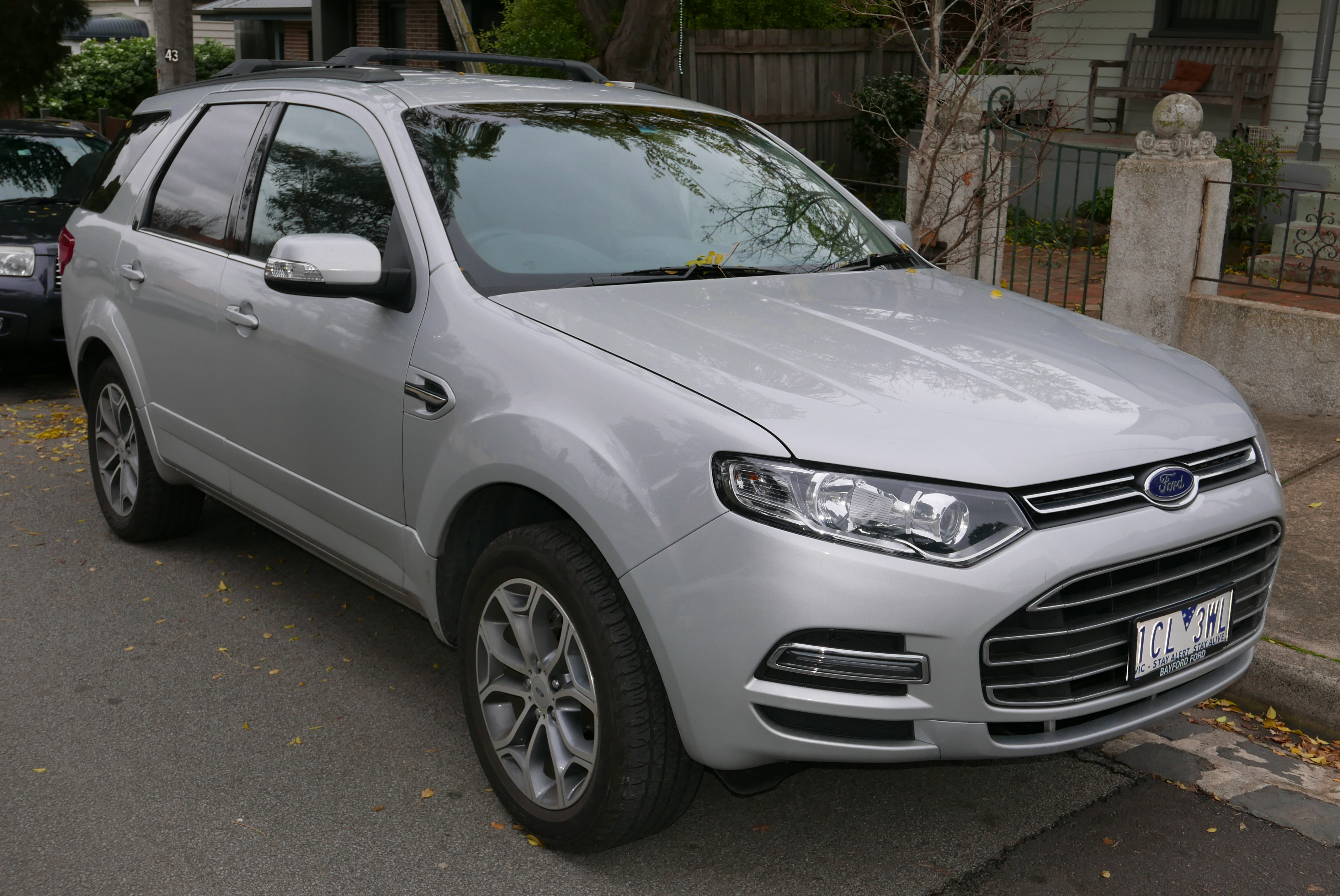
Ford Territory

Filia Forda na kontynencie australijskim powstała w 1925 roku. Produkcja obejmowała początkowo amerykańskie, a później europejskie modele Fordów. Obecnie mniejsze modele są importowane z Europy, duże terenowe z USA. Typowo australijską konstrukcją jest obecnie produkowany model Falcon (od 1972 roku niemający już nic wspólnego z amerykańskim Falconem), wyposażony obecnie w duże silniki R6 i V8. Na jego bazie powstał luksusowy Ford Fairlane, oraz pick-up Ute (od ang. utility – użytkowy).
Australijski oddział Forda, po ogłoszeniu tej decyzji jesienią 2013 roku, został trwale zamknięty wraz z likwidacją ostatniej farbyki producenta pod Melbourne w 2017 roku. Od tego czasu wszystkie modele Forda są importowane spoza Australii.

### Obecnie produkowane

#### SUV-y i crossovery
- Puma
- Everest

#### Pickupy
- Ranger

#### Samochody sportowe
- Mustang

#### Samochody dostawcze
- Transit Custom
- Transit

### Historyczne
- Model T (1908–1927)
- Pilot (1947–1951)
- Crestline (1952–1954)
- Customline (1952–1956)
- Mainline (1952–1956)
- Parklane (1955–1956)
- Prefect (1939–1961)
- Galaxie (1959–1961)
- Consul (1951–1962)
- Popular (1953–1962)
- Anglia (1939–1967)
- Zephyr (1950–1972)
- Zodiac (1954–1972)
- Executive (1954–1972)
- Capri (1968–1973)
- Landau (1973–1976)
- Escort (1967–1980)
- Transit (1966–1982)
- Cortina (1962–1983)
- Bronco (1979–1986)
- Corsair (1989–1992)
- Sierra (1982–1993)
- Meteor (1981–1994)
- Telstar (1983–1994)
- Maverick (1988–1994)
- Capri (1989–1994)
- Raider (1991–1997)
- Spectron (1984–1998)
- Laser (1980–2003)
- Econovan (1977–2005)
- Econovan Maxi (1984–2005)
- Fairlane (1967–2007)
- LTD (1973–2007)
- Courier (1985–2007)
- Fairmont (1965–2008)
- Falcon (1960–2016)
- Falcon Ute (1960–2016)
- Territory (2004–2016)
- Fiesta (2004–2018)
- Mondeo (1994–2020)
- EcoSport (2013–2020)
- Endura (2017–2020)
- Focus (1998–2022)
- Fiesta (2004–2022)
- Escape (2001–2023)

## Ford w Południowej Afryce

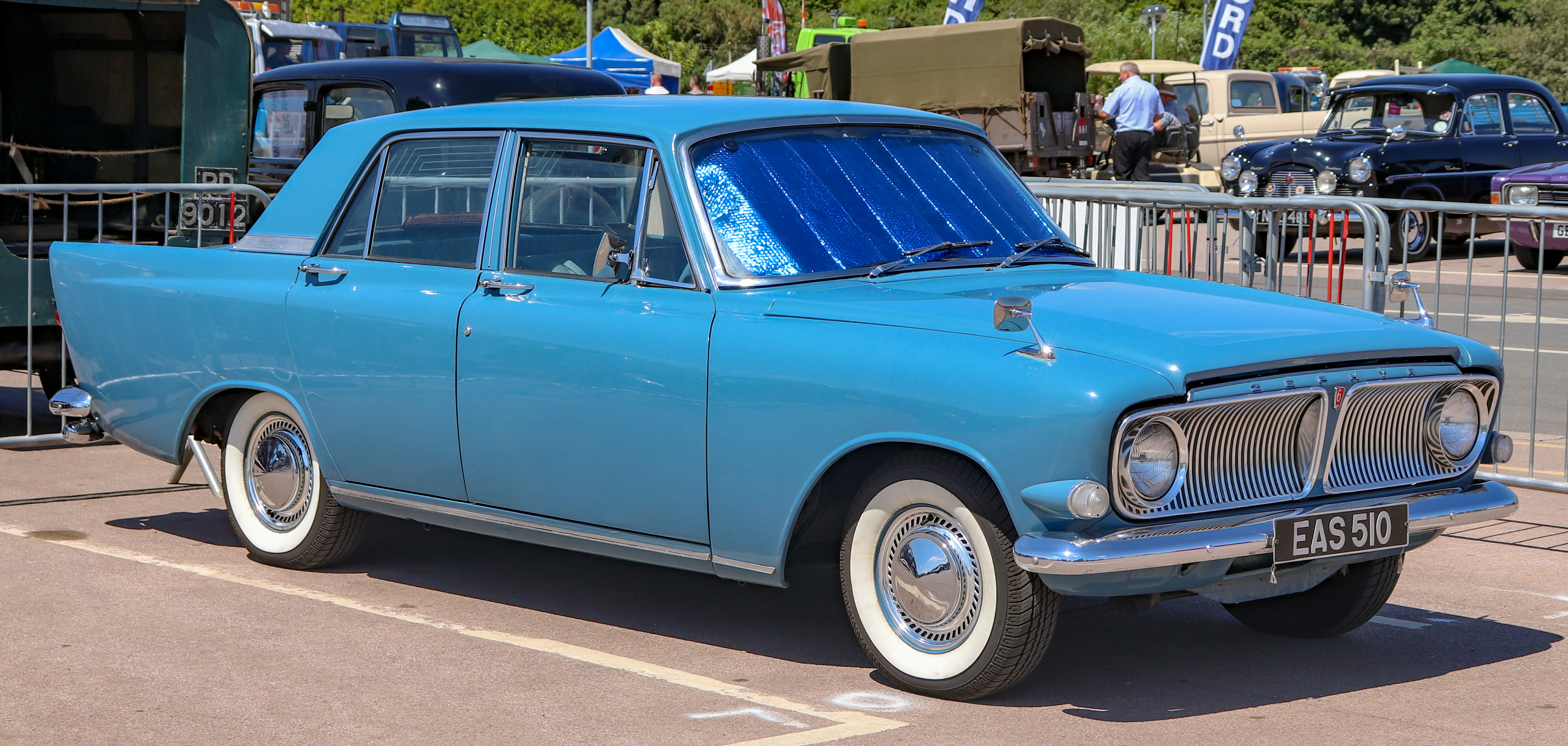
Ford Zephyr

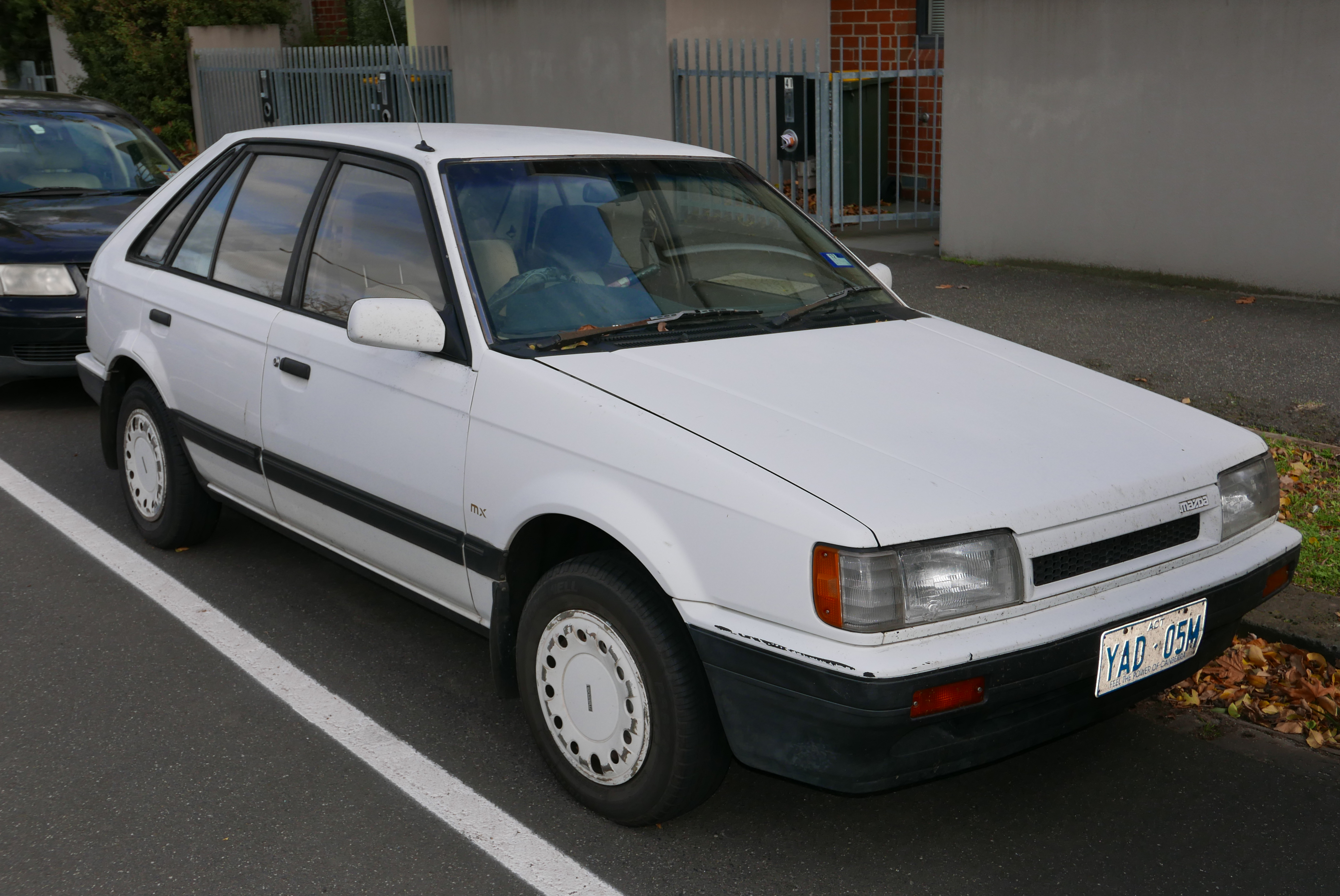
Ford Tonic

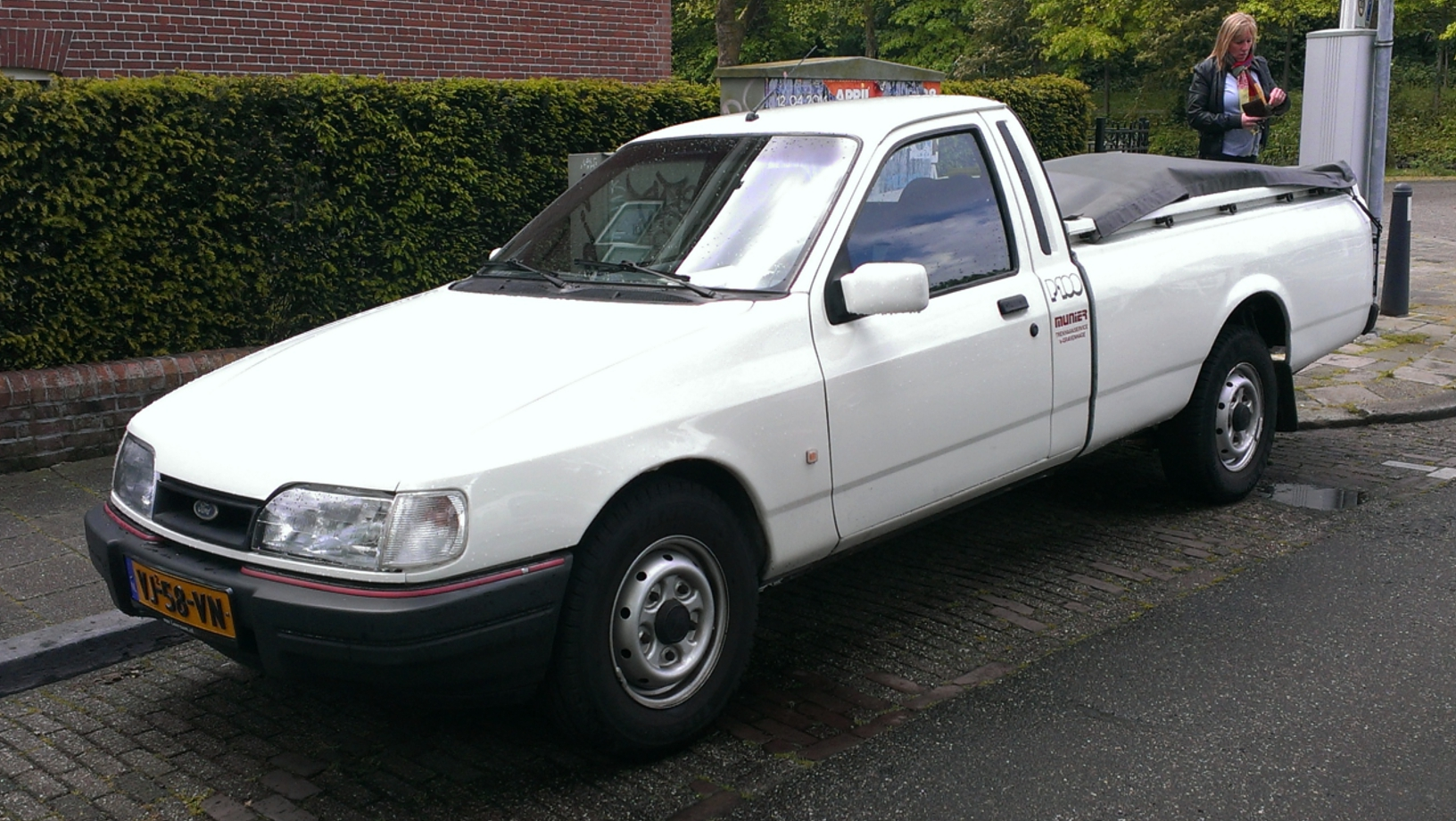
Ford P100

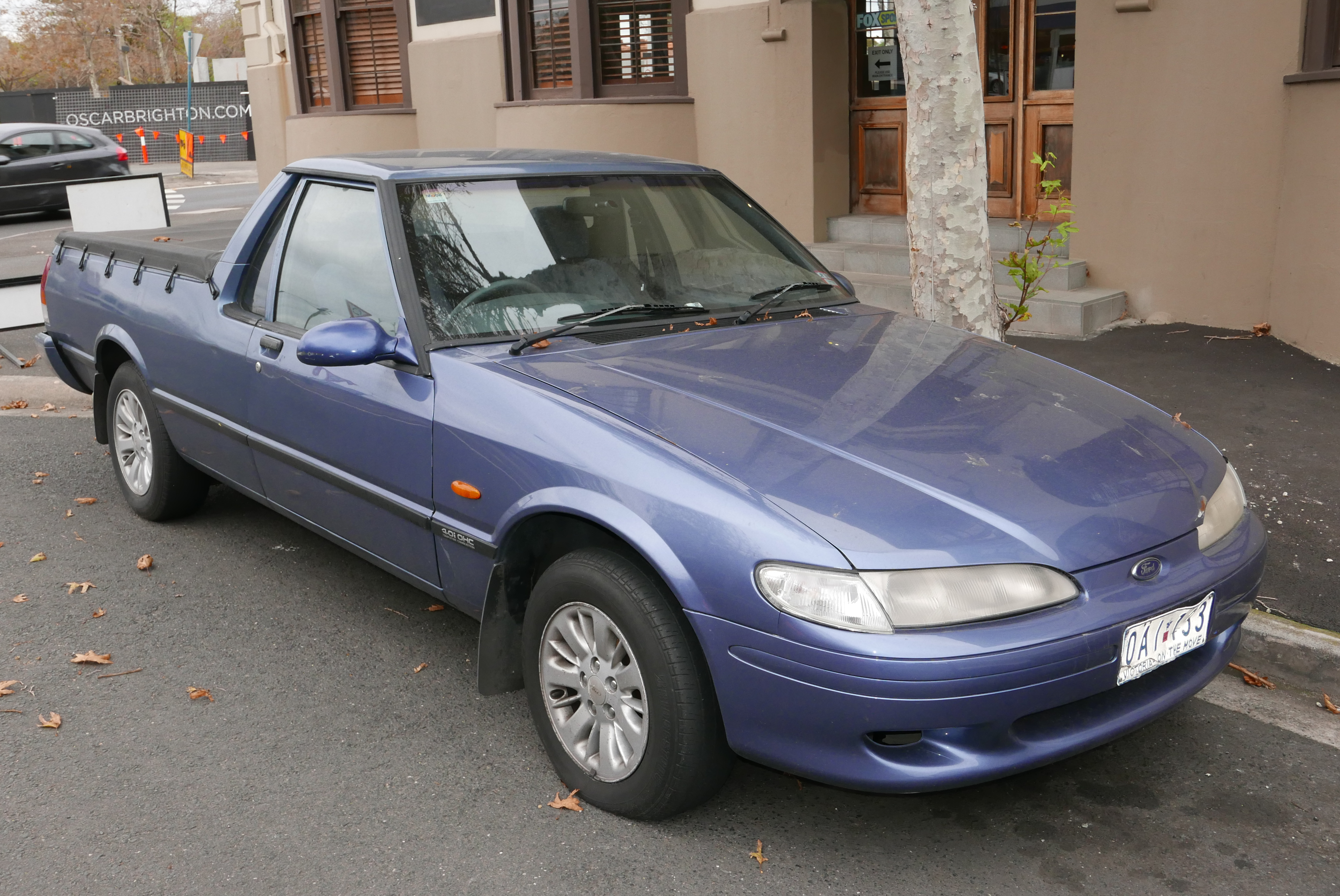
Ford Ranchero

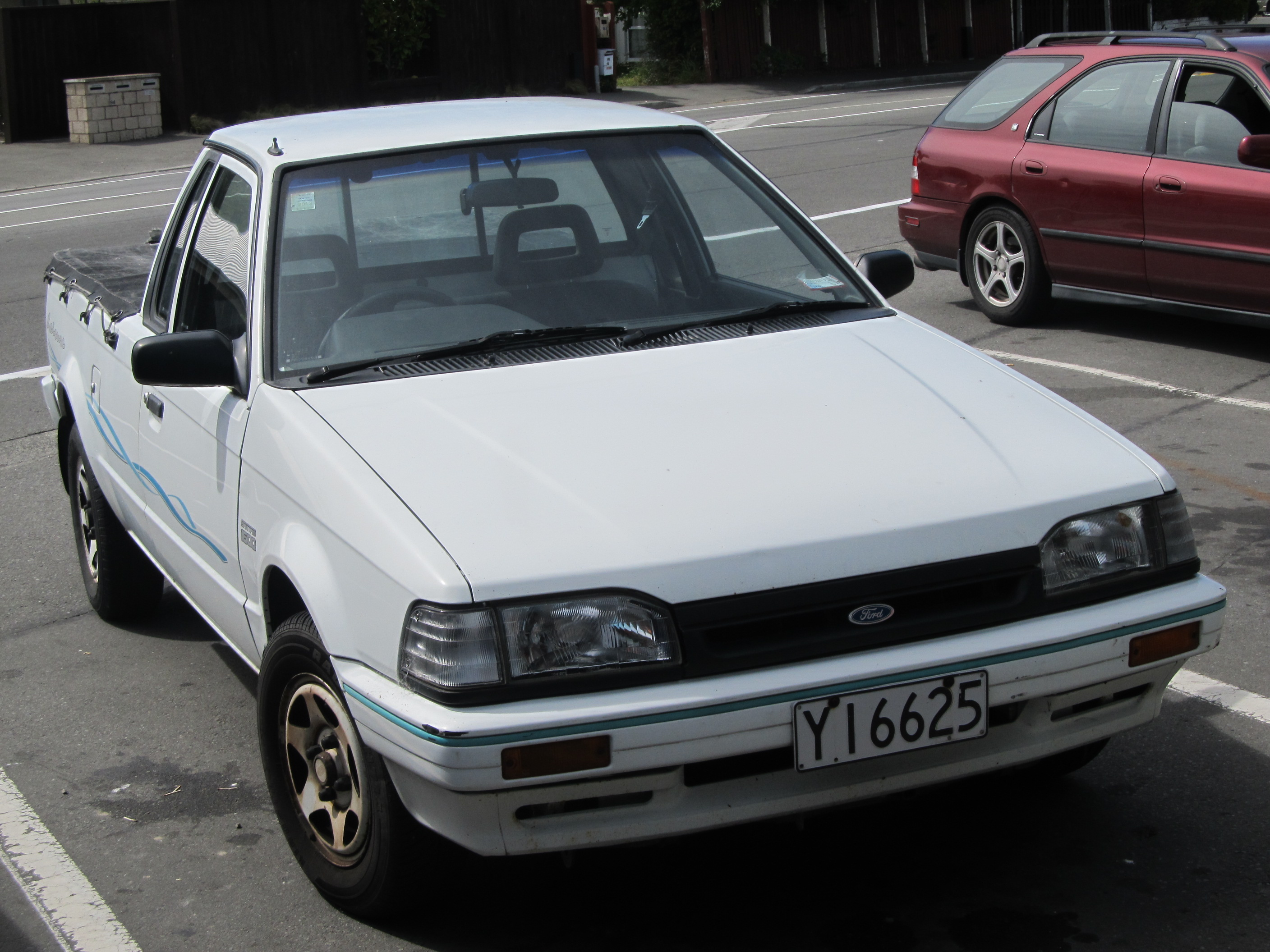
Ford Bantam

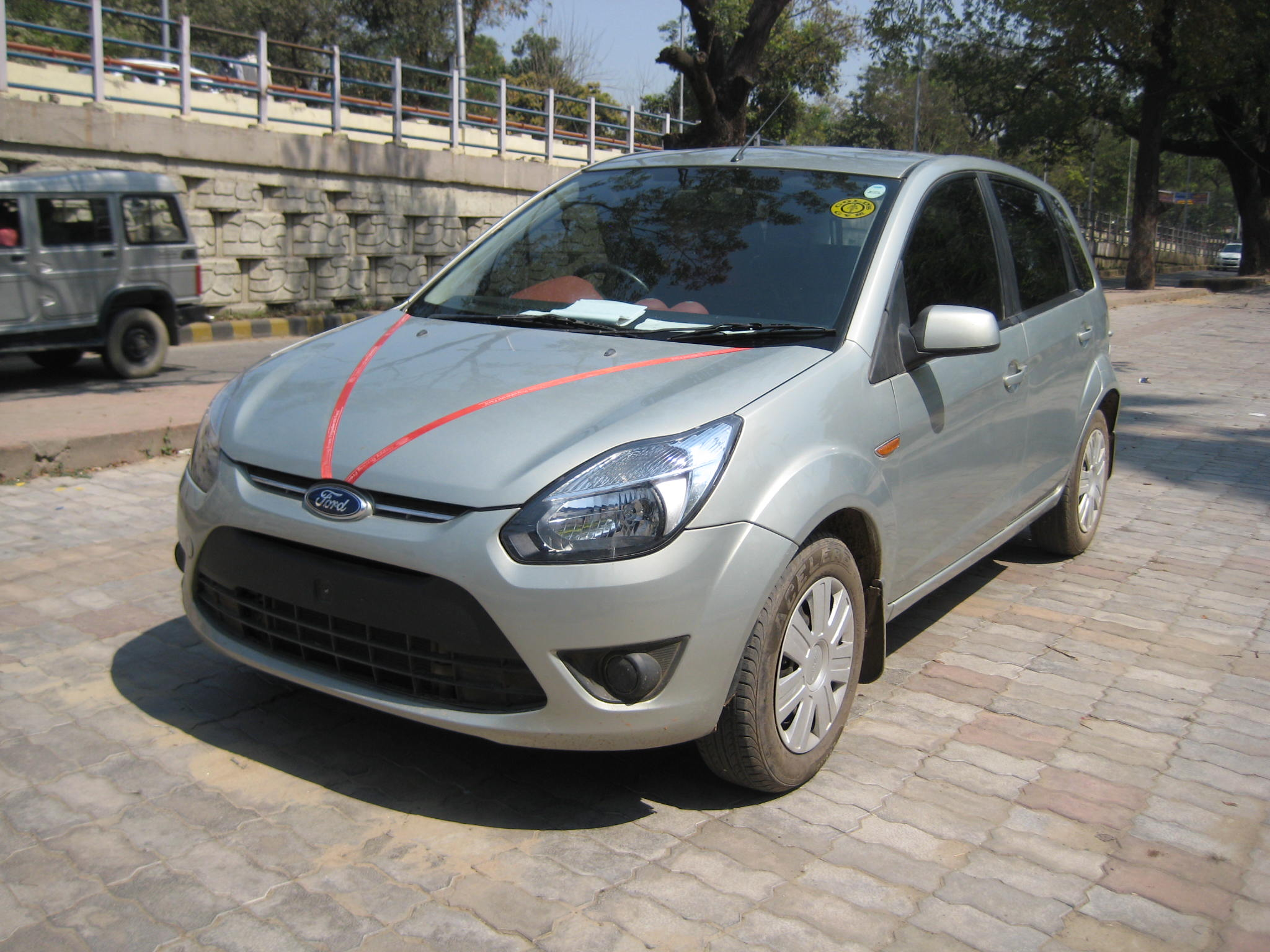
Ford Ikon

Ford rozpoczął swoją działalność w Południowej Afryce w pierwszych latach XX wieku, rozpoczynając eksport Modelu A z amerykańskich zakładów koncernu. W kolejnych latach sieć dealerska była sukcesywnie poszerzana, a przełomowym momentem okazało się otwarcie pierwszej fabryki Forda w Port Elizabeth w 1924 roku. Przez kolejne 60 lat zajmowała się ona wytwarzaniem różnych modeli w ramach lokanego oddziału Ford South Africa. Zmieniło się to w 1985 roku, kiedy to lokalne przedsiębiorstwo Sigma połączyło się z południowoafrykańskim oddziałem Forda tworząc spółkę South African Motor Corporation, w skrócie Samcor. W kolejnych latach zajmowała się ona lokalną produkcją modeli Forda, a także Mazdy i Mitsubishi.
Południowoafrykańska oferta Forda była uzupełniana także przez modele zapożyczane lub importowane z australijskiego portfolio, jak m.in. pickup Ranchero będący lokalną wersją modelu Falcon Ute, a także osobowy model Falcon. W 1998 roku spółka Samcor została zlikwidowana i w całości przejęta przez Forda. Od tego czasu, oferta producenta stanowi mieszankę modeli z rynku europejskiego, australijskiego i indyjskiego.

### Obecnie produkowane

#### SUV-y
- Everest

#### Kombivany i vany
- Tourneo Custom

#### Pickupy
- Ranger

#### Samochody sportowe
- Mustang

#### Samochody dostawcze
- Transit Custom
- Transit

### Historyczne
- Model A (1903–1924)
- Model T (1913–1927)
- Model A (1927–1931)
- Model C (1934–1937)
- Model 48 (1935–1937)
- Model 81 (1937–1938)
- Model 91 (1938–1940)
- De Luxe (1937–1940)
- Super Deluxe (1941–1948)
- Crestline (1952–1954)
- Customline (1952–1956)
- Mainline (1952–1956)
- Zephyr (1950–1972)
- Galaxie (1958–1974)
- Fairlane (1955–1977)
- Anglia (1966 – 1977)
- Thunderbird (1954–1980)
- F-Series (1947–1981)
- Cortina (1962–1983)
- Taunus (1939–1982)
- Cortina (1962–1983)
- Capri (1969–1986)
- Husky (1985–1991)
- P100 (1971–1985)
- Sierra (1982–1993)
- Orion (1983–1993)
- Sapphire (1990–1993)
- Granada (1972–1994)
- Telstar (1992–1997)
- Courier (1985–1998)
- Laser (1986–1998)
- Meteor (1986–1998)
- Ranchero (1972–1999)
- Explorer (1994–2000)
- Tonic (1986–2003)
- Mondeo (1994–2005)
- Falcon (1960–2009)
- Territory (2004–2009)
- Bantam (1983–2011)
- Ikon (1999–2015)
- B-Max (2012–2017)
- Focus (1998–2018)
- Kuga (2008–2019)
- Figo (2010–2021)
- Fiesta (1997–2022)
- EcoSport (2012–2023)

## Ford w Ameryce Południowej

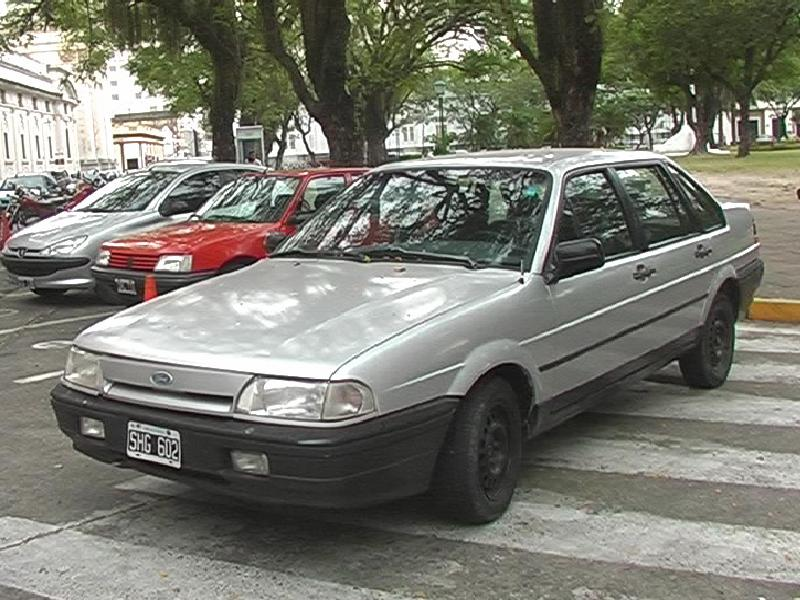
Ford Versailles

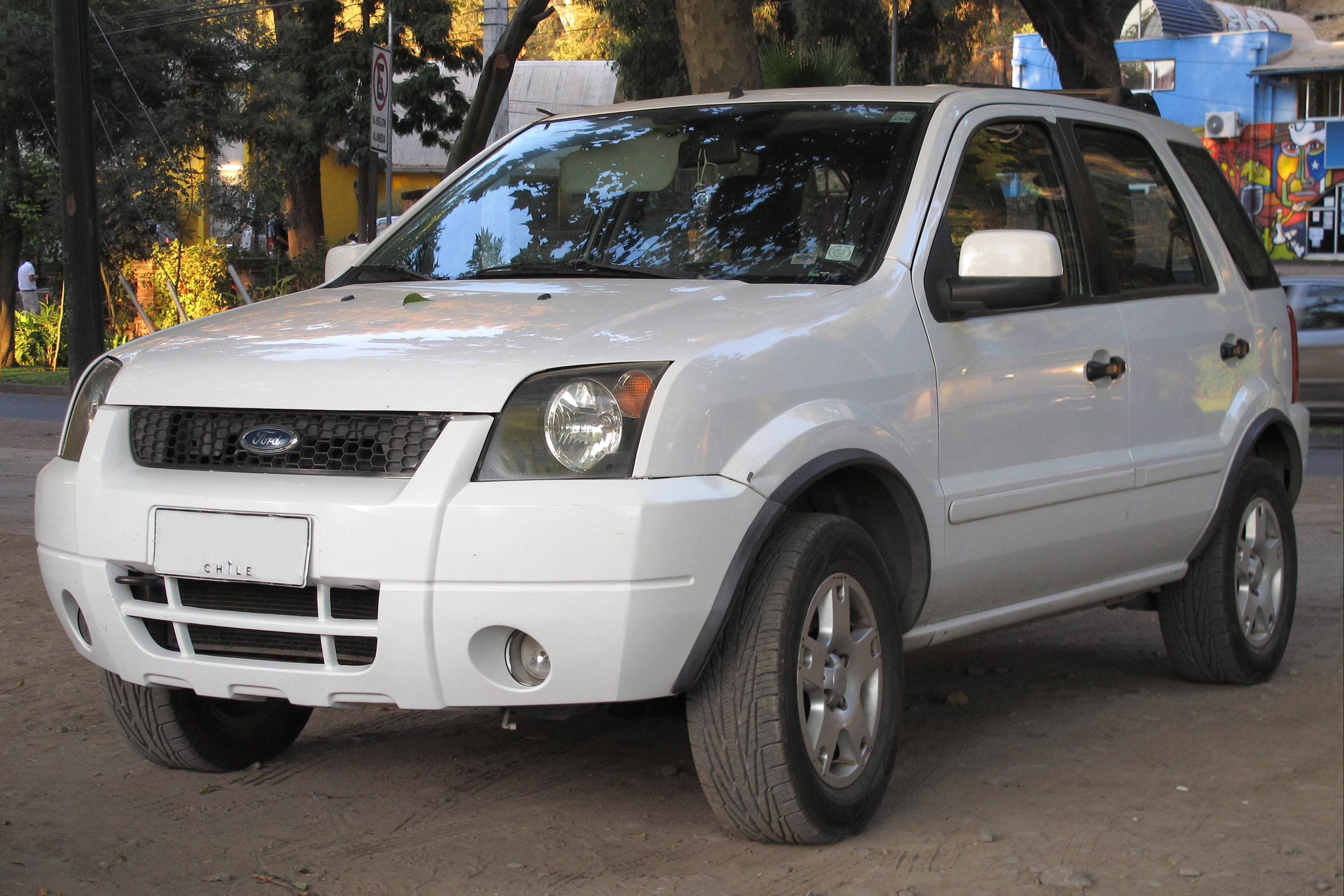
Ford EcoSport

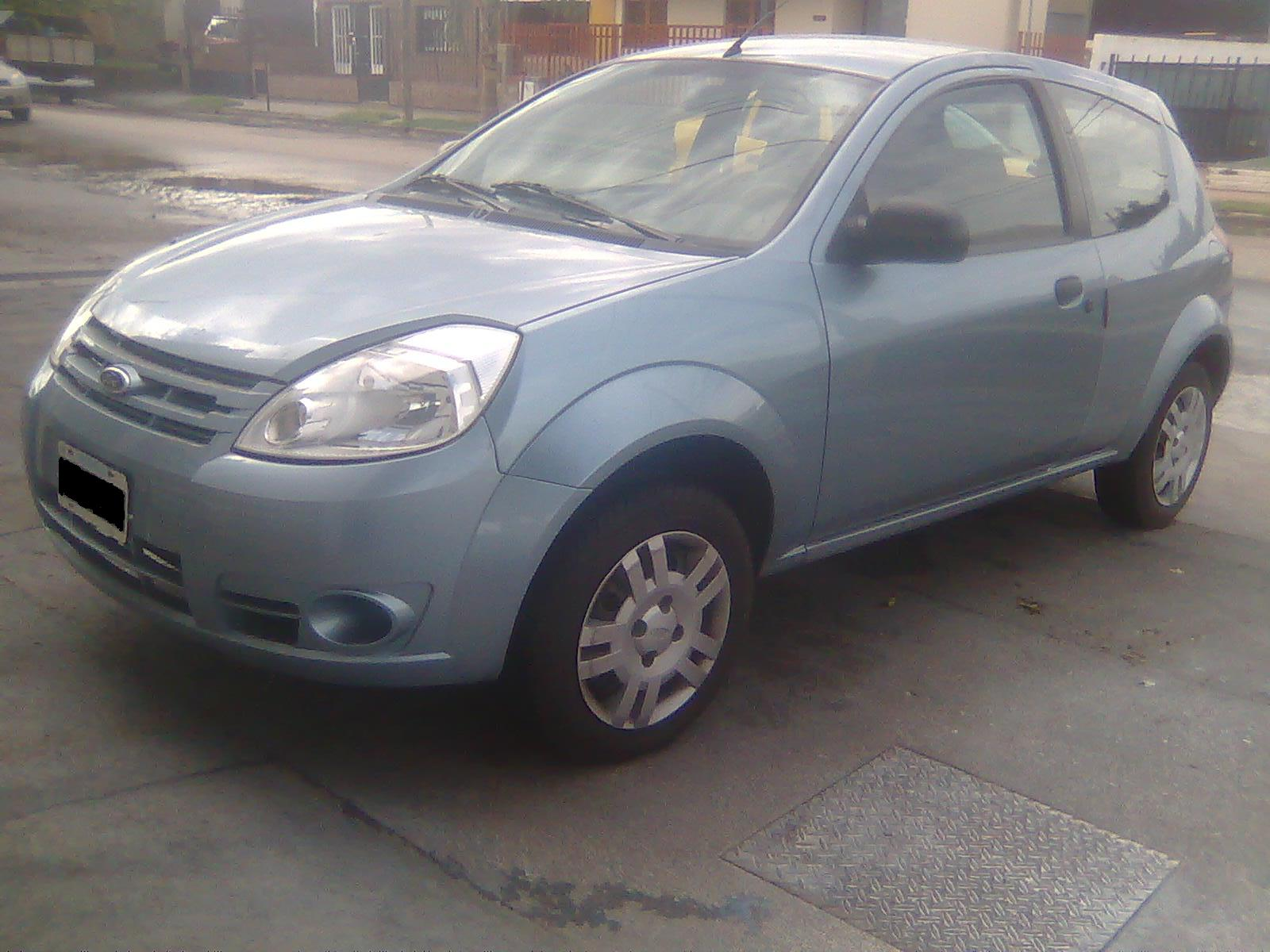
Ford Ka

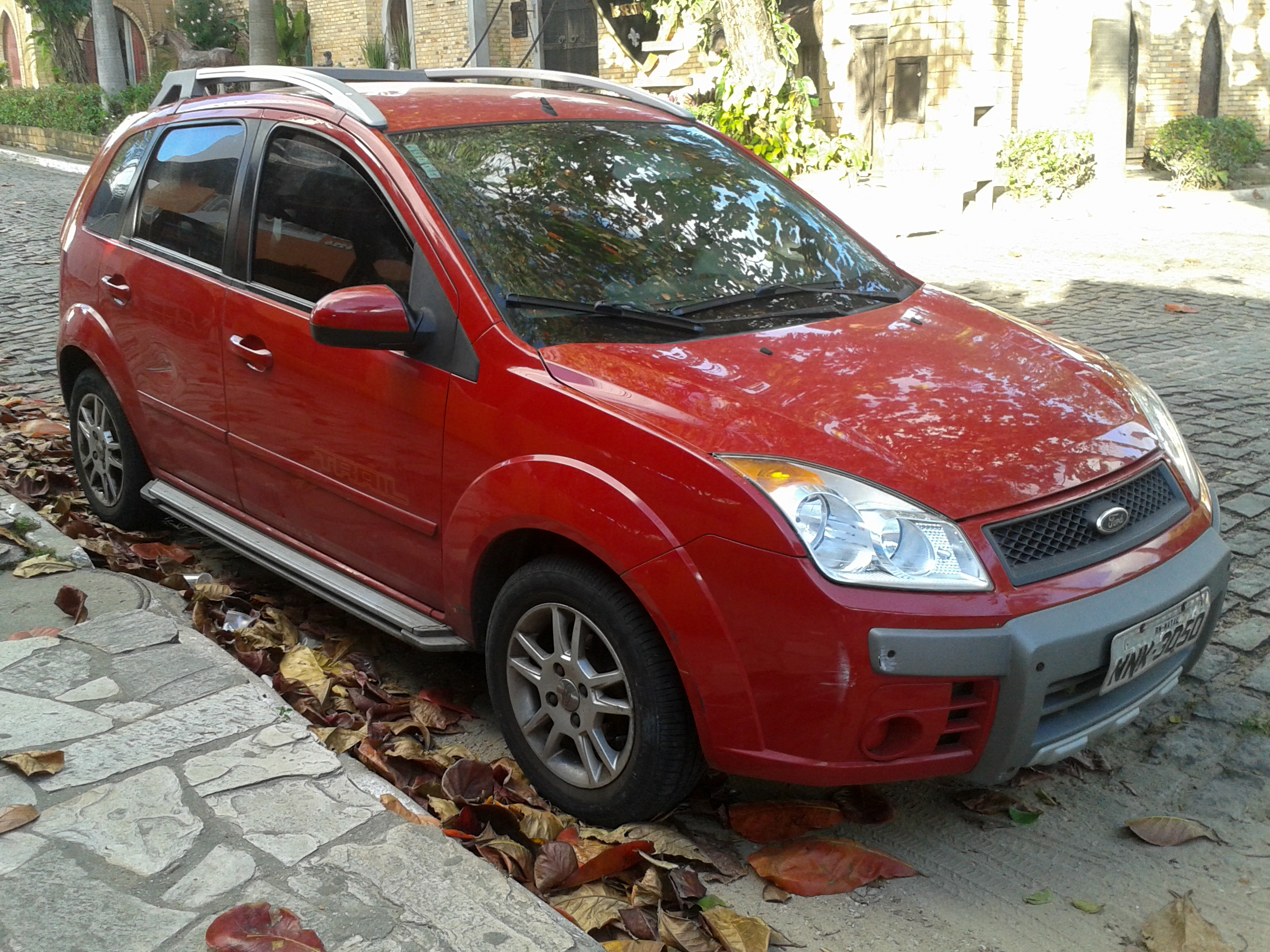
Ford Fiesta

W Ameryce Południowej fabryki Forda znajdują się w Argentynie i Brazylii. W roku 1986 powstała spółka Autolatina (Ford 49%, Volkswagen 51%), rozwiązana w 1995 roku. W przypadku Argentyny, w 1916 roku Ford rozpoczął montaż modelu T. Jednym z najdłużej produkowanych w Argentynie modeli był jednak amerykański Ford Falcon produkowany tu od 1962 do 1992 roku. Wraz z zakończeniem produkcji Escorta, fabryka podjęła produkcję modelu Focus. Z kolei w przypadku Brazylii, w 1919 roku rozpoczęto montaż modelu T, później również modelu A. W latach 1930–1968 produkowano tylko samochody ciężarowe. W styczniu 2021 roku fabryka Forda w Brazylii została zamknięta po 100 latach operacji w tym kraju, redukując w obszernym zakresie gamę modelową i przechodząc wyłącznie do importu modeli w ofercie.

### Obecnie produkowane

#### SUV-y i crossovery
- Bronco Sport
- Territory

#### Pickupy
- Ranger

#### Samochody sportowe
- Mustang

### Historyczne
- Model T (1909–1928)
- Model A (1927–1932)
- Maverick (1973–1979)
- LTD (1967–1981)
- Fairlane (1969–1981)
- Cougar (1980–1982)
- Galaxie (1967–1983)
- Landau (1971–1983)
- Taunus (1974–1983)
- Laser (1981–1983)
- Corcel (1968–1986)
- Belina (1970–1986)
- Conquistador (1984–1989)
- Falcon (1962–1991)
- Ranchero (1962–1991)
- Del Rey (1981–1991)
- F1000 (1972–1992)
- Sierra (1984–1993)
- Taurus (1986–1995)
- Verona (1989–1996)
- Royale (1991–1995)
- Versailles (1991–1996)
- Galaxy (1992–1996)
- F-Series (1957–1997)
- Pampa (1982–1997)
- Orion (1994–1997)
- Grand Marquis (1998–2002)
- Escort (1983–2003)
- Mondeo (1994–2005)
- Courier (1998–2013)
- Transit (2009–2013)
- Fiesta (1996–2019)
- F-Series Super Duty (1998–2019)
- Focus (1999–2019)
- Fiesta (2002–2019)
- Fusion (2012–2020)
- Ka (1997–2021)
- EcoSport (2003–2021)
- Edge (2015–2021)

## Ford w Azji

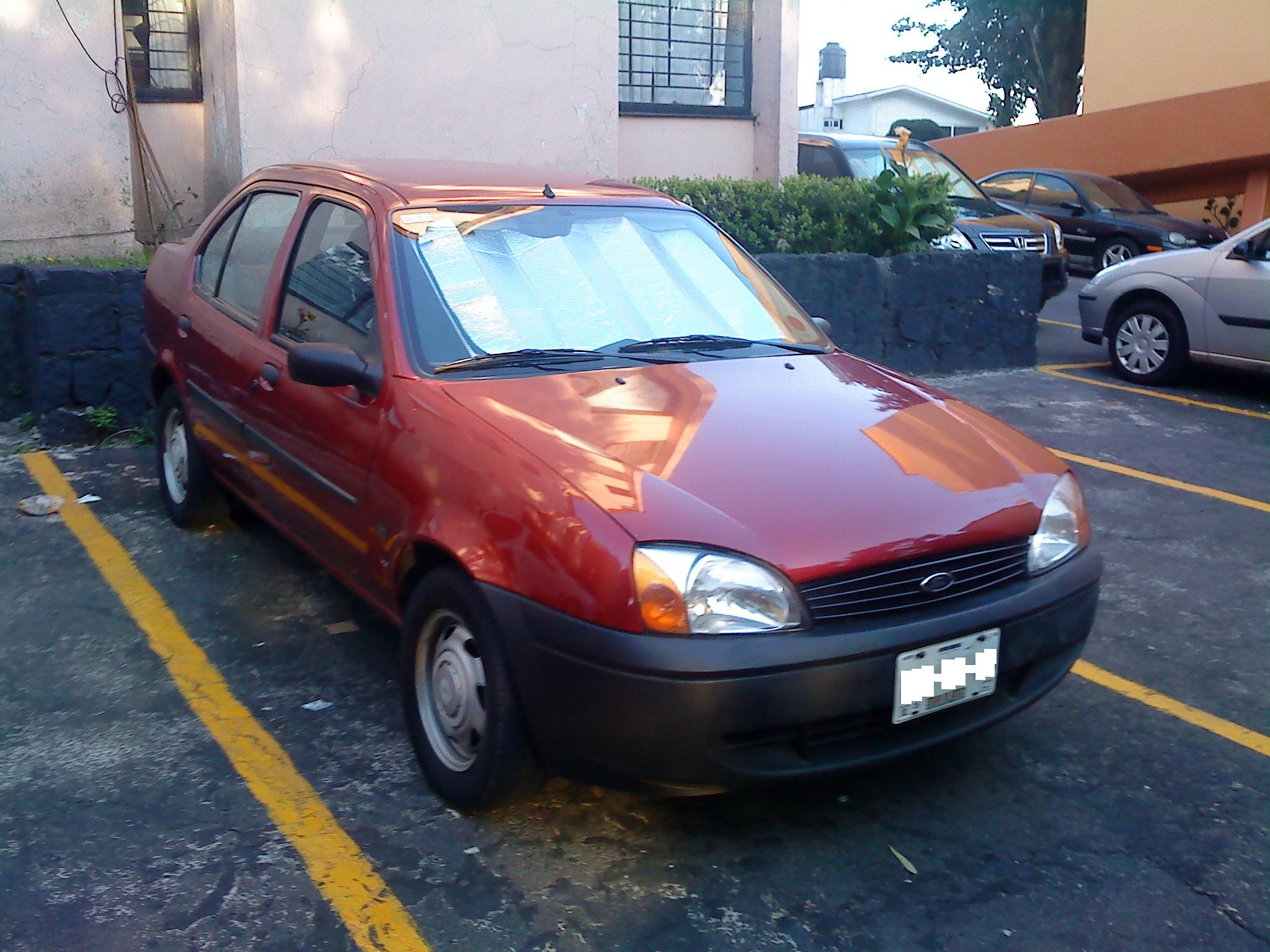
Ford Ikon

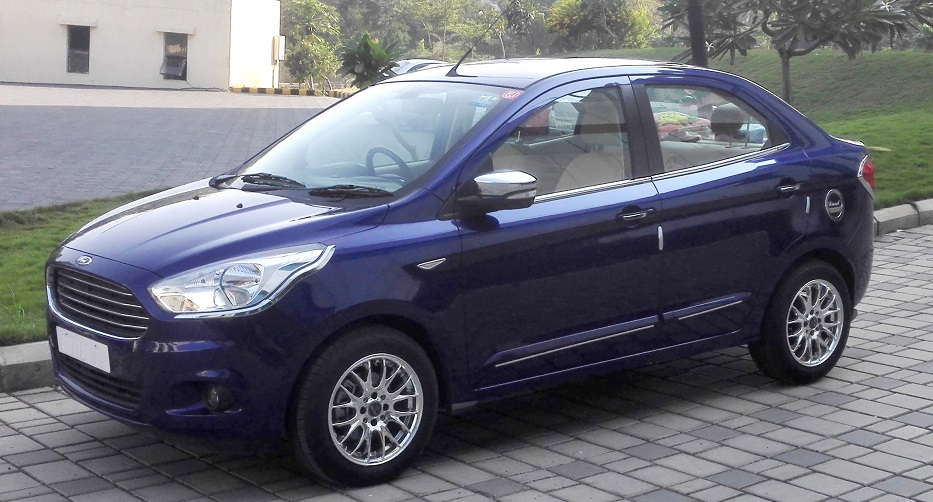
Ford Figo Aspire

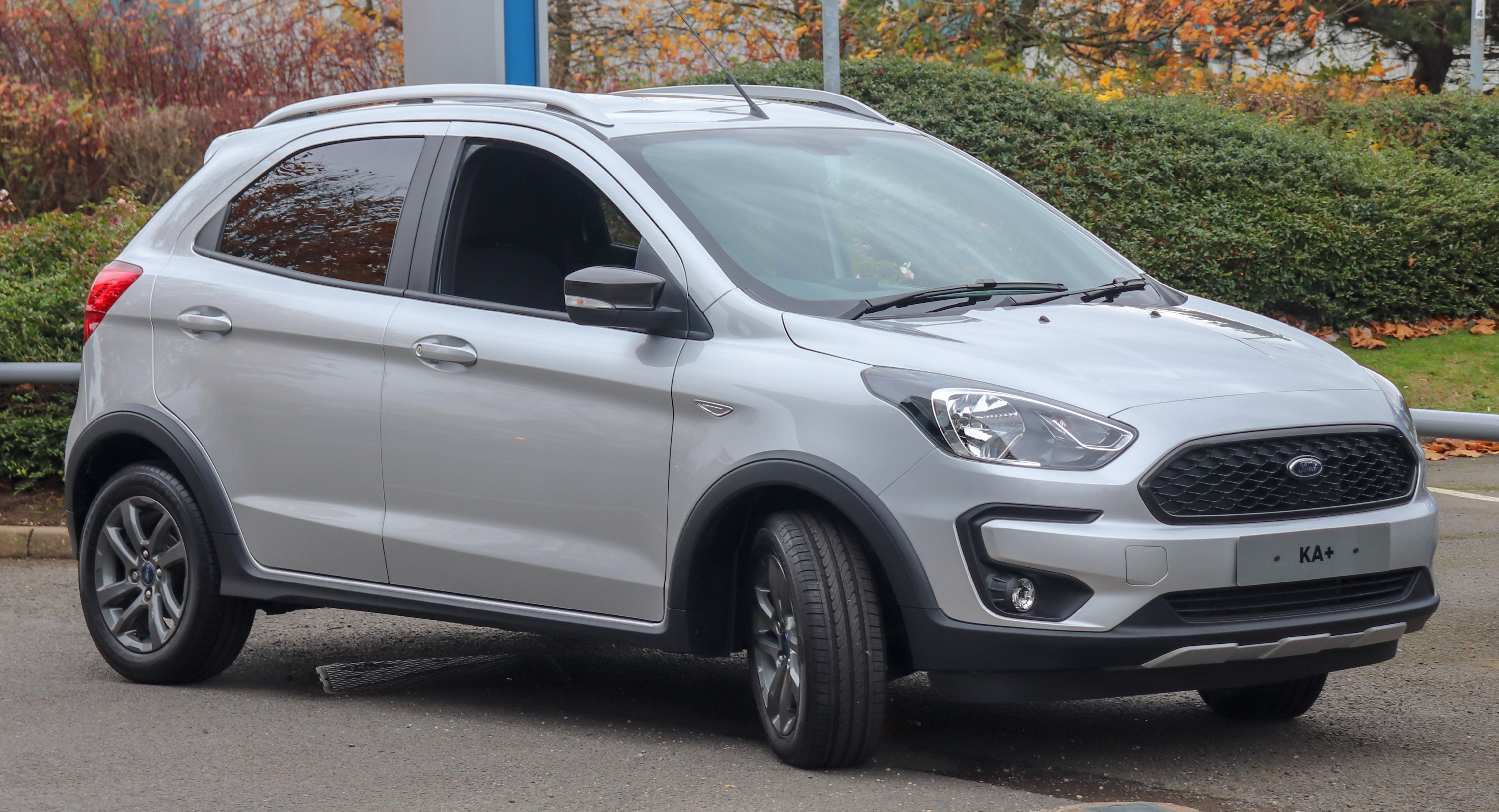
Ford Freestyle

### Indie
Przed II wojną światową montowano tu samochody z amerykańskich części. W 1999 roku otwarto nową fabrykę koło miasta Ćennaj. Produkowano tutaj m.in. model Ikon, będący wersją sedan modelu Fiesta. Przez pierwsze dwie dekady XXI wieku indyjski oddział Forda koncentrował się na wytwarzaniu wariacji na temat miejskiego modelu Figo oraz różnego rodzaju SUV-ów. We wrześniu 2021 roku, bez wcześniejszych zapowiedzi, Ford zapowiedział zamknięcie wszystkich operacji w Indiach po postępujących stratach i malejącym udziale w rynku, włącznie z zakończeniem produkcji wszystkich wytwarzanych tu pojazdów w dwóch etapach. Na koniec roku 2021 wytyczono koniec produkcji modeli Figo, Figo Aspire i Freestyle, z kolei na połowę 2022 roku – także SUV-ów EcoSport i Endeavour.

#### Historyczne
- Escort (1996–2003)
- Mondeo (2001–2006)
- Ikon (1999–2010)
- Fusion (2004–2010)
- Fiesta Classic (2005–2015)
- Fiesta (2011–2015)
- Figo (2010–2021)
- Figo Aspire (2016–2021)
- Mustang (2016–2021)
- Freestyle (2018–2021)
- Endeavour (2003–2022)
- EcoSport (2012–2022)

### Tajwan

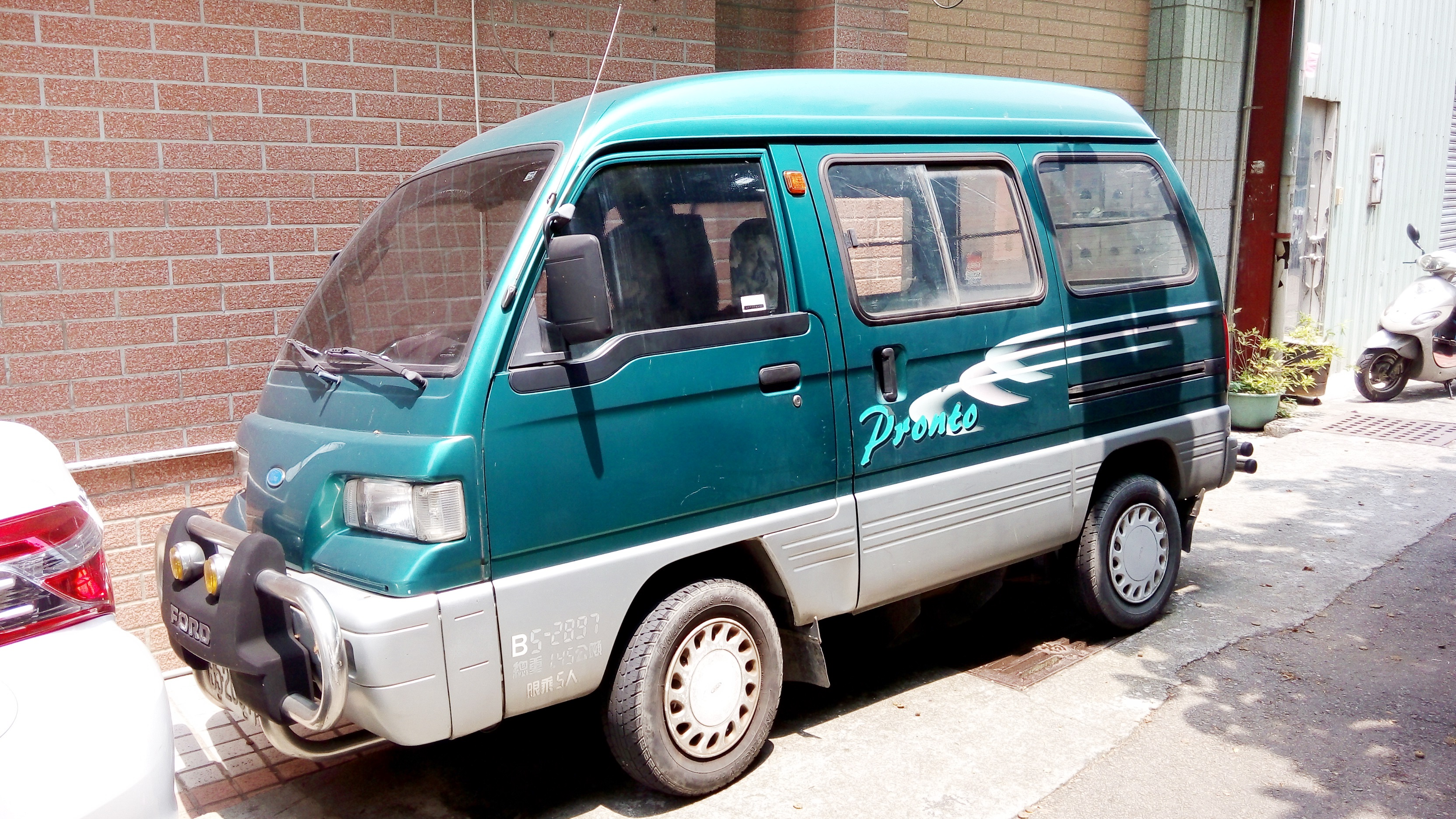
Ford Pronto

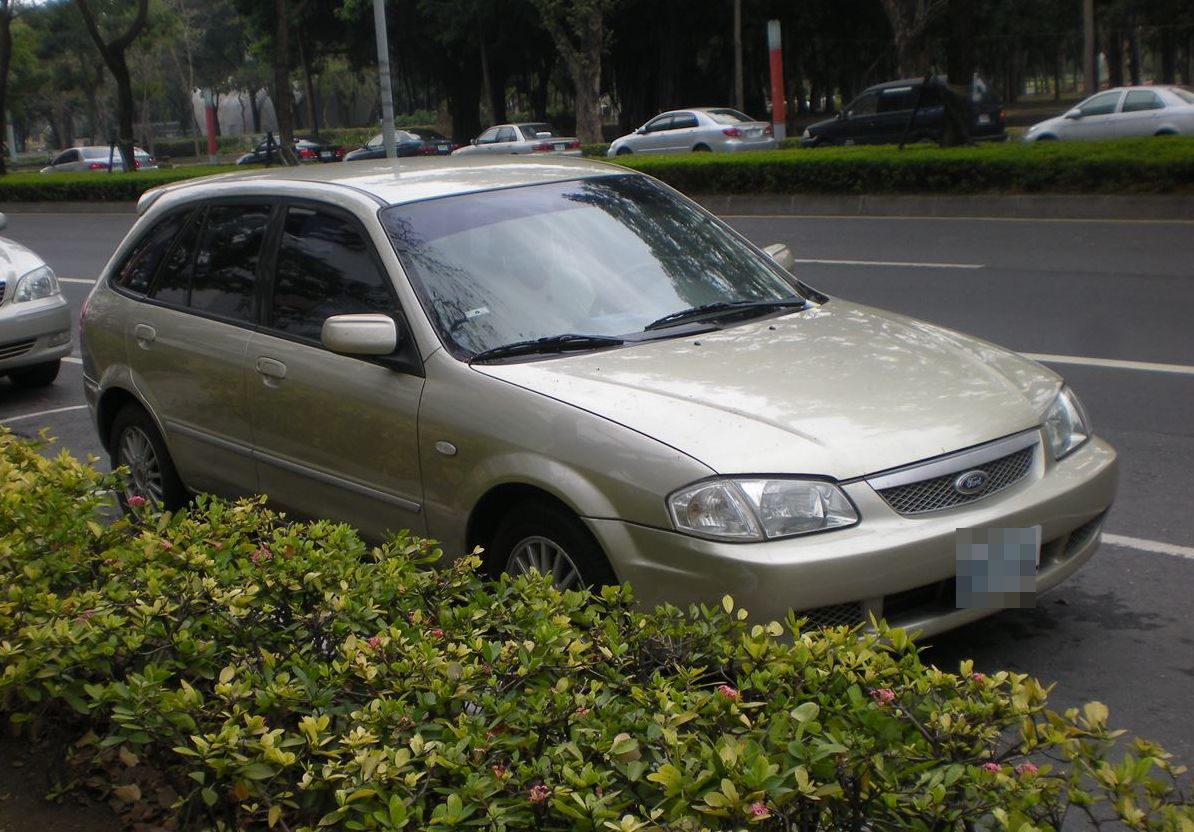
Ford Activa

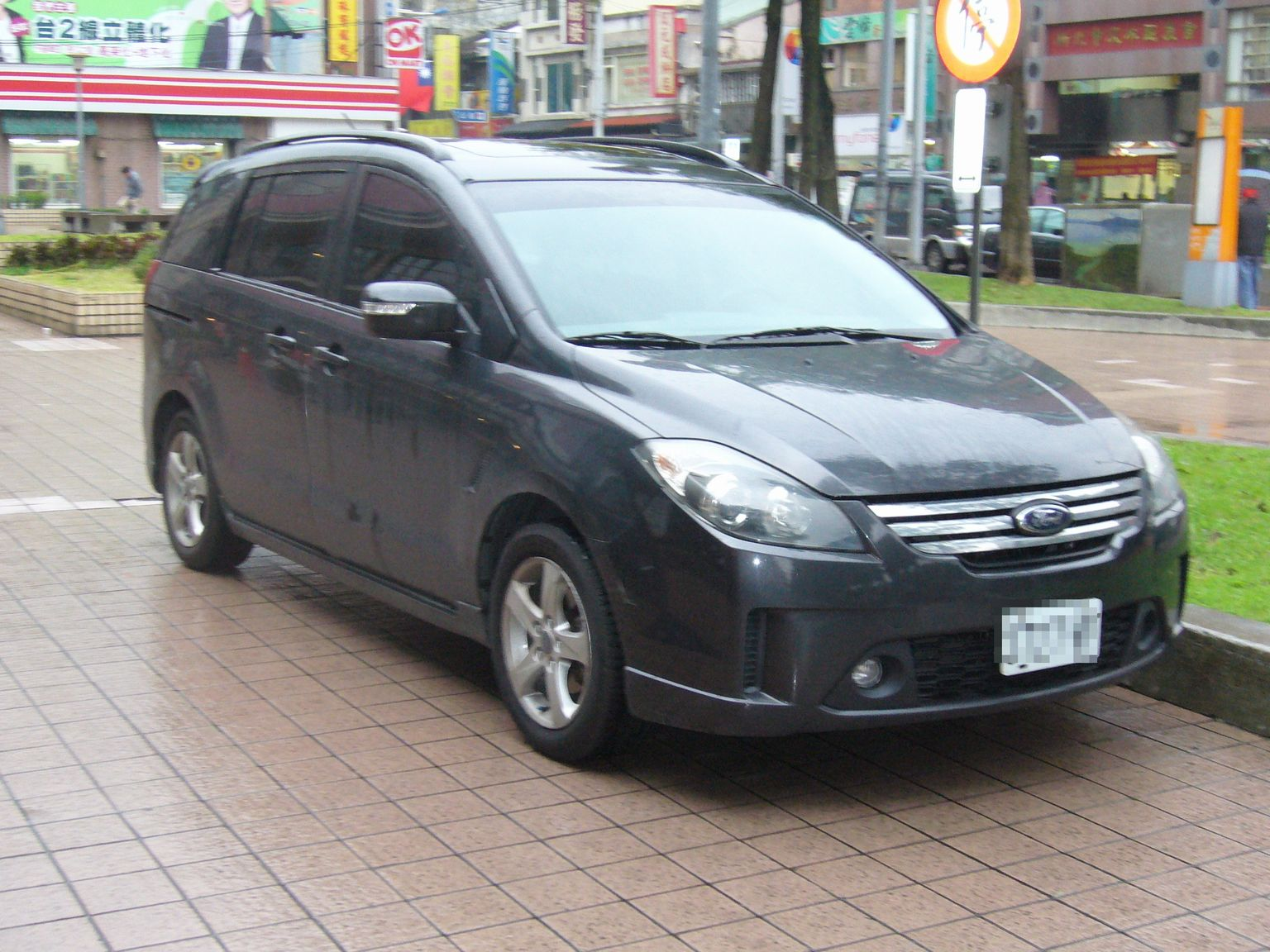
Ford I-Max

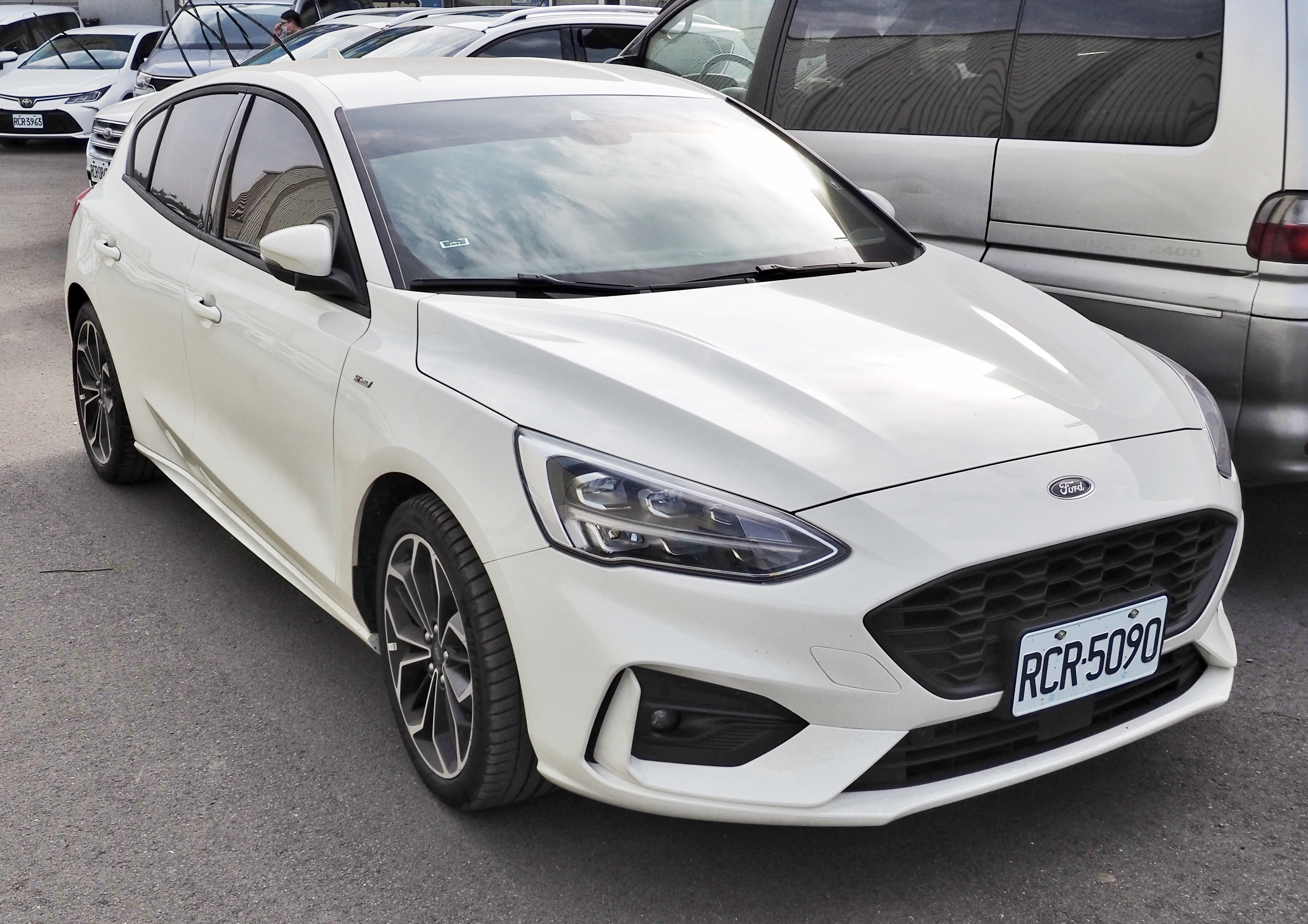
Ford Focus

W 1972 roku powstała tajwańsko-amerykańska spółka typu joint venture o nazwie Ford Lio Ho Motor, która stała się lokalnym oddziałem Forda. Przez kolejne lata, aż do przełomu lat 10. i 20. XXI wieku, Fordy na Tajwanie były głównie lokalnymi odmianami modeli Mazdy. Po 2007 roku porzucono tę politykę na rzecz importu modeli z Chin kontynentalnych.

#### Obecnie produkowane

##### SUV-y i crossovery
- Kuga

##### Kombivany i vany
- Tourneo Connect
- New Tourneo

##### Samochody sportowe
- Mustang

##### Pickupy
- Ranger

#### Historyczne
- Liata (1994–1998)
- Telstar (1982–1999)
- Laser (1981–2007)
- Pronto (1987–2007)
- Tierra (2001–2007)
- Metrostar (2002–2007)
- Activa (2003–2007)
- Ixion MAV (2004–2007)
- i-Max (2007–2010)
- Fiesta (2008–2019)
- EcoSport (2015–2020)
- Escort (2017–2020)
- Mondeo (2002–2022)
- Focus (2005–2025)

### Japonia

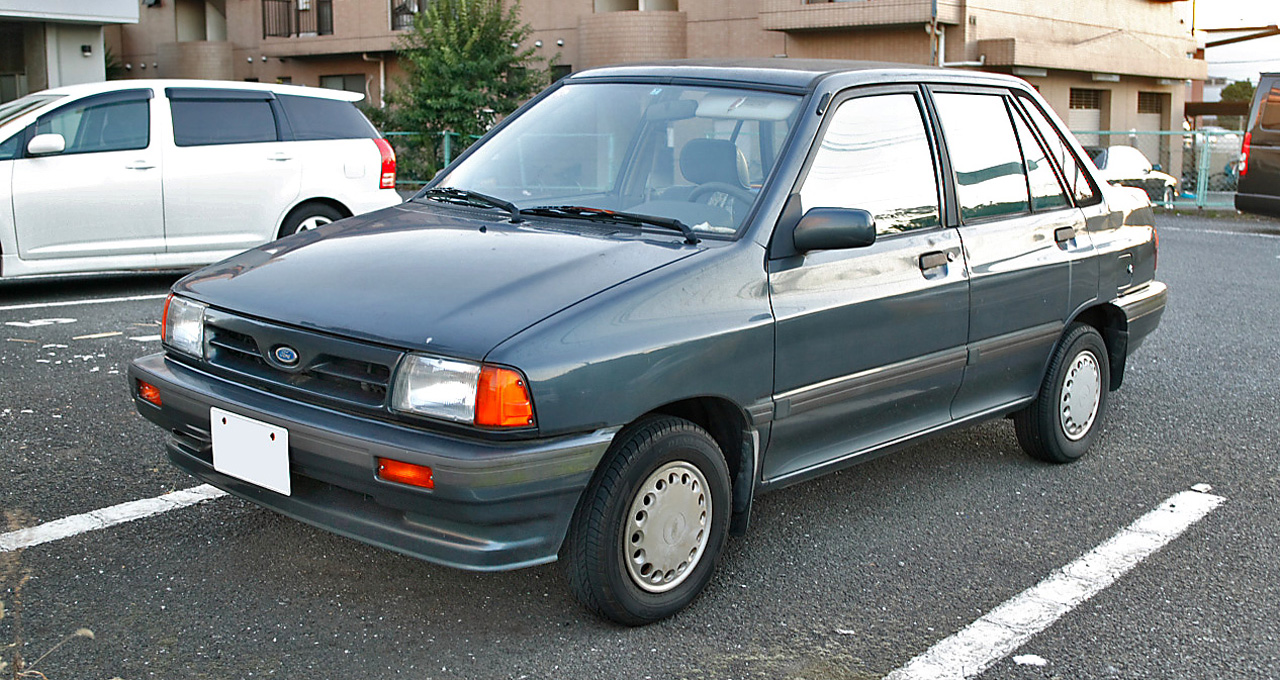
Ford Festiva Beta

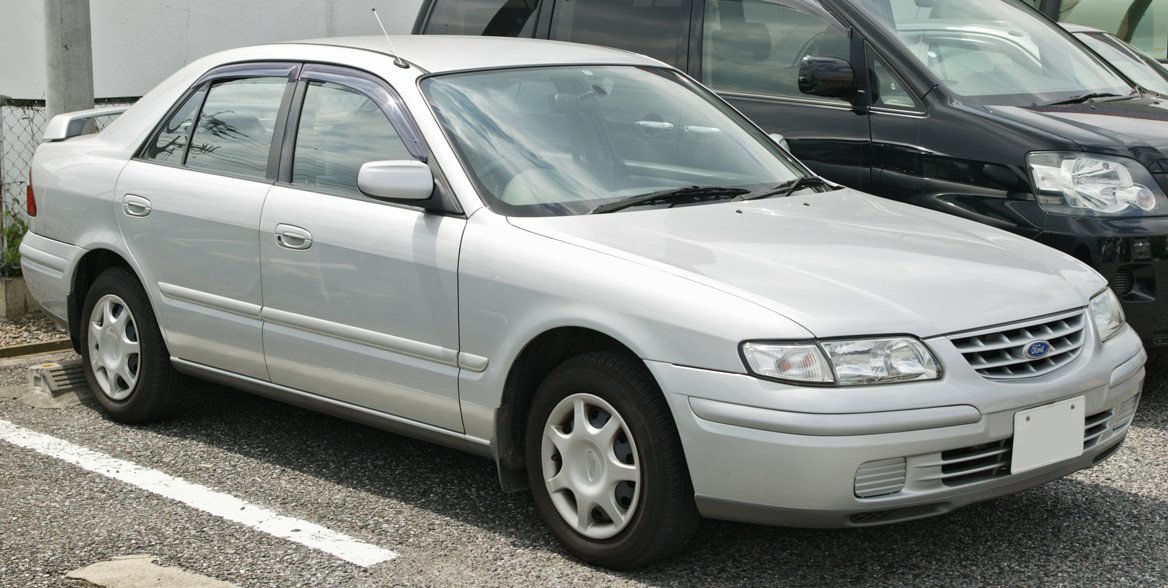
Ford Telstar

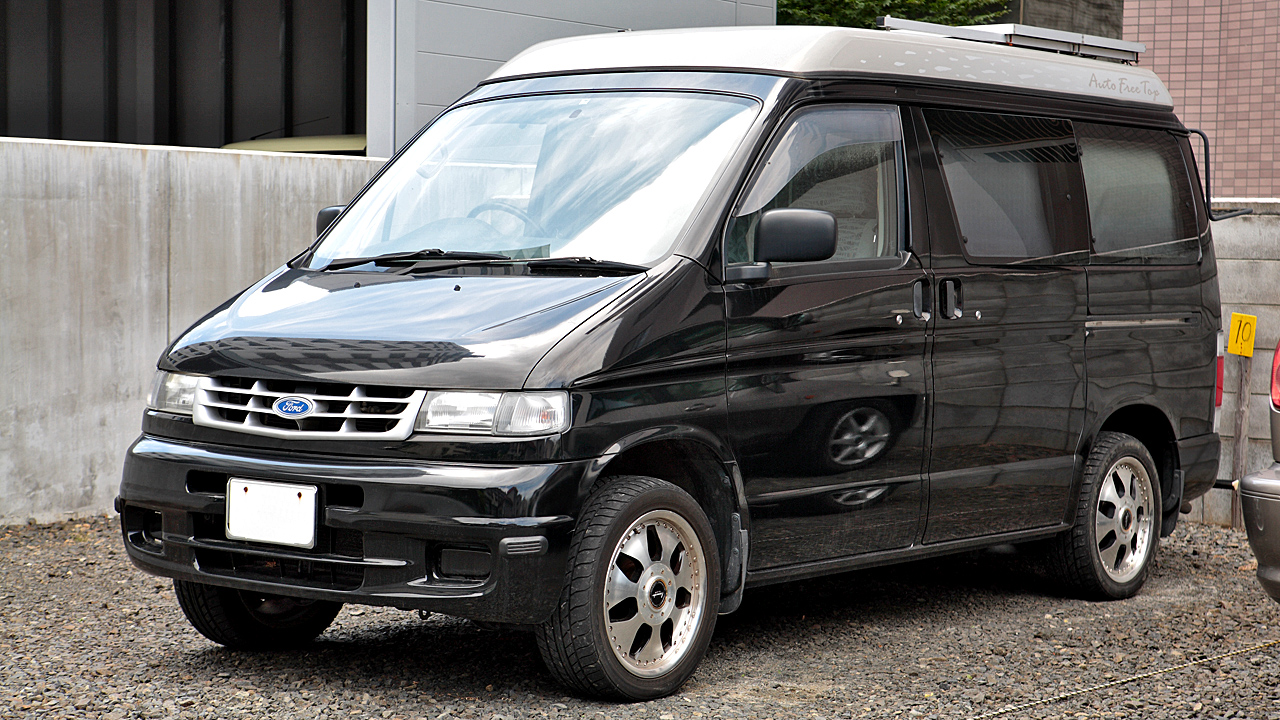
Ford Freda

Ford po raz pierwszy otworzył oddział w Japonii w 1925 roku, działając tam przez kolejne dwie dekady aż do 1941 roku. Producent podjął wówczas decyzję o wycofaniu się z tego kraju. Ford powrócił do Japonii w 1975 roku, z końcem lat 90. przyjmując specyficzną formę działalności. Przez kolejną dekadę większość modeli było bliźniaczymi odmianami Mazdy, produkowanymi lokalnie. W 2003 roku zmieniono tę zasadę, przechodząc na importowane modele m.in. z Tajwanu i Stanów Zjednoczonych. W 2016 roku Ford podjął decyzję o wycofaniu się z Japonii z powodu nikłej sprzedaży, trwale zamykając wszystkie salony i lokalne przedstawicielstwo.

#### Historyczne
- Festiva (1989–1997)
- Spectron (1984–1998)
- Telstar (1989–1999)
- Laser (1989–2001)
- Freda (1995–2002)
- Festiva Mini Wagon (1996–2002)
- Ixion (1999–2003)
- Escape (2001–2012)
- Focus (2004–2016)
- Fiesta (2008–2016)
- Explorer (2010 –2016)
- EcoSport (2012–2016)
- Kuga (2013–2016)
- Mustang (2014–2016)

### Inne rynki
W Tajlandii Ford obecny był w latach 1960–1973. Następnie w 1995 roku powstała spółka Auto Alliance, w której głównymi udziałowcami są Ford (48%) i Mazda (45%). Produkuje ona samochody Ford Ranger, Everest – będący jego wersją terenową (nadwozie zamknięte, pięciodrzwiowe) – oraz pick-up Mazdę serii B, będącą podstawą dla modelu Ranger.

## Modele koncepcyjne

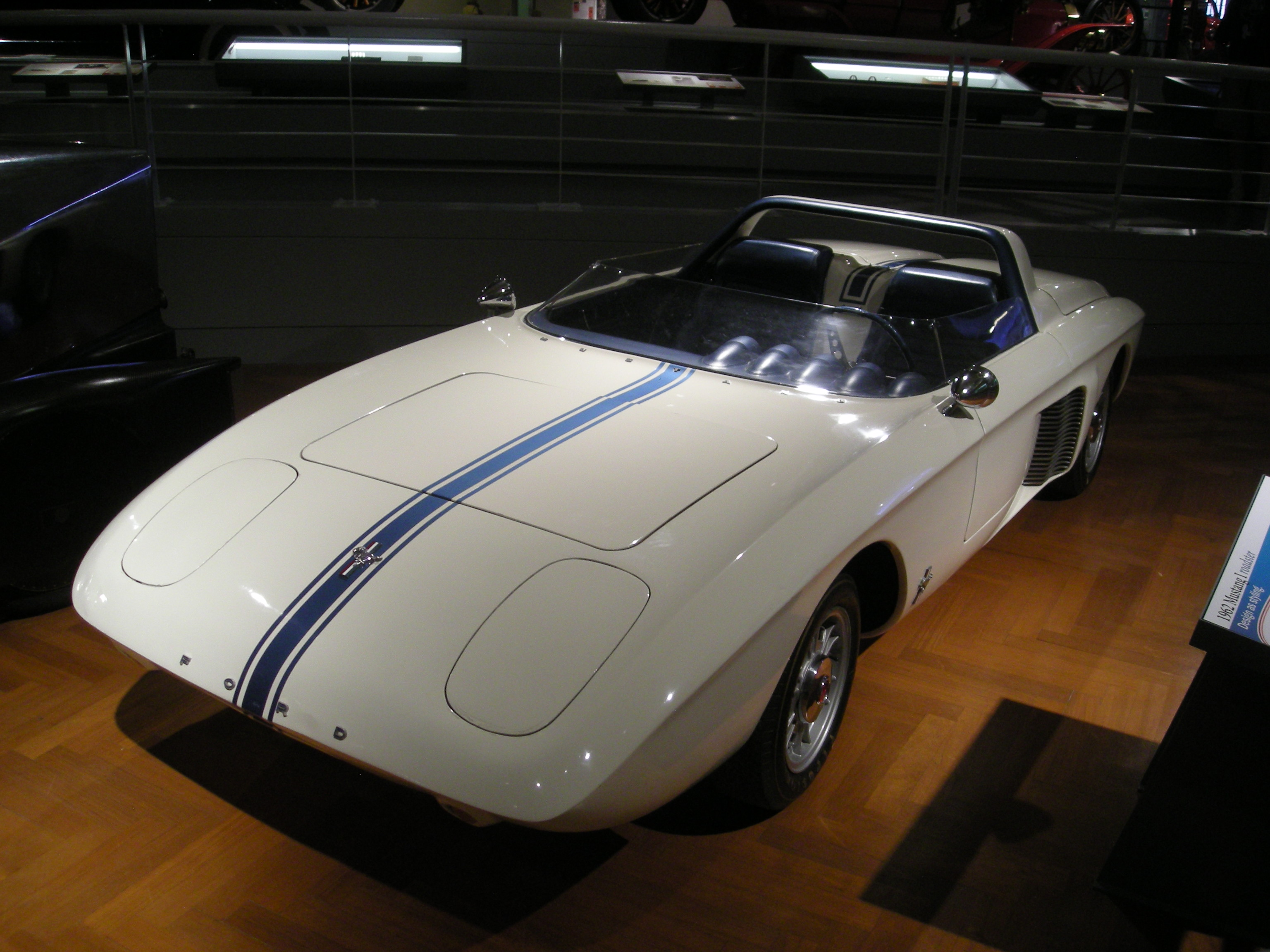
Ford Mustang Concept

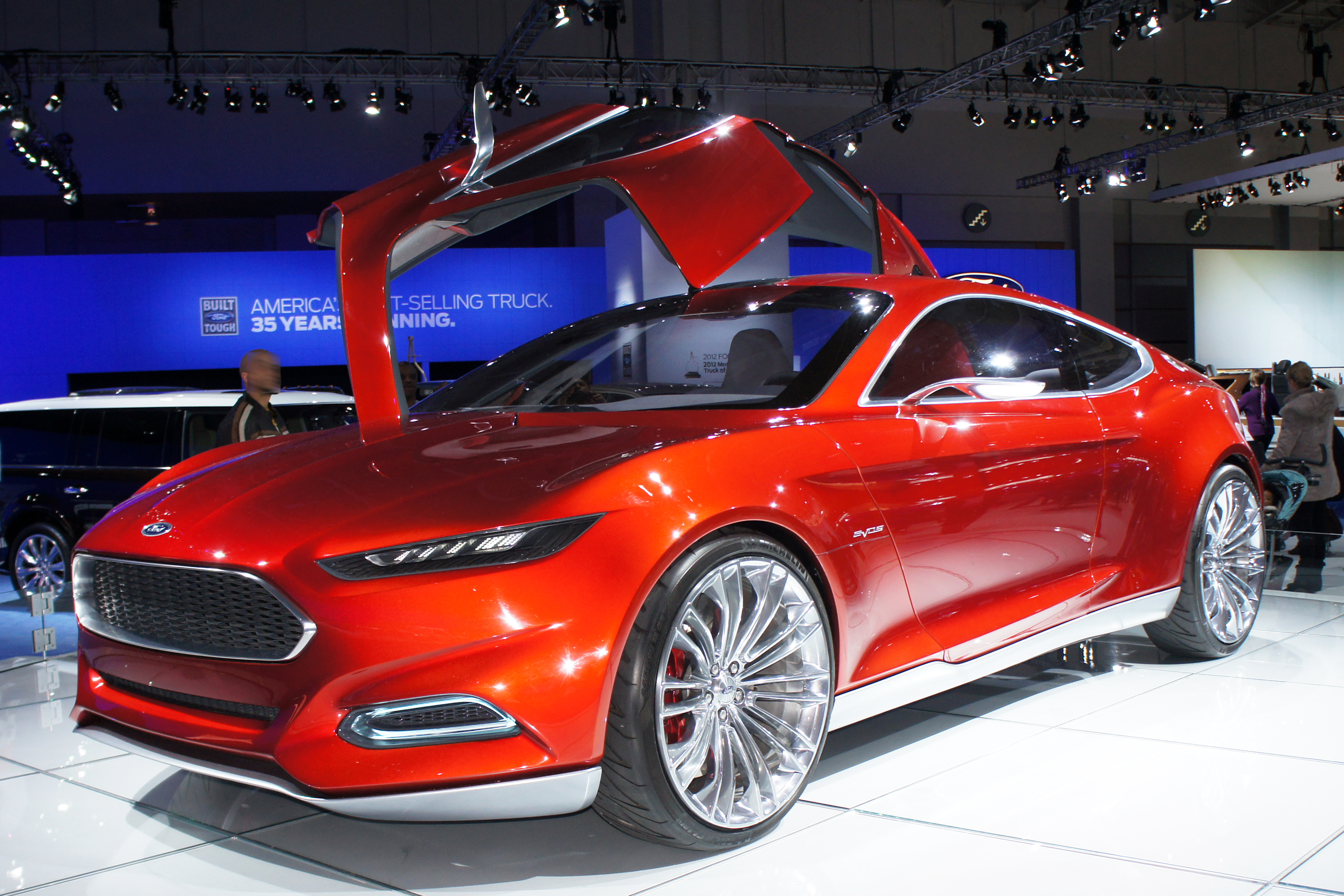
Ford Evos

- Ford Mustang I(inne języki) (1962)
- Ford GT90 (1995)
- Ford Saetta (1996)
- Ford IndiGo(inne języki) (1996)
- Ford 021c(inne języki) (1999)
- Ford EX(inne języki) (2001)
- Ford Forty Nine(inne języki) (2001)
- Ford Thunderbird (2001)
- Ford Model U(inne języki) (2003)
- Ford Mustang Concept (2003)
- Ford Visos(inne języki) (2003)
- Ford MA(inne języki) (2003)
- Ford 427 (2003)
- Ford Bronco Concept(inne języki) (2004)
- Ford Sport Trac Adrenaline (2005)
- Ford Iosis(inne języki) (2005)
- Ford SYNus(inne języki) (2005)
- Ford GTX1 Roadster (2005)
- Ford Super Chief (2006)
- Ford Reflex(inne języki) (2006)
- Ford Escort MK-1 Benchmark (2007)
- Ford Interceptor(inne języki) (2007)
- Ford Verve(inne języki) (2007)
- Ford Airstream(inne języki) (2007)
- Ford Explorer America (2008)
- Ford iosis MAX(inne języki) (2009)
- Ford Start(inne języki) (2010)
- Ford Vertrek(inne języki) (2011)
- Ford GT-V (2011)
- Ford Cobra Snakehead (2011)
- Ford Focus Coupé (2011)
- Ford Punk (2012)
- Ford Evos (2012)
- Ford Atlas(inne języki) (2013)

## Fabryki Forda

### Obecne

#### Ameryka Północna
Stany Zjednoczone
- Detroit
- Dearborn
- Chicago
- Flat Rock
- Claycomo
- Louisville
- Wayne
- Avon Lake
- Brook Park
- Dearborn
- Lima
- Livonia
- Ypsilanti
- Romeo
- Sharonville
- Sterling Heights
- Woodhaven

 Kanada
- Oakville
- Windsor

 Meksyk
- Cuautitlán Izcalli
- Hermosillo
- Chihuahua

#### Europa
Wielka Brytania
- Dagenham
- Halewood

 Niemcy
- Kolonia
- Saarlouis

 Hiszpania
- Walencja

 Rosja
- Sankt Petersburg
- Wsiewołożsk

 Rumunia
- Krajowa

 Francja
- Blanquefort

 Słowacja
- Koszyce

#### Azja
Chiny
- Nanchang
- Nankin

 Turcja
- Eskişehir
- Kocaeli

 Indie
- Madras
- Sanand

 Tajlandia
- Pluak Daeng

 Wietnam
- Hải Dương

 Tajwan
- Zhongli

#### Ameryka Południowa
Brazylia
- Sao Bernardo do Campo
- São Paulo
- Camaçari

 Argentyna
- Buenos Aires
- Santa Fe

 Wenezuela
- Valencia

#### Afryka
Południowa Afryka
- Silverton
- Port Elizabeth

### Dawne

#### Ameryka Północna
Stany Zjednoczone
- Arabi (1933)
- Omaha (1936)
- Edgewater (1955)
- Richmond (1956)
- Somerville (1958)
- Long Beach (1959)
- Chester (1961)
- Jacksonville (1968)
- Mahwah (1980)
- Pico Rivera (1980)
- Highland Park (1981)
- Sheffield (1983)
- Milpitas (1984)
- Canton (1988)
- Green Island (1989)
- Brook Park (2003)
- Edison (2004)
- Lorain (2005)
- Hazelwood (2006)
- Hapeville (2006)
- Wixom (2007)
- Maumee (2007)
- Norfolk (2007)
- Batavia (2008)
- Saint Paul (2011)
- Talbotville (2011)
- Walton Hills (2014)

 Kanada
- Toronto (1953)
- Oakville (2004)
- Windsor (2007)

 Meksyk
- La Villa (1984)
- Escobedo General (2014)

#### Europa
Wielka Brytania
- Basildon (1991)
- Belfast (2000)
- Bridgend (2020)
- Enfield (2000)
- Manchester (Trafford Park) (1931)
- Royal Leamington Spa (2007)
- Slough (Langley) (1986)
- Southampton (2013)
- Swansea (2000)

 Holandia
- Amsterdam (1981)

 Irlandia
- Cork (1984)

 Niemcy
- Rheine (1997)

 Portugalia
- Azambuja (2000)

 Belgia
- Genk (2014)

#### Azja
Malezja
- Selangor

 Filipiny
- Santa Rosa

#### Australia i Oceania
Australia
- Sydney (1994)
- Norlane (2016)
- Campbellfield (2016)

 Nowa Zelandia
- Lower Hutt (1988)
- Manukau (2001)

#### Ameryka Południowa
Brazylia
- Ipiranga (2000)